# Hettange-Grande
Pour l’article homonyme, voir Petite-Hettange.
Hettange-Grande (prononcé [ɛtãʒ gʁãd(ə)]) est une commune française située dans le département de la Moselle en région Grand Est, à cinq kilomètres de la frontière franco-luxembourgeoise.
Connue dans le monde scientifique pour avoir donné son nom à un étage du Jurassique : l'Hettangien, la commune possède l’une des quinze réserves géologiques françaises et la seule de Lorraine. C’est également une ville au patrimoine hétéroclite et à l’histoire deux fois millénaire car elle fut, au fil des siècles, une bourgade gallo-romaine, une seigneurie et un bastion royaliste durant la Révolution française.
C'est l'annexion allemande de 1871, suivie d'une nouvelle politique d'urbanisme et du développement d'une voie de chemin de fer aux XIXe et XXe siècles, qui a permis à la ville, située au cœur du sillon mosellan, à équidistance de villes telles que Metz ou Luxembourg, de passer de l'état de bourg rural à celui de ville minière tournée vers le secteur secondaire, et plus précisément, l'exploitation du minerai de fer.
Hettange-Grande est une ville en constante croissance démographique. En 2017, c'est la 23e commune la plus peuplée du département mosellan, avec ses 7 653 habitants, appelés les Hettangeois en français et les Hettenger en platt.

## Géographie

### Communes limitrophes
Les communes limitrophes sont Roussy-le-Village, Boust, Cattenom, Entrange, Kanfen, Manom, Thionville et Zoufftgen.
| Kanfen             | Roussy-le-Village | Boust    |
| Entrange, Œutrange | Hettange-Grande   | Cattenom |
|                    | Manom, Thionville |          |

### Géologie

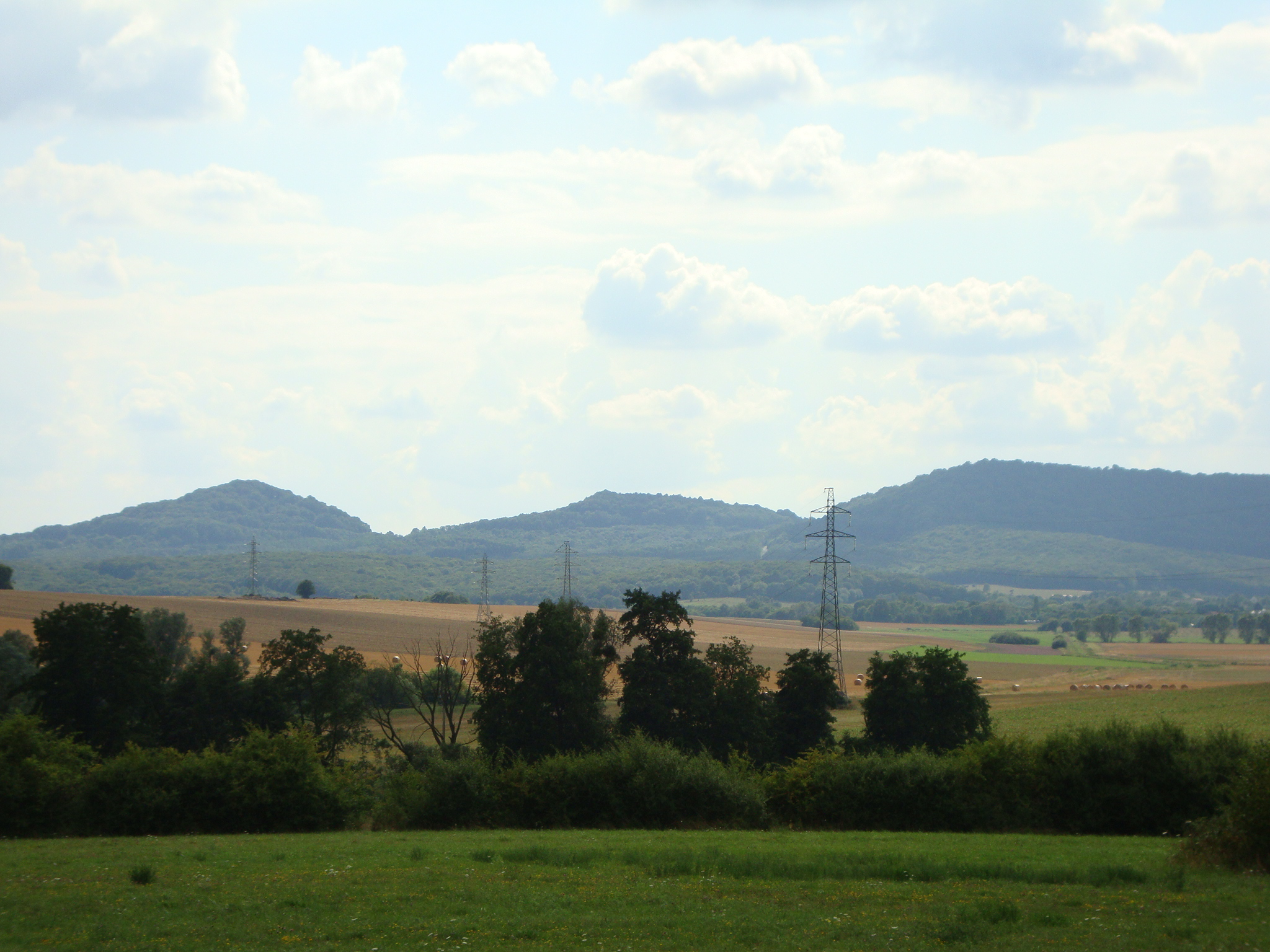
Panorama sur les collines entourant la ville. À gauche, la colline du Saint-Michel.

Située au cœur du Pays des Trois Frontières (Luxembourg, Allemagne, France), la commune se trouve à 177 m d’altitude, au nord-est du plateau lorrain, dans le bassin mosellan, sur une ligne de forte urbanisation s’étendant de Metz à Luxembourg en passant par Thionville. Hettange-Grande est située en plein cœur d’une zone géologique, le Jurassique inférieur, dont la formation est estimée à près de 200 millions d’années.
C'est en raison de cette situation que le nom de Hettange est associé à celui d'un étage stratigraphique du Jurassique inférieur : en 1864, le géologue suisse Eugène Renevier propose de retenir la carrière Gries, située sur le ban de la commune, comme référence internationale d’un étage géologique datant de 199,6 à 196,5 millions d’années avant notre ère. Le stratotype Hettangien venait de voir le jour.

### Hydrographie

#### Réseau hydrographique
La commune est située dans le bassin versant du Rhin au sein du bassin Rhin-Meuse. Hettange-Grande est située au nord du lit de la Moselle, qui traverse la ville voisine de Cattenom. La ville est traversée par trois cours d’eau : le Wampich (aussi nommé Wampichbach), le Reybach mais surtout la Kiesel, un des affluents de la Moselle, autour de laquelle Hettange-Grande a développé son habitat dès le Moyen Âge,. Le ruisseau la Kiesel, d'une longueur totale de 18,7 km, prend sa source dans la commune de Kanfen et se jette  dans la Moselle à Cattenom, après avoir traversé cinq communes.

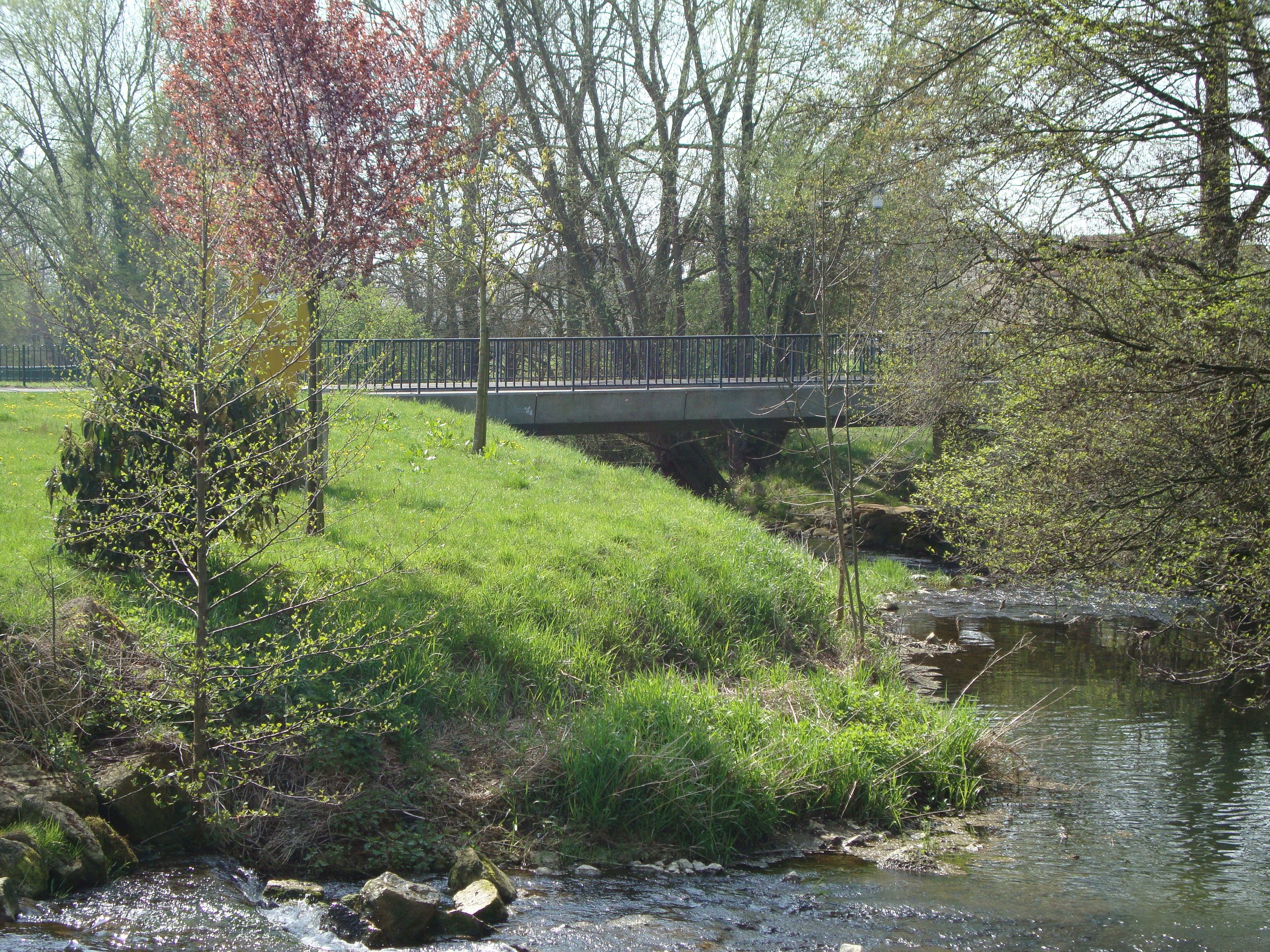
La Kiesel à Rastenne.
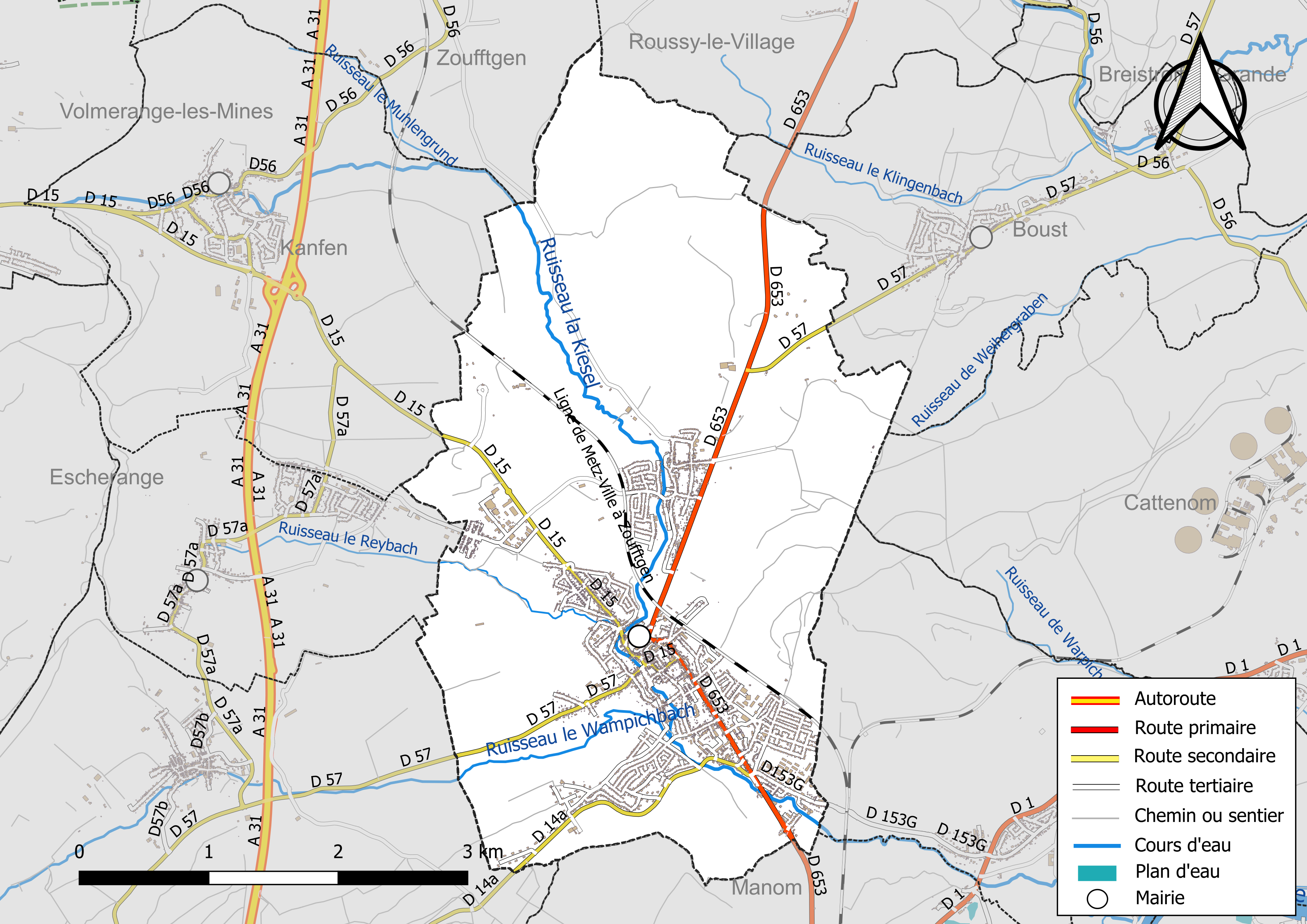
Réseaux hydrographique et routier d'Hettange-Grande.

#### Gestion et qualité des eaux
Le territoire communal est couvert par le schéma d'aménagement et de gestion des eaux (SAGE) « Bassin ferrifère ». Ce document de planification, dont le territoire correspond aux anciennes galeries des mines de fer, des aquifères et des bassins versants associés, d'une superficie de 2 418 km2, a été approuvé le 27 mars 2015. La structure porteuse de l'élaboration et de la mise en œuvre est la région Grand Est. Il définit sur son territoire les objectifs généraux d’utilisation, de mise en valeur et de protection quantitative et qualitative des ressources en eau superficielle et souterraine, en respect des objectifs de qualité définis dans le SDAGE  du Bassin Rhin-Meuse.
La qualité des eaux des principaux cours d’eau de la commune, notamment du ruisseau la Kiesel, peut être consultée sur un site dédié géré par les agences de l’eau et l’Agence française pour la biodiversité.

### Climat
Pour des articles plus généraux, voir Climat du Grand Est et Climat de la Moselle.
En 2010, le climat de la commune est de type climat des marges montargnardes, selon une étude du Centre national de la recherche scientifique s'appuyant sur une série de données couvrant la période 1971-2000. En 2020, Météo-France publie une typologie des climats de la France métropolitaine dans laquelle la commune est exposée à un climat semi-continental et est dans la région climatique  Lorraine, plateau de Langres, Morvan, caractérisée par un hiver rude (1,5 °C), des vents modérés et des brouillards fréquents en automne et hiver.
Pour la période 1971-2000, la température annuelle moyenne est de 9,8 °C, avec une amplitude thermique annuelle de 15,9 °C. Le cumul annuel moyen de précipitations est de 863 mm, avec 12,9 jours de précipitations en janvier et 9,3 jours en juillet. Pour la période 1991-2020, la température moyenne annuelle observée sur la station météorologique de Météo-France la plus proche, « Malancourt », sur la commune d'Amnéville à 16 km à vol d'oiseau, est de 10,2 °C et le cumul annuel moyen de précipitations est de 884,1 mm. 
La température maximale relevée sur cette station est de 39,3 °C, atteinte le 25 juillet 2019 ; la température minimale est de −17,9 °C, atteinte le 5 janvier 1985,,.
Les paramètres climatiques de la commune ont été estimés pour le milieu du siècle (2041-2070) selon différents scénarios d'émission de gaz à effet de serre à partir des nouvelles projections climatiques de référence DRIAS-2020. Ils sont consultables sur un site dédié publié par Météo-France en novembre 2022.

### Forêt
Hettange-Grande est une ville verte (1 000 ha de massif forestier pour une superficie totale de 4 000 ha) proposant de nombreux sentiers pédestres à travers les forêts qui l’entourent : le bois du Zeiterholz et la forêt d’Entrange au nord, la forêt de Hettange-Cattenom à l’est, le bois de Chambourg et la forêt d’Elange au sud, et enfin le bois de Soetrich au nord-ouest, qui propose deux sentiers de découverte de 3 et 7 km.
| Mois                                              | Jan  | Fev  | Mar   | Avr   | Mai   | Jui   | Jui   | Aou   | Sep   | Oct  | Nov  | Dec | Année  |
| ------------------------------------------------- | ---- | ---- | ----- | ----- | ----- | ----- | ----- | ----- | ----- | ---- | ---- | --- | ------ |
| Températures moyennes (°C)                        | 1,5  | 2,8  | 5,8   | 9,1   | 13,2  | 16,4  | 18,4  | 18    | 15    | 10,6 | 5,3  | 2,4 | 9,9    |
| Précipitations moyennes (mm)                      | 63,5 | 57,7 | 63,1  | 53,5  | 68,9  | 72    | 61,5  | 62,5  | 59,7  | 63,5 | 66,6 | 73  | 765,6  |
| Insolation moyenne (h)                            | 43,2 | 81,1 | 122,4 | 163,1 | 202,4 | 213,1 | 238,5 | 209,1 | 162,6 | 104  | 55,6 | 43  | 1638,1 |
| Source : « Metz, Moselle(57), 190m - [1961-1990]. |      |      |       |       |       |       |       |       |       |      |      |     |        |

| Ville             | Ensoleillement · (h/an) | Pluie · (mm/an) | Neige · (j/an) | Orage · (j/an) | Brouillard · (j/an) |
| ----------------- | ----------------------- | --------------- | -------------- | -------------- | ------------------- |
| Médiane nationale | 1 852                   | 835             | 16             | 25             | 50                  |
| Hettange-Grande   | 1 638                   | 765             | 30             | 22             | 51                  |
| Paris             | 1 717                   | 634             | 13             | 20             | 26                  |
| Nice              | 2 760                   | 791             | 1              | 28             | 2                   |
| Strasbourg        | 1 747                   | 636             | 26             | 28             | 69                  |
| Brest             | 1 555                   | 1 230           | 6              | 12             | 78                  |
| Bordeaux          | 2 070                   | 987             | 3              | 32             | 78                  |

## Urbanisme

### Typologie
Au 1er janvier 2024, Hettange-Grande est catégorisée ceinture urbaine, selon la nouvelle grille communale de densité à sept niveaux définie par l'Insee en 2022.
Elle appartient à l'unité urbaine de Hettange-Grande, une agglomération intra-départementale regroupant deux  communes, dont elle est ville-centre,,. Par ailleurs la commune fait partie de l'aire d'attraction de Luxembourg (partie française), dont elle est une commune de la couronne,. Cette aire, qui regroupe 115 communes, est catégorisée dans les aires de 700 000 habitants ou plus (hors Paris),.

### Occupation des sols
L'occupation des sols de la commune, telle qu'elle ressort de la base de données européenne d’occupation biophysique des sols Corine Land Cover (CLC), est marquée par l'importance des territoires agricoles (54,3 % en 2018), en diminution par rapport à 1990 (57,3 %). La répartition détaillée en 2018 est la suivante : 
terres arables (30,8 %), forêts (27 %), prairies (23,5 %), zones urbanisées (18,7 %). L'évolution de l’occupation des sols de la commune et de ses infrastructures peut être observée sur les différentes représentations cartographiques du territoire : la carte de Cassini (XVIIIe siècle), la carte d'état-major (1820-1866) et les cartes ou photos aériennes de l'IGN pour la période actuelle (1950 à aujourd'hui).

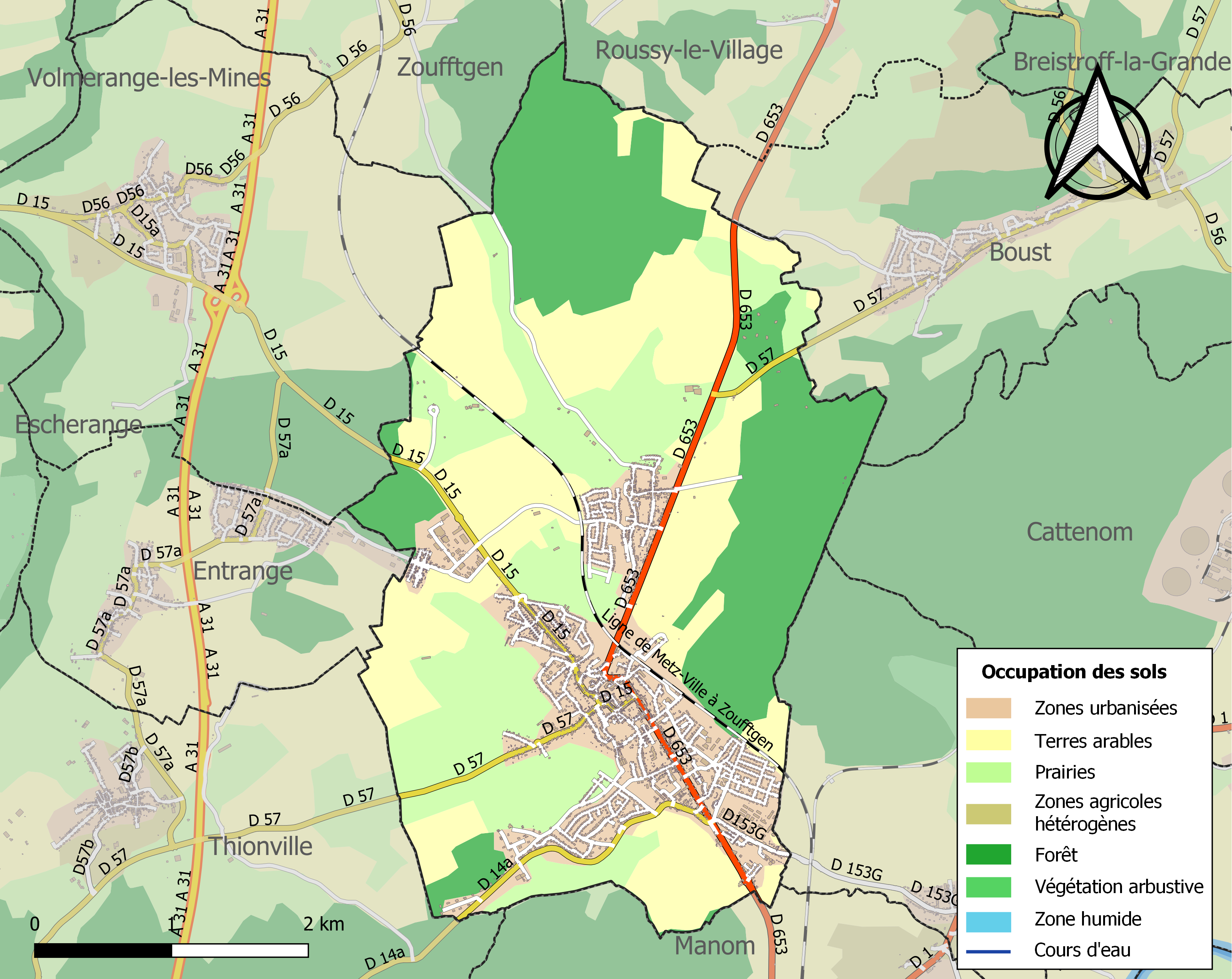
Carte des infrastructures et de l'occupation des sols de la commune en 2018 (CLC).

### Quartiers

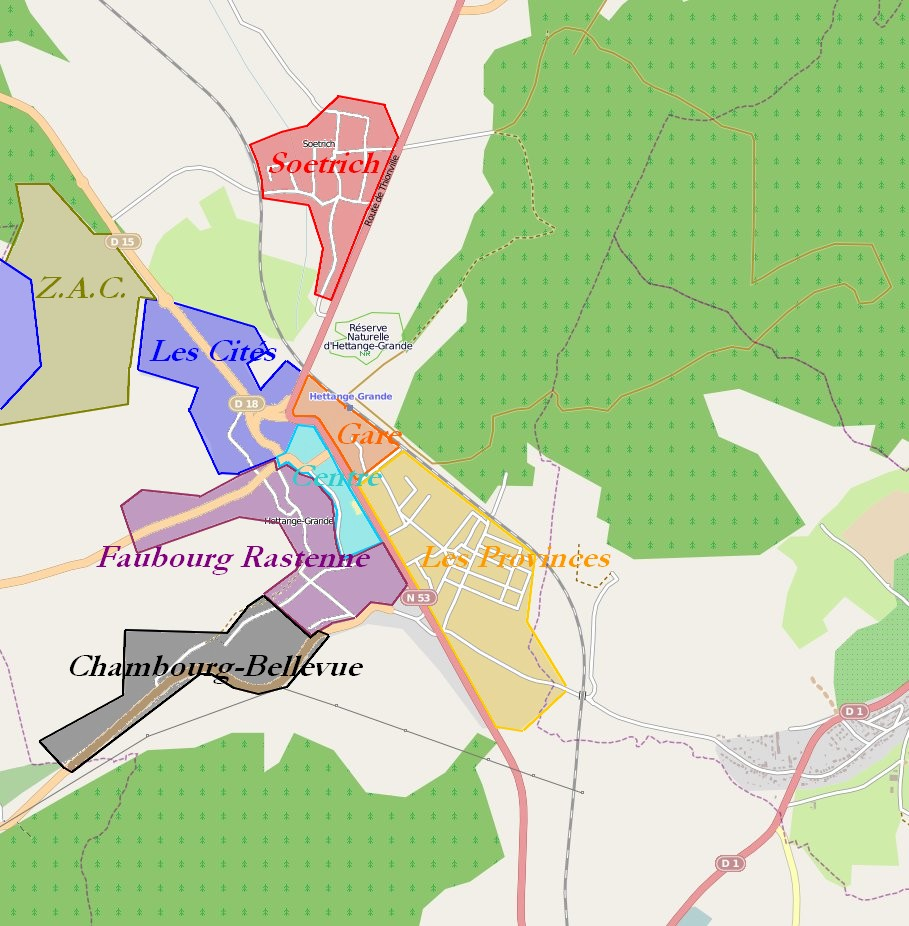
Plan d'Hettange-Grande avec les principaux axes routiers et les limites approximatives des différents quartiers.

La ville est composée de nombreux quartiers, reflétant chacun une époque différente de l’histoire hettangeoise.
Le quartier du Faubourg Rastenne, le plus vieux de Hettange-Grande, est accolé au centre-ville qui, quant à lui, s’étend du Rocher jusqu’au quartier des Provinces. C’est à Rastenne que se trouvent l’ancienne demeure seigneuriale et un des rares colombiers de la région. Le quartier est traversé par la rivière Kiesel. Il est considéré comme l’un des lieux de peuplement les plus anciens des environs, le berceau de Hettange. Prolongement direct de Rastenne, le quartier de Chambourg-Bellevue s’étend au sud-ouest de la ville, vers le village d'Elange, commune de Thionville.
Au nord-ouest (excepté pour le quartier Michelet, datant de l’époque allemande, avec l’école primaire Claude-Michelet et où, plus récemment, une cité HLM est construite), l’habitat date essentiellement de l’entre-deux-guerres avec le quartier Sainte-Barbe et la cité de Soetrich. Aménagés dès le début des années 1920 pour faire face à l’affluence de nouveaux travailleurs étrangers à la mine Charles-Ferdinand, ces quartiers sont reconnaissables par leurs maisons aux toits pointus. C’est là que se trouve l’école maternelle Sainte-Barbe, une des trois écoles maternelles de la ville, construite lors du baby boom des années 1950. Depuis quelques années, la zone artisanale de « Soetrich 1 », zone commerciale proposant de nombreux services dont une déchèterie, un magasin vert, une galerie marchande ou encore un supermarché hard-discount, s’est implantée en bordure de ces quartiers, participant à la reconversion de cette partie de la ville.
L’habitat à l’est de la ville se développe à partir des années 1960. Il comporte le quartier des Provinces, construit à l’époque de l’immigration italienne et des pays de l’Est durant les Trente Glorieuses. Il est situé le long de l’ancienne voie romaine où ont été découverts de nombreux vestiges datant de l’Antiquité. C’est là que se trouvent la cité scolaire Pasteur et le collège, datant des années 1970. Depuis les années 1980, le quartier n’a cessé de s’étendre. Un complexe sportif comprenant un gymnase, un city stade ainsi que des courts couverts et extérieurs de tennis a été construit à la fin des années 1990. C’est aujourd’hui un des quartiers les plus actifs de la ville. Prolongement des Provinces, le quartier de la gare comprend la gare d’Hettange-Grande. Celle-ci, datant des années 1900, ferme en 1981 pour rouvrir, totalement rénovée, en 2000. Le quartier abrite également le centre socioculturel, ouvert en 1988, ainsi que la bibliothèque municipale. Enfin, on y retrouve le stade municipal, installé à l’emplacement même où était extraite la pierre des carrières de grès de Hettange (pierres qui servirent à paver les rues de Metz et Nancy dans les années 1850), ainsi que le boulodrome Christian Marin.
Enfin, au sud de la ville, une zone encore assez peu urbanisée, le quartier des Tilleuls, est un quartier résidentiel des années 2000.
Outre ces quartiers, il existe le village de Sœtrich, rattaché à Hettange-Grande en 1811 et qui compte près de 2 000 habitants. Ce village se trouve au nord-est d'Hettange-Grande. Initialement situé autour de la chapelle Notre-Dame, datant du XVIIe siècle, l’habitat se développe par la suite sur la rive gauche de la Kiesel, entre la rivière et la route nationale. Les nouveaux lotissements construits depuis 2002 ont quasiment fait doubler la population du village.

### Logement
Hettange-Grande comptait 3 092 logements en 2004, dont 94,6 % en résidences principales. 67,8 % des habitants sont propriétaires de leur logement, alors que 29,9 % sont locataires (respectivement 59,3 % et 37,6 % dans la région). Avec 1 145 appartements, soit 37 % du parc en 2004, Hettange-Grande se trouve pratiquement 4 % au-dessous de la moyenne de la Lorraine (40,8 %), ce qui enseigne que la majeure partie des logements de la ville restent des maisons particulières. Le nombre de ces logements a malgré tout augmenté de 34 % entre 1982 et 2004.
Toujours en 2004, 22,6 % des logements étaient composés de quatre pièces, 26,1 % de logements de cinq pièces et 22,7 % de logements de six pièces ou plus. Les logements les plus petits, les une pièce (2 %) et les deux pièces (9 %) sont moins nombreux. La ville compte une dizaine d’immeubles de plus de 6 logements. Ceux-ci sont principalement situés dans les quartiers de Michelet et des Tilleuls.
Une aire d’accueil des gens du voyage est à l’étude, conformément au décret obligeant les villes de plus de 5 000 habitants à se doter d’au moins une de ces aires. Elle devrait se situer derrière le cimetière communal, sur des terrains récemment acquis par la ville.

### Parcs et espaces verts

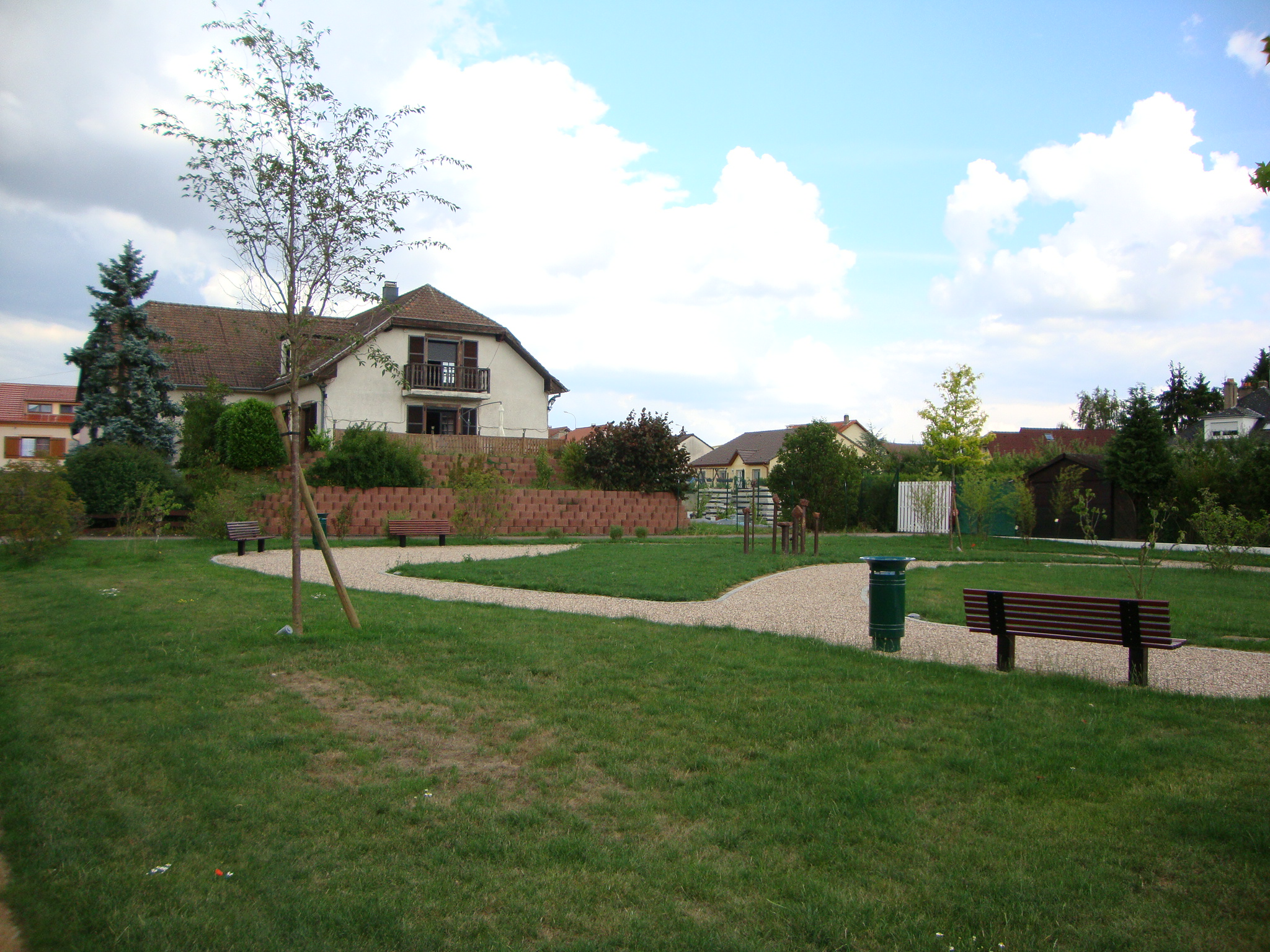
Square Louis Fichet, un des espaces verts du centre-ville

Depuis 2008, la ville de Hettange-Grande a engagé un programme ambitieux de création d’espaces verts, de fleurissement et d’amélioration du cadre de vie. Les efforts entrepris et leurs bons résultats ont d’ailleurs permis à la ville l’obtention d’une troisième fleur au concours des villes et villages fleuris attribuée en 2021 par le Conseil national des villes et villages fleuris de France.
Parmi les principaux espaces verts se trouve le parc de Rastenne. Créé en 2007-2008, il se situe au confluent de deux des rivières hettangeoises, la Kiesel et le Wampich. Un parc de jeux pour enfants y est également situé. Le square Louis-Fichet (ancien maire de la ville) a, quant à lui, été aménagé en 2009, toujours dans le cadre de la politique d’embellissement du centre-ville. Le quartier de Rastenne est également traversé par une « coulée verte », chemin piétonnier reliant ce quartier à la place Robert Schuman. La Cité de Soetrich comprend pour sa part l’espace vert dit « du Klump » ainsi que de nombreuses places fleuries. Le quartier de Soetrich quant à lui accueille un parc de jeux, une promenade de la Kiesel et des espaces verts dans son extension récente.
Quant au fleurissement de la ville, il se traduit par un aménagement de chaque place et chaque rond-point. La commune organise également un marché aux fleurs annuel. De plus, chaque été, le concours « Fleurissons la Moselle » incite les habitants à fleurir leurs maisons.

### Transports
La commune est située au nord du sillon mosellan et à 48 km de Metz, 101 km de Nancy, 6 km de Thionville et 25 km de Luxembourg.
▼ Accès par route, autoroute.
|       | nom       | Europe                                                           | directions                                       | sortie |
| ----- | --------- | ---------------------------------------------------------------- | ------------------------------------------------ | ------ |
| A31   | E 25 E 50 | Autoroute A31, Maizières-les-Metz - Poste frontière de Zoufftgen | 44 Hettange-Grande, Volmerange-les-Mines, Kanfen |        |
| D 653 |           | Route départementale 653, Thionville - Evrange                   | Hettange-Grande                                  |        |
| D 15  |           | Route départementale 15, Hettange-Grande - Volmerange-les-Mines  | Hettange-Grande - Centre                         |        |

▼ Réseau d’autobus Citéline (source : Citéline-Trans Fensch).
|    | nom           | type                                   | directions        | horaires     | attente |
| -- | ------------- | -------------------------------------- | ----------------- | ------------ | ------- |
| 10 | ligne de jour | Thionville-Linkling - Œutrange/Sources | 06 h 15 > 19 h 45 | 60 min.      |         |
| 14 | ligne de jour | Thionville-Foch - Dudelange (Lux.)     | 06 h 50 > 19 h 55 | 50 à 60 min. |         |

▼ Réseau d’autobus transfrontalier Citélux (source : Citéline-Trans Fensch).
|     | nom           | type | directions                                                     | horaires                           | attente |
| --- | ------------- | --- | -------------------------------------------------------------- | ---------------------------------- | ------- |
| 302 | ligne de jour | Thionville-St.François - Manom - Hettange-Grande - Frisange (Lux.) - Howald (Lux.) - Cloche d'Or (Lux.) - Gasperich (Lux.)               | 06 h 30 > 16 h 30 (Fr. - Lux.) 11 h 30 > 20 h 30 (Lux. - Fr.)  | 30 à 60 min. que matin, midi, soir |         |
| 323 | ligne de jour | Yutz - Thionville - Manom - Hettange-Grande - Frisange (Lux.) - Hesperange (Lux.) - Luxembourg Gare (Lux.) - Luxembourg Kirchberg (Lux.) | 05 h 45 > 21 h 15 (Fr - Lux) 07 h 15 > 00 h 00 (Lux - Fr)00000 | 60 min.                            |         |

La ville de Hettange-Grande possède également une gare. Mise en service en 1898 et rénovée en 2000, elle est située sur la ligne TER Lorraine desservant Nancy - Metz - Thionville - Bettembourg - Luxembourg.
Hettange-Grande est située à 28 km de l’aéroport de Luxembourg-Findel et à 78 km de l’aéroport régional Metz-Nancy-Lorraine.

## Toponymie
- En allemand : Gross-Hettingen[29], Großhettingen[30]. En francique lorrain : Grouss-Hetténgen et Grouss-Hetténg.
- Le nom de famille Hettinger désignait autrefois les habitants du village et est typique de la commune.
- Nom des quartiers en francique lorrain : Chambourg : Chombérich[29], Weltesch Haff et Schamburger Haff. Rastenne : Raschten. Sœtrich : Séitrech. Suzange : Siséngen. Pont de Pierre : Sisénger Haff. la Kiesel : d'Kisel / Kiselbaach.

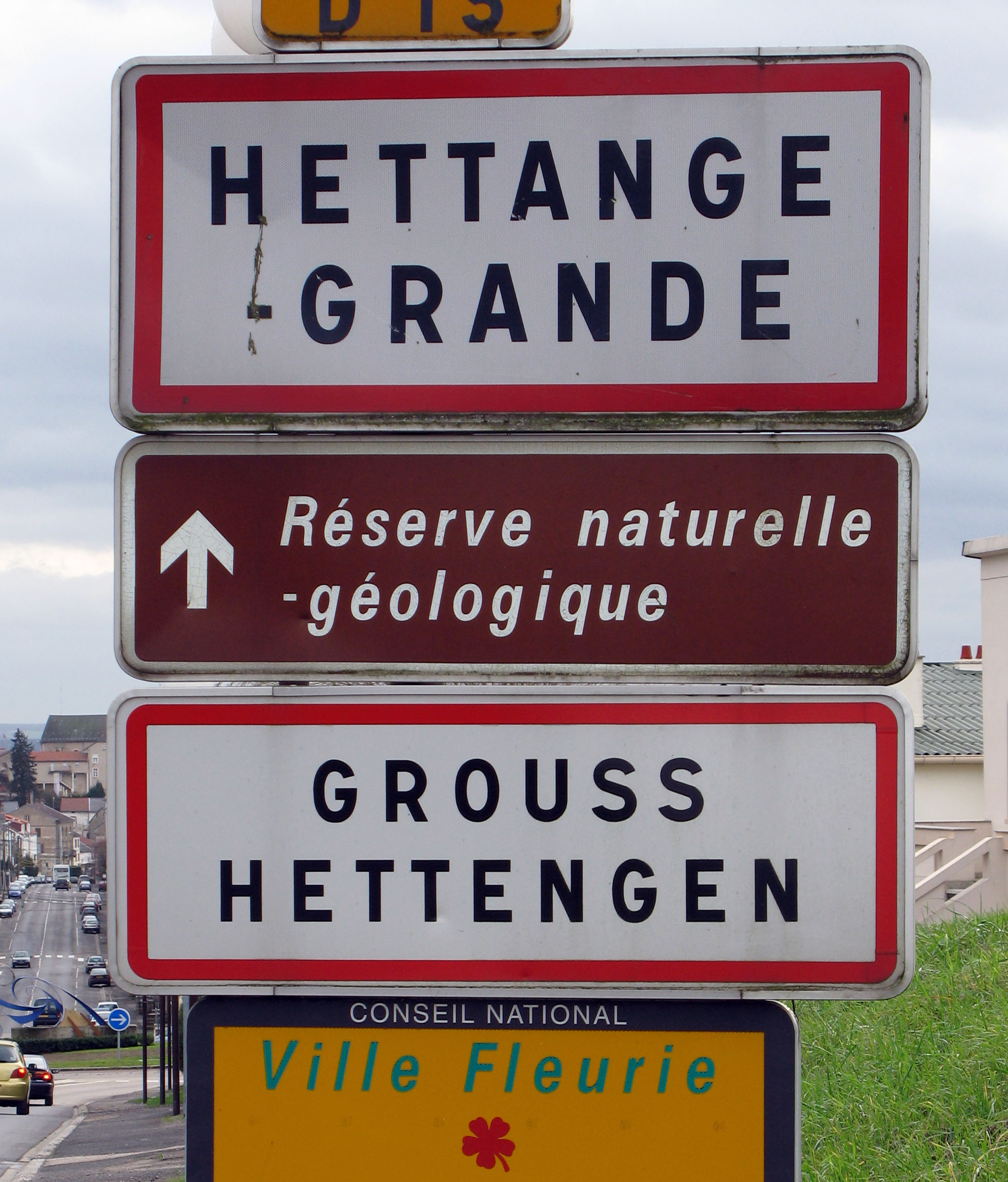
Panneau d'entrée bilingue.

À l'époque romaine, Hettange-Grande est mentionnée sous la forme Caranusca, nom latinisé, qui tire son origine de la racine pré-indo-européenne *kar- (« rocher, pierre »), sans certitude cependant. L’identification potentielle d’une racine allongée celtique carn- « pierre » est également possible (d’où un primitif *Carnusca), plutôt qu’un double suffixe -an-(usca). Le suffixe -usca rappellerait celui que l’on trouve dans le sud-est de la France dans la zone de peuplement ligure. La ville est citée sur la table de Peutinger sous ce nom.
Cependant, Albert Dauzat et Charles Rostaing estiment que le nom de Caranusca se perpétue dans celui de Garche, ancienne commune, mentionné sous la forme germanisée Garnische en 1128 et Garsche en 1560, ce qui est phonétiquement possible.
Le nom d’Hettange est attesté sous les formes Hettinga au XIe siècle; Chettingen en 1084, Hettingen en 1135; Hetctinga en 1192, Haitanges en 1369; Haistanges en 1386; Hetange et Hattange au XVe siècle; Hettange-la-Grande en 1696,.
Le suffixe -ange est la forme donnée à la place du suffixe germanique -ing (« domaine »), lors de l'avancée du Duché de Bar vers 1200. Le nom des villages ayant leur finale en -ing ou -ingen a été francisé en -ange. Le premier élément est sans doute un anthroponyme, comme dans la plupart des composés en -ange. Ernest Nègre propose Hetti, qui pourrait évoquer Hetton(Hetti) de Trèves, alors qu'Albert Dauzat et Charles Rostaing préfèrent Hatto ou Hetto.
Enfin, le qualificatif -Grande fut ajouté, autant en raison du rattachement de l’ancienne commune de Soetrich au bourg principal, que pour le différencier du village homonyme de Petite-Hettange. Une distinction aujourd’hui moins essentielle puisque le village de Petite-Hettange a disparu (administrativement, du moins), annexé par la commune de Malling.
Hettange-Grande se trouve dans l’aire de diffusion de la toponymie germanique en France,,,.

## Histoire
(juin 2011).

### Préhistoire

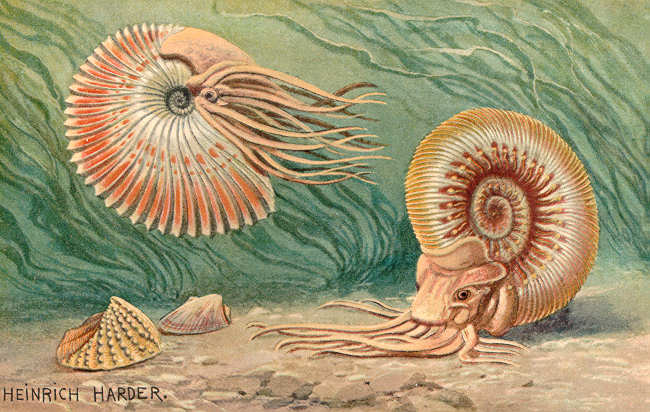
L’ammonite, devenue symbole des carrières d’Hettange-Grande

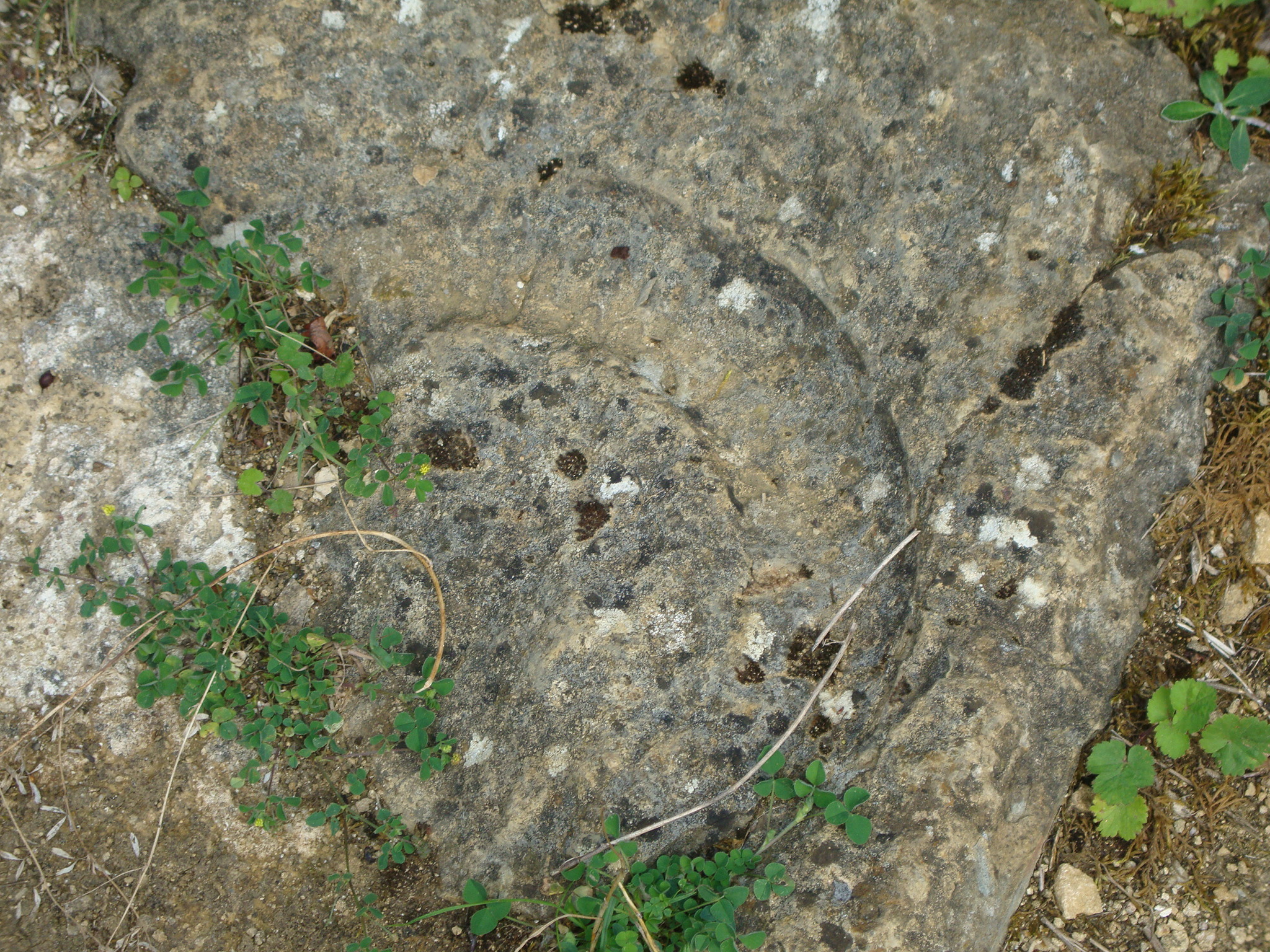
Trace d’un fossile d’ammonite dans la réserve géologique de la ville

La Lorraine appartient à la bordure orientale du Bassin parisien. Le peuplement préhistorique y débute il y a plus de 500 000 ans[réf. nécessaire], un peu plus tard pour Hettange-Grande[réf. nécessaire], après que la mer s'est retirée. Jusque-là, la seule présence de vie consistait en divers mollusques, dont les ammonites, emblème de la ville, sur des fonds de grès (que l’on nommera plus tard « grès d’Hettange ») qui devinrent des falaises.
Première période de la préhistoire, le Paléolithique a en fait laissé peu de vestiges. La découverte de galets dits « choppers » à Hettange-Grande prouve que les rives de la Kiesel étaient fréquentées dès cette époque.
À partir du cinquième millénaire avant notre ère, le réchauffement progressif modifie les conditions de vie. Les premiers agriculteurs s’installent sur le site de la future Hettange il y a environ 7 000 ans. La découverte de tessons de poteries, de haches, grattoirs, faucilles et meules prouve que le site fut habité sans interruption jusqu’en 450 av. J.-C. avant que les Celtes (ou Gaulois) ne s’y installent. La ville reste celte jusqu’à la conquête de la Gaule par Jules César en 58 av. J.-C..

### Caranusca, ville gallo-romaine

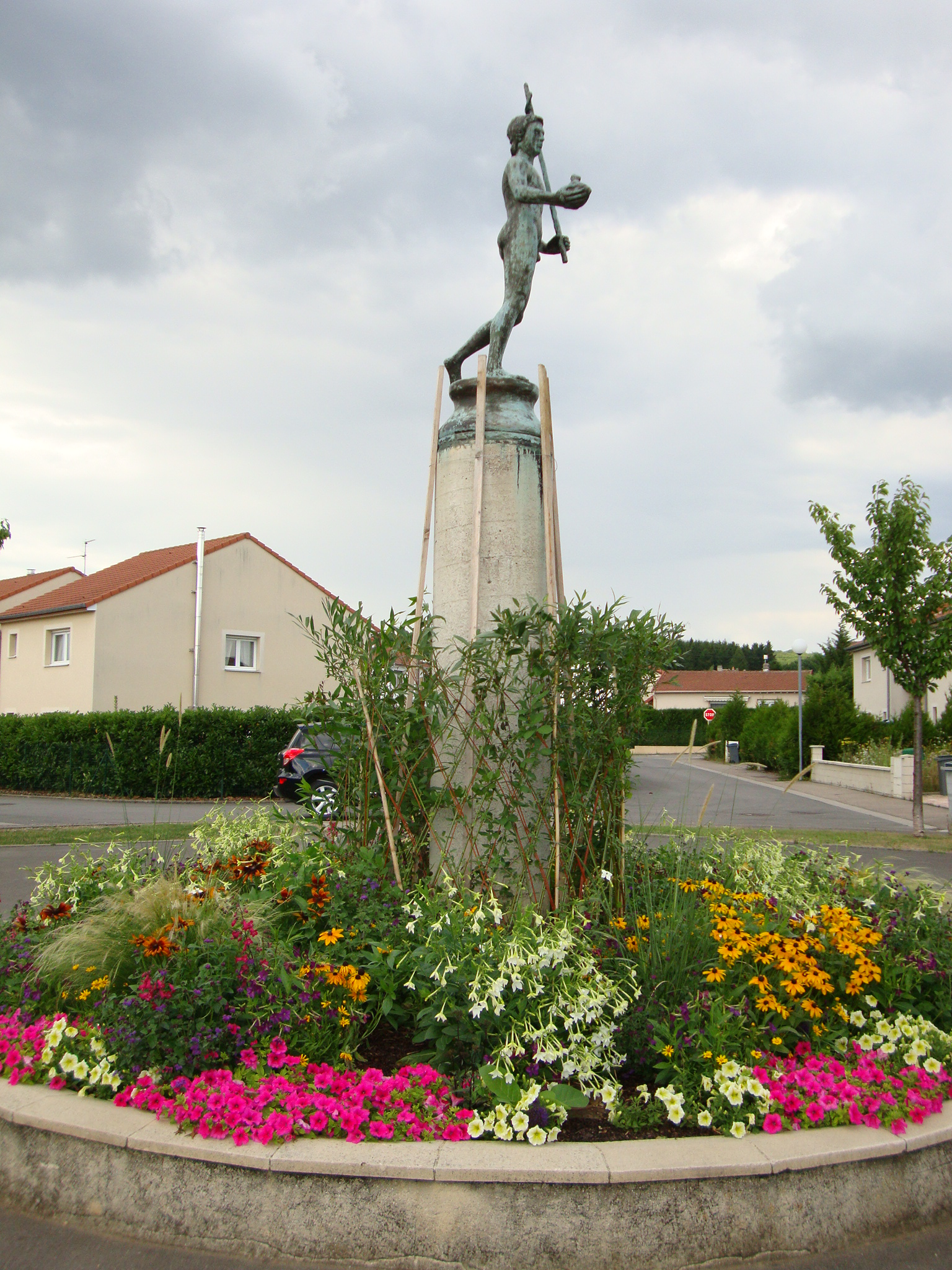
Réplique d’une statue de Mercure, dieu protecteur de Caranusca, découverte en 2001

Le nom d’Hettange est souvent associé à celui de Caranusca. C'est la carte de Peutinger, document datant du Moyen Âge où figurent des itinéraires romains du IIIe siècle, qui est à l’origine de ce rapprochement. Après des siècles d’investigations, l’historien Jules Vannérus apporte une conclusion au « dossier Caranusca » en confirmant que la bourgade gallo-romaine se situait à l'emplacement de l’ancien village de Suzange, annexé par Hettange au Moyen Âge, au sud de la ville actuelle. De plus, les nombreuses fouilles réalisées sur les sites dits « Auf Kehm » et « Gehren » ont permis de mettre au jour de nombreux vestiges : une quinzaine d’habitations, sept caves (découvertes en 1908), trois puits ainsi que 400 tessons de céramique, 360 monnaies, une cinquantaine d’objets en bronze, un bas-relief dédié à Bacchus (en 1859), des fibules, un lion androphage sculpté dans du calcaire (en 1935) et plus récemment, une statue de Mercure (en 2001). Ces éléments tendent à prouver qu’Hettange était bien la ville gallo-romaine du nom de Caranusca.
L’essentiel de l’agglomération gallo-romaine, d’une superficie de 20 ha, s’étendait sur un coteau en pente douce. La voie romaine entre Metz (Divodurum) et Trèves (Augusta Treveorum) la traversait dans toute sa longueur. Cette voie était alors principalement utilisée par les voyageurs et marchands qui se rendaient en Germanie, ce qui faisait d’Hettange-Caranusca un gîte d’étape important. Cette situation a très probablement contribué à faire de Mercure, dieu du commerce et protecteur des voyageurs, la divinité fétiche de Caranusca. Les propriétés, construites en calcaire et en grès, les matériaux de construction les plus courants à l’époque, se trouvaient de part et d’autre de la voie et des passages étroits (appelées ambitus) séparaient les habitations. Celles-ci étaient formées de lots contigus limités par des murs ordonnés perpendiculairement à la voie principale. La largeur moyenne de chaque lot était d’environ 8 mètres. L’emprise de la chaussée était délimitée par une bordure, longue de 28,60 mètres, ainsi que par un caniveau, large de 32 centimètres et profond de 30, formé de blocs de calcaire appareillés. Hormis trois fontaines (et une exploitation possible de la Kiesel), aucun aménagement permettant l’alimentation en eau n’est connu. Par contre, deux puits antiques ont été fouillés, dont l’un se trouvait au bord de la voie romaine et l’autre, dans un lot privé.
L’économie de la ville était florissante. Des découvertes ont par exemple permis d’attester la présence de tabletiers, de métallurgistes (bronze et fer), d’un boulanger, d’un atelier de tissage, d’un cordonnier et surtout d’agriculteurs. La bourgade connait un essor et véritable âge d’or jusqu’en 350, date à laquelle un incendie la ravage, précipitant son déclin. Malgré une reconstruction, la ville est abandonnée au Ve siècle lors de l’invasion de l’Empire romain par les Barbares.

### Le tumulte du Moyen Âge
Après une période de désertification, les Francs saliens occupent la région. L’habitat se déplace alors vers ce qui est appelé bien plus tard « Le Rocher », la colline située tout près de la Kiesel. Après l'annexion de la Lotharingie à l’Empire en 925, Hettange et le pays thionvillois passent progressivement sous la domination du comté de Luxembourg à  partir de 963.
Commence alors l’époque des seigneurs d’Hettange. Ce sont eux qui font construire le château sur le Rocher. La première mention d’une famille noble portant le nom de Hettingen figure dans un acte du XIIe siècle. Il s’agit de Thibaldus de Hettingen, cité en 1135. Suivirent toute une série de seigneurs dont Thierry de Hettingen (cité en 1286), Jean de Hettingen (cité en 1401) ou encore Arnold de Hettingen (en 1405). Ces seigneurs continuèrent de dominer le bourg malgré la forte présence luxembourgeoise.
Le faubourg Rastenne, le plus ancien quartier d’Hettange-Grande, est occupé lui aussi depuis le Moyen Âge. Dirigé par des seigneurs, le village situé sur la rivière Kiesel perd son indépendance à la Révolution française et devient un quartier de la nouvelle Hettange. On peut encore aujourd’hui y admirer une superbe demeure seigneuriale du XVIe siècle, la maison Jolivalt, dernière résidence des seigneurs de Rastenne.
Entre 1268 et 1387, Hettange est incendiée par des seigneurs soucieux d’agrandir leur domaine. Le château et le village sont notamment « réduits en cendres » par les Messins en 1387-1388. Dans le même temps, les paysans se révoltent de nombreuses fois. Après ce que l’on appellera plus tard « Le Temps des Malheurs », Hettange et le nord-ouest mosellan passent sous domination bourguignonne en 1443, aux dépens du Luxembourg, puis en 1506, sous protectorat espagnol. La population s’élève alors à 340 habitants. Les dissensions entre le royaume de France et le royaume d’Espagne se multiplient, et le conflit semble alors imminent.

### Trente ans de guerre
Traditionnellement limitée aux dates de 1618 et 1648, la guerre de Trente Ans touche la Lorraine à partir de 1630. Déjà brûlés, Hettange et le village voisin Soetrich connaissent une nouvelle vague de destructions. Seul vestige de ces époques troublées, la chapelle de Soetrich conserve aujourd’hui de nombreux éléments du XVe siècle qui survécurent à la guerre de Trente Ans.
Finalement, la Moselle revient aux Français par le Traité des Pyrénées en 1659. La population revient alors lentement à Hettange. Elle s’élève à 440 habitants en 1764. À la même époque, le château en ruines est rasé et une nouvelle église paroissiale construite à cet emplacement.
En 1789, la population totale d’Hettange-Soetrich s’élève à 830 habitants.

### Entre la Révolution et l'Empire
Le 5 juin 1789, le roi Louis XVI convoque les États généraux. Hettange, bien entendu, envoie aussi des députés du Tiers état : Georges Clessin et surtout Mathieu Suzange, qui deviendra le premier maire d’Hettange. Dans les cahiers de doléances du village, on peut lire que les Hettangeois souhaitent « qu’il plût également à Sa Majesté d’abolir les droits dont les objets ne subsistent plus ». Hettange paye en effet chaque année sept sous et sept deniers pour la garde à Roussy-le-Bourg, village voisin, d’une foire qui n’a plus lieu depuis longtemps.

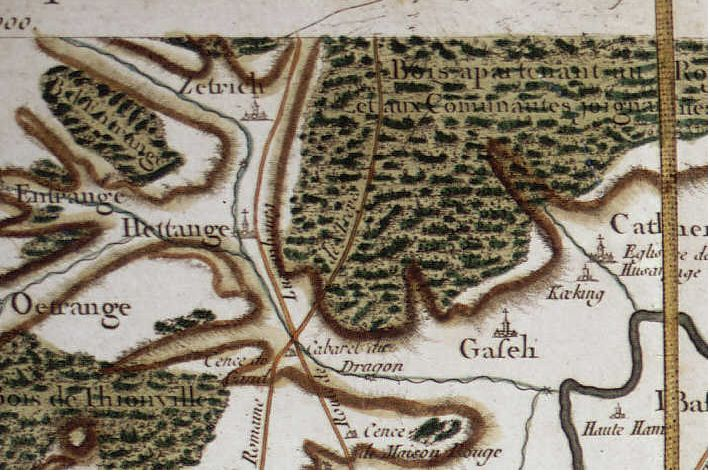
Hettange et ses environs à la fin du XVIIIe siècle, par Cassini

Par le décret du 22 décembre 1789, la Lorraine est divisée en quatre départements. L’État prend le contrôle de l’Église. Les prêtres deviennent fonctionnaires. Hettange est rattachée au canton de Cattenom et au district de Thionville.
De nombreux nobles ont gagné les royaumes limitrophes qui accueillent chez eux les émigrés français. De son côté, l’Assemblée législative voit d’un mauvais œil leur présence. Elle déclare la guerre à la Prusse et à l’Autriche en 1792. La frontière française est franchie par l’avant-garde prussienne. Des villes comme Longwy, Fontoy, Verdun, tombent mais Thionville refuse de se soumettre. Les royalistes s’installent alors à Hettange. Ils sont près de 30 000 dans les environs. Le maire d’Hettange, Jean Hippert, organise la réquisition de dizaines d’hommes pour les Prussiens. Le village devient un fief royaliste.
Mais cela ne dure guère. Le 20 septembre, la bataille de Valmy coupe la route de Paris aux Prussiens. Le blocus organisé par ces derniers à Thionville depuis que la ville avait refusé de se rendre est levé. Le 17 octobre, Hettange est évacuée et change de camp. Le maire, allié des Prussiens, est contraint de démissionner. Fait prisonnier, il sera libéré au printemps 1793 et mourra le 16 juillet de la même année. Le tumulte révolutionnaire prend fin.
En 1799, Napoléon Bonaparte accède au pouvoir et, en 1804, il devient empereur. Il envahit l’Europe. Cependant, à partir de 1812, les défaites succèdent aux victoires. Les Hettangeois sont à nouveau réquisitionnés pour venir en aide à Thionville assiégée par les troupes coalisées contre Napoléon. Les troupes napoléoniennes défendent âprement la région. À cette occasion, le général Hugo, dans ses Mémoires, qualifiera la commune d'Hettange de « riche village » et « bourg considérable ».
Finalement, l'empereur abdique en 1814, puis une nouvelle fois en 1815 après avoir tenté de rétablir son pouvoir. Les vétérans de la Grande Armée napoléonienne regagnent le village. La paix semble revenir, même si les années 1789-1815 ont laissé Hettange dans un état pitoyable (église détruite, vagues de réquisitions, Terreur).

### LeXIXesiècle
Dans la première moitié du XIXe siècle, le village prend le nom d'Hettange-Grande après avoir annexé Soetrich en 1811 et rattaché Rastenne. La majorité des habitants sont paysans. La nouvelle municipalité se met en place et la construction d’une nouvelle église est engagée entre 1834 et 1839. Dans le même temps, la population augmente : en 1817, au lendemain de l’Empire, la population atteint 917 habitants ; en 1844, on compte 1 130 habitants.
À la même époque, Hettange acquiert une renommée mondiale due aux recherches des géologues qui, à partir de 1826, consacrent de nombreuses études aux carrières locales et au grès d’Hettange, qui servait alors à paver les rues de grandes villes comme Metz ou Nancy. De nombreux savants, Victor Simon, Orly Terquem ou encore Audenelle, sont impressionnés par le site. Mais c’est le suisse Eugène Renevier qui, en 1864, proposera le terme d’Hettangien pour dater les dépôts sédimentaires correspondant à la base du Jurassique inférieur et vieux de 201 à 204 millions d’années. Exploitées, étudiées, admirées, les carrières d’Hettange sont désormais reconnues dans le monde entier.
Dès 1861, un décret impérial permet l'établissement de deux hauts fourneaux sur le territoire de la commune, point de départ de la future mine. À la fin des années 1860, la mairie envisage de faire construire un nouveau presbytère. Mais les tensions entre la France et la Prusse s’exacerbent et la guerre éclate. Le 13 août 1870, l’armée prussienne campe devant Metz et, après la défaite de Sedan, les Allemands envahissent l’Alsace-Lorraine.

### L’ère allemande (1870-1914)
L’armée allemande-prussienne envoie des soldats en reconnaissance dans la région thionvilloise dans le courant du mois de septembre 1870. Le 22 novembre, le bombardement prussien commence et le 24, Hettange et Thionville brûlent. Le 10 mai 1871, par le Traité de Francfort, l’Alsace-Moselle devient allemande.
La population, qui accepte d’abord mal cette nouvelle nationalité, est « germanisée » : l’allemand devient obligatoire à l’école primaire, le nom d’Hettange-Grande est changé en Gross-Hettingen, des fêtes en l’honneur des empereurs allemands sont organisées. Les militaires sont omniprésents. Par deux fois, des industriels engagent la construction d’une fabrique d’explosifs dans les environs de la commune, un projet qui n’aboutira jamais. Les jeunes Hettangeois sont incorporés dans l’armée. Les Allemands entreprennent également des travaux d’embellissement de la ville : de nombreux bâtiments anciens datent de cette période ainsi que la mairie, construite en 1908.
La polyculture se développe mais, à partir de 1896, la première source d’économie de la ville provient de la mine Charles-Ferdinand, mine de fer se situant sur le territoire de deux communes, Hettange-Grande et Entrange. Les premiers mineurs sont des habitants des deux communes mais dès les années 1900, des travailleurs étrangers (Italiens, Polonais, etc.) sont recrutés. La population d’Hettange-Grande passe alors de 1 034 habitants en 1895 à près de 2 900 avant la Première Guerre mondiale.

### Première Guerre mondiale et retour à la France
La Première Guerre mondiale est la seule guerre durant laquelle la ville ne subit aucune destruction. Le seul fait notable reste l’arrivée en 1915 de prisonniers russes qui travailleront à la mine. Après quatre ans de guerre, l’armistice est signé le 11 novembre 1918. Le 20, les troupes françaises entrent dans Thionville puis dans Hettange. La ville redevient française.
Les finances se redressent et le français est remis à l’honneur. Mais rien n’est simple pour les habitants qui, pour une importante majorité, sont nés après 1870 ou juste avant, ou sont arrivés de pays étrangers sous l’ère allemande. En effet, ces derniers n’ont jamais appris le français et n’ont connu que l’Empire allemand.
La municipalité encourage la diffusion de la culture (notamment par le biais du cinéma). Un monument aux morts de la Grande Guerre est édifié contre l’église. C’est aussi l’époque de la construction de riches villas le long de la route qui mène à Kanfen. Hettange se modernise : les routes sont goudronnées, un réseau électrifié performant est opérationnel dès 1930, l’habitat se développe (la ville compte plus de 3 100 habitants au début des années 1930), des casernes, comme le quartier Guyon-Gellin, sont bâties.
Toutefois, à partir de 1931, la récession touche la Moselle. L’effet de cette crise économique est un peu moins ressenti à Hettange où la population étrangère continue d’affluer et où la mine connait toujours une activité florissante. De plus, la ville profite des chantiers de construction des ouvrages de la ligne Maginot, tous édifiés entre 1930 et 1935, dont l’ouvrage A 10 de l’Immerhof (constitué de trois blocs de combat reliés par trois cents mètres de galeries). Ces forts rassurent encore les habitants face aux intimidations de l’Allemagne nazie dès 1936, dont la première préoccupation est de remilitariser la Rhénanie voisine.

### La Seconde Guerre mondiale

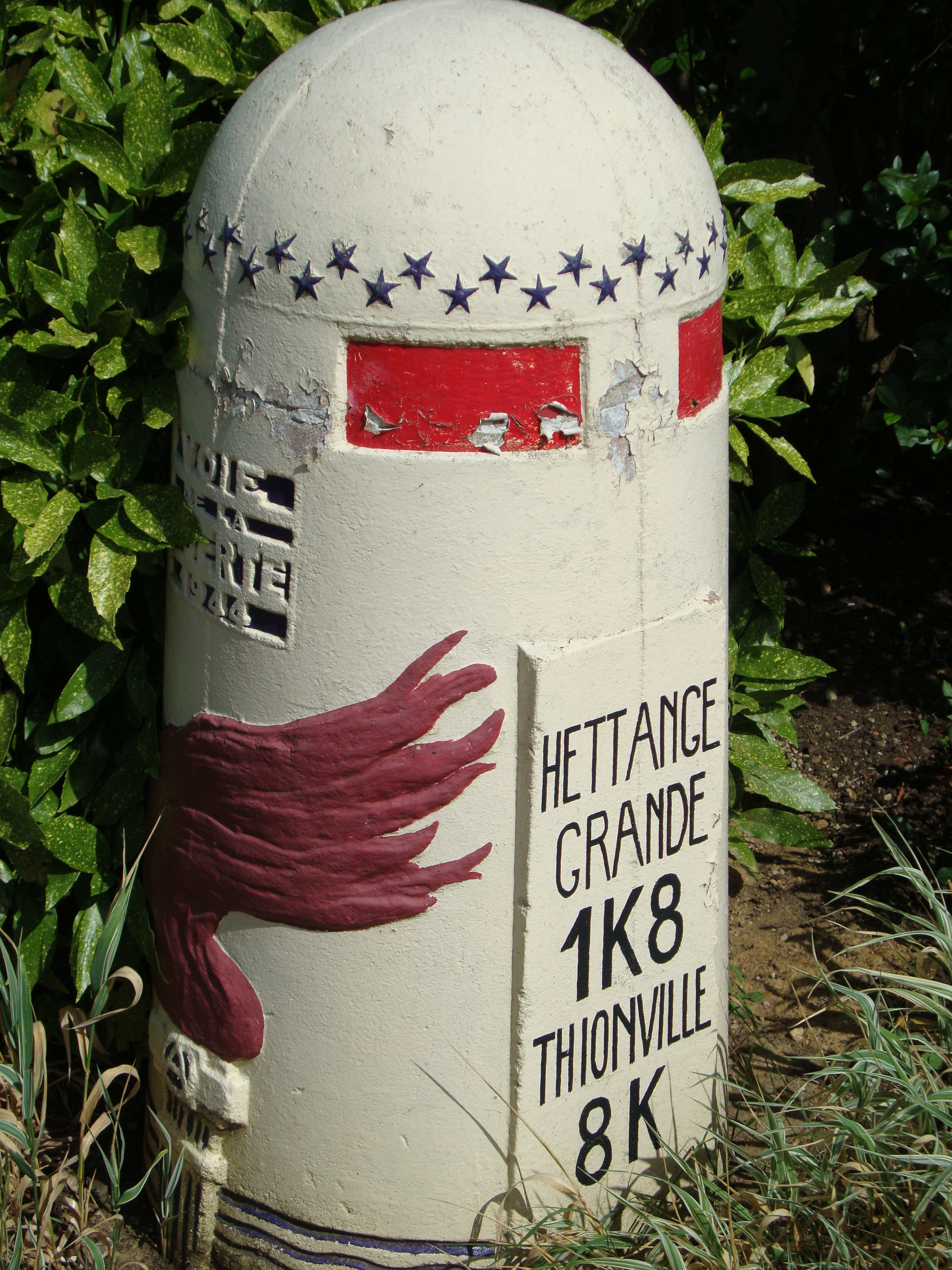
Borne de la Voie de la Liberté, rappelant la libération de la ville en 1944

Le 1er septembre 1939, la France et le Royaume-Uni déclarent la guerre à l’Allemagne. Durant la Drôle de guerre, les ouvrages de la ligne Maginot sont aménagés et se remplissent de soldats prêts au combat. Mais l’épuisement et l’attente ont raison de leur moral.
Lorsque l’Allemagne attaque, le 10 mai 1940, la surprise est totale. Pendant qu’une partie de la Wehrmacht se lance à l’assaut des Ardennes, une autre attaque aux frontières mosellanes. Hettange-Grande est évacuée entre le 10 et le 15 mai 1940 et vidée de la moitié de ses habitants, toujours protégée par la ligne Maginot.
Les soldats, notamment ceux de l’Immerhof, de Soetrich ou encore des quatre abris d’intervalle (Stressling, Hettange, Route du Luxembourg, Helmreich), se battent sans relâche contre les Allemands qui bombardent la ville.
Le toit du clocher et de nombreux bâtiments anciens sont endommagés ou détruits, comme la synagogue, qui était située sur l'actuelle rue du 12 septembre. Les nazis envoient par radio des injonctions à la reddition, mais les soldats tiennent bon. Le 22 juin 1940, le maréchal Pétain signe l’armistice à Rethondes. Le 25, les derniers soldats de l’Immerhof se rendent. Le 30 juin, les Allemands entrent dans Hettange-Grande. L’Alsace-Moselle est rattachée au Troisième Reich. La ville est à nouveau rebaptisée Gross-Hettingen.
L’équipe municipale est immédiatement contrainte à la démission et un « haut commissionnaire à la ville » est nommé. Les populations évacuées reviennent. Dès l’été, les associations nazies comme les Hitler Jugend ou le Deutsche Arbeitsfront paradent dans les rues de la ville, la population est embrigadée et le drapeau nazi flotte sur les bâtiments officiels. Le Monument aux Morts de la Grande Guerre est détruit et la déception habite les anciens combattants de la Première Guerre mondiale. Les Allemands exploitent la mine à fond pour aider à l’armement de la Wehrmacht.
À partir de 1942, la Résistance s’organise. C’est aussi l’époque des grandes rafles. En 1943 notamment, des dizaines de personnes sont arrêtées puis conduites à Thionville et Metz pour finalement rejoindre des camps comme Dachau ou, plus proche encore, le Struthof. Le 6 juin 1944, les Anglo-Canadiens et les Américains débarquent en Normandie puis libèrent progressivement toute la France. À l’approche des Alliés, la Résistance s’intensifie, et la répression allemande aussi.
Le 12 septembre 1944, les Américains libèrent la Moselle et entrent dans la ville. Pour Hettange-Grande, c’est la fin de plus de quatre ans d’Occupation. La rue qui relie Hettange à Œutrange est depuis baptisée rue du 12 septembre 1944 en souvenir du jour de la Libération.

### Période contemporaine

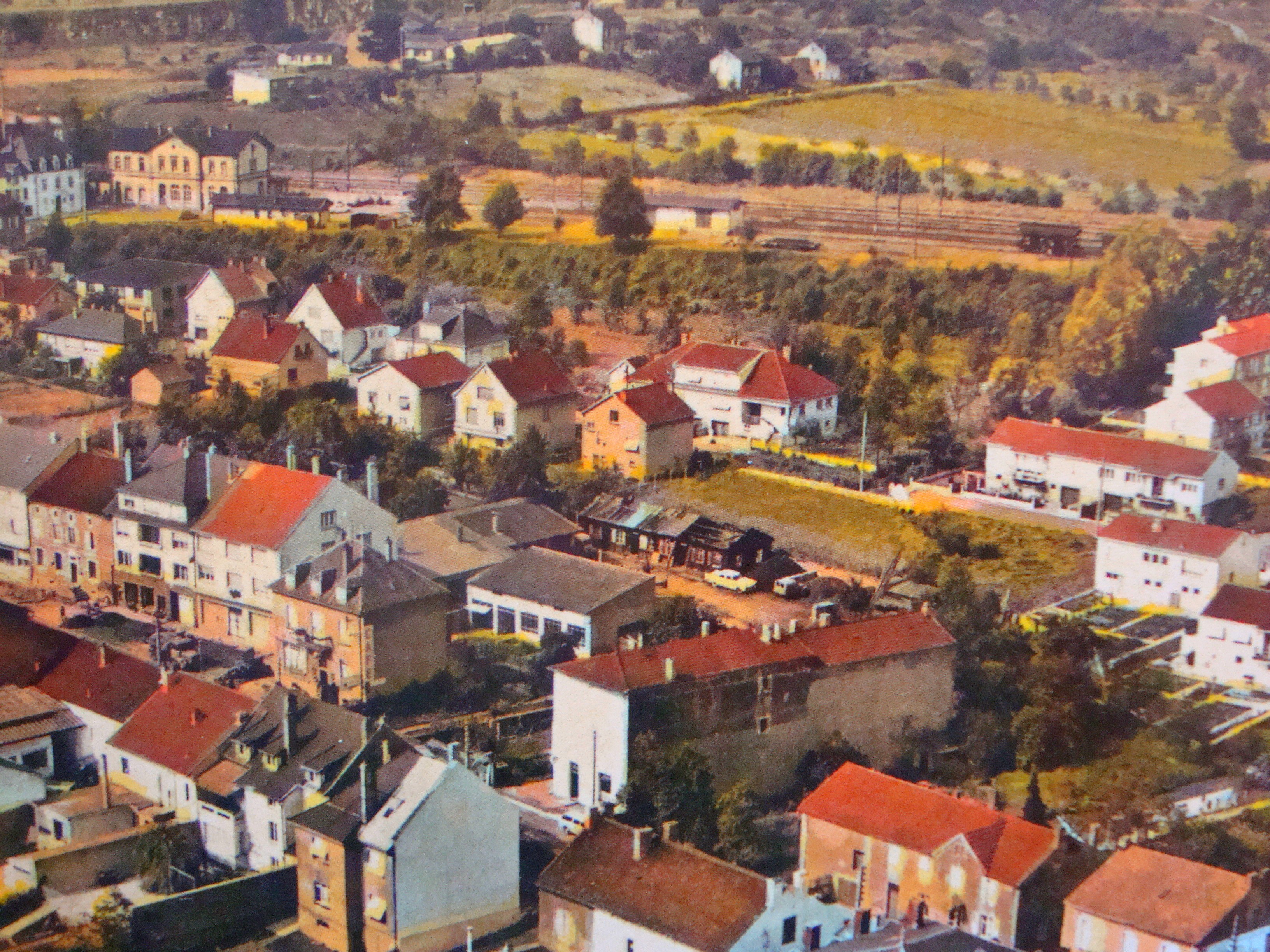
Le quartier Maginot, la gare et une partie du centre-ville en 1962

Après la guerre, la période des Trente Glorieuses (1945-1973) est synonyme d’embellissement et d’extension pour Hettange-Grande. Entre 1945 et 1975, la commune passe de 3 300 à près de 5 600 habitants, en grande partie des immigrés d’Italie et des pays de l’Est, venus chercher un emploi dans les florissantes entreprises de la région. On parle pour la première fois d’urbanisme à Hettange-Grande. Le quartier des Provinces se crée et s’agrandit d’année en année et, en 1964, face à l’afflux toujours croissant de familles, la commune engage la construction d’une cité scolaire moderne pour accueillir les désormais nombreux enfants. Sur d’anciennes terres agricoles apparaissent ainsi un gymnase, un court de tennis, une salle omnisports, une école primaire et une école maternelle, puis plus tard (en 1970) un collège. Le 31 juillet 1979, la mine Charles-Ferdinand ferme ses portes, mettant fin à près de 85 ans d’exploitation et marquant officiellement le début de la reconversion de la ville qui se tourne désormais vers le secteur tertiaire.

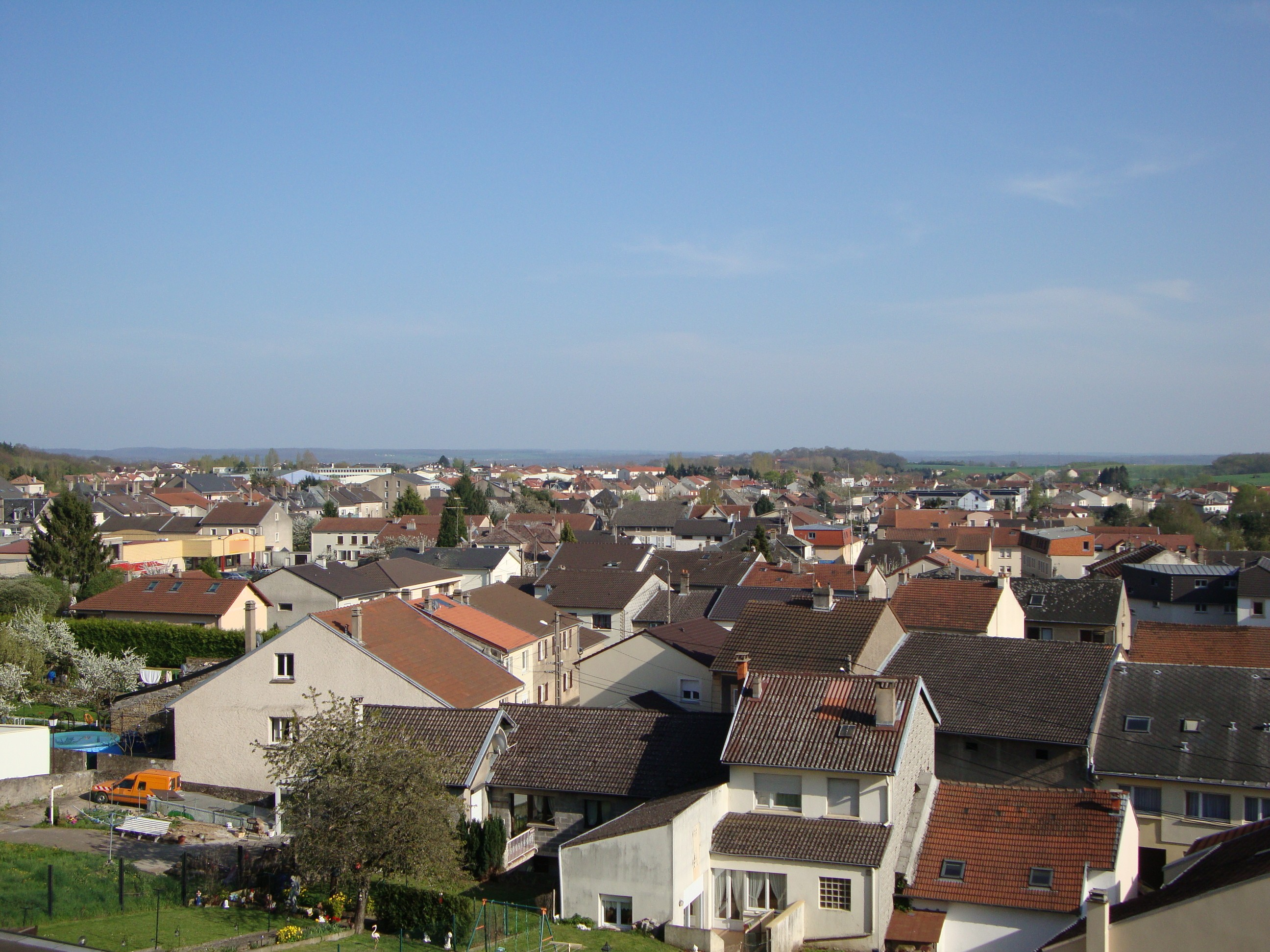
Panorama sur l’est de la ville, en 2010

Hettange-Grande s’est encore étendue. En raison de sa proximité avec le Luxembourg, fournisseur d’emplois, elle connait une croissance rapide. En 1999, la ville compte 6 356 habitants et en 2007, 7 562. Les derniers chiffres de 2009-2010, établis par la communauté de communes de Cattenom, estiment la population totale de la ville à 7 819 habitants.
Hettange-Grande est devenue une localité frontalière importante. C’est une ville fleurie possédant deux fleurs (la deuxième ayant été attribuée en 2009). D’ailleurs, le slogan de la ville, adopté à l’été 2009, est : Hettange-Grande, une Ville au Présent Intense.
Alors qu'un film documentaire retraçant l'histoire d'Hettange-Grande, et auquel ont participé, entre autres, la journaliste Carole Gaessler et l'acteur Christian Marin, dans le rôle du paléontologue suisse Eugène Renevier, a été tourné à l'été 2011, la commune a célébré, en septembre de la même année, le bicentenaire de la réunion du village de Hettange avec celui de Soetrich. Une carte postale commémorative a été éditée pour cette occasion.

### Rattachements géographiques
- : Saint-Empire romain germanique[4]
  -  1185-1296 : seigneurie d’Hettange
  - 1296-1443 : duché de Luxembourg
  -  1443-1559 : États bourguignons
  -  1559-1659 : Pays-Bas espagnols
- 1659-1791 : royaume de France (traité des Pyrénées)
- 1791-1871 : France
- 1871-1918 : Empire allemand
- 1918-1939 : France (traité de Versailles)
- 1940-1945 : annexion par l’Allemagne nazie
- Depuis 1945 : France

## Politique et administration

### Politique locale
Le conseil municipal d’Hettange-Grande comporte 29 mandats. Il est présidé par le maire Roland Balcerzak assisté de huit adjoints et de quatorze conseillers.

### Liste des maires
| Période   | Période   | Identité         | Étiquette  | Qualité                                                |
| --------- | --------- | ---------------- | ---------- | ------------------------------------------------------ |
| 1953      | 1965      | Charles Bach     | …          | …                                                      |
| 1965      | 1983      | Louis Fichet     | …          | …                                                      |
| 1983      | 1986      | René Medernach   | SE         | Commerçant                                             |
| 1986      | juin 1995 | Grégoire Hesse   | DVD        |                                                        |
| juin 1995 | mars 2014 | André Hentz      | PS puis SE | Inspecteur des impôts                                  |
| mars 2014 | En cours  | Roland Balcerzak | LR         | Fonctionnaire d'Etat, conseiller régional depuis 2024. |

### Tendances politiques et résultats
Les tendances politiques à Hettange-Grande suivent généralement les tendances politiques nationales (du moins, ce fut le cas pour les deux dernières élections présidentielles). Exception notable, la victoire du « oui » lors du référendum sur la Constitution européenne, en 2005, alors que le pays avait voté « non » à 54,68 %.
À l’élection présidentielle de 2002, le premier tour a vu se démarquer en tête Jacques Chirac (RPR) avec 21,50 %, suivi par Jean-Marie Le Pen (FN) avec 17,08 % et Lionel Jospin (PS) avec 15,63 %. Le second tour a vu arriver largement en tête Jacques Chirac avec 83,90 % (résultat national : 82,21 %) contre 16,10 % pour Jean-Marie Le Pen (résultat national : 17,79 %).
Au référendum européen sur le traité de Maastricht (scrutin du 20 septembre 1992), sur 4 252 inscrits, 2 728 ont voté, ce qui représente une participation de 64,16 % du total, soit une abstention de 35,84 %. Il y a une victoire du « oui » avec 1 664 voix (62,79 %) contre 986 voix (37,21 %) prononcées « non » et 78 (2,86 %) de votes blancs ou nuls.
Au référendum sur la constitution européenne (scrutin du 29 mai 2005), sur 5 038 inscrits, 3 307 ont voté, ce qui représente une participation de 65,64 % du total, soit une abstention de 34,36 %. Il y a une victoire du « pour » avec 1 722 voix (53,23 %), 1 513 voix (46,77 %) s’étant prononcées « contre » et 72 (2,18 %) étant des votes blancs ou nuls.
À l’élection présidentielle de 2007, le premier tour a vu se démarquer en tête Nicolas Sarkozy (UMP) avec 36,03 %, suivi par François Bayrou avec 21,20 % et Ségolène Royal avec 19,46 %, puis Jean-Marie Le Pen (FN) avec 11,18 %. Le second tour a vu arriver largement en tête Nicolas Sarkozy avec 61,83 % (résultat national : 53,06 %) contre 38,17 % pour Ségolène Royal (résultat national : 46,94 %).
Aux élections législatives de juin 2007, les électeurs de la commune, qui fait partie de la neuvième circonscription de la Moselle, ont contribué à faire élire Jean-Marie Demange (UMP) avec 59,65 % des voix contre 55,11 % à l’échelle de la circonscription.

### Budget et fiscalité
Taux de fiscalité directe à Hettange-Grande
| d’habitation                                                                                                   | 11,94 % |
| foncière sur le bâti                                                                                           | 13,40 % |
| foncière sur le non-bâti                                                                                       | 54,89 % |
| professionnelle                                                                                                | 10,38 % |
| Sources des données : finances d'après un site spécialiséTaxes en pourcentage de la valeur locative cadastrale |         |

### Intercommunalité
Hettange-Grande fait partie de la communauté de communes de Cattenom et environs qui regroupe 20 communes situées au nord de Thionville, dans le canton de Cattenom. Créée le 16 janvier 1986, elle comprenait 23 568 habitants en 2007 pour une superficie de 193,79 km2, soit une densité de 120 habitants au km2.

### Jumelages
Au 28 juin 2011, Hettange-Grande est jumelée avec :
- Pederobba (Italie) depuis 1962[67] située à 892 kilomètres ;
- Sinzig (Allemagne) depuis juin 1966[67] située à 197 kilomètres[68].

## Population et société

### Démographie

#### Évolution démographique
La ville de Hettange-Grande a longtemps vu sa démographie stagner, la cause principale de cette stagnation étant les guerres qui ont marqué son histoire et l’ont détruite plusieurs fois. Cependant, à partir du début du XXe siècle, sa population a connu une forte augmentation, passant de 1 191 à 3 314 habitants entre 1900 et 1946. Cela est dû à l’exploitation de la mine Charles-Ferdinand qui permit à la ville de bénéficier d’une économie prospère jusqu’à l’arrêt de son exploitation en 1979. La hausse de la population n’a néanmoins pas été ralentie par cette fermeture. Hettange-Grande attire en effet depuis les années 1980 les travailleurs frontaliers exerçant leur activité au Luxembourg.
L'évolution du nombre d'habitants est connue à travers les recensements de la population effectués dans la commune depuis 1793. Pour les communes de moins de 10 000 habitants, une enquête de recensement portant sur toute la population est réalisée tous les cinq ans, les populations de référence des années intermédiaires étant quant à elles estimées par interpolation ou extrapolation. Pour la commune, le premier recensement exhaustif entrant dans le cadre du nouveau dispositif a été réalisé en 2007.
En 2022, la commune comptait 7 768 habitants, en évolution de +1,73 % par rapport à 2016 (Moselle : +0,52 %, France hors Mayotte : +2,11 %). Le maximum de la population a été atteint en 2010 avec 7 489 habitants.
| 1793 | 1800 | 1806 | 1821 | 1836  | 1841  | 1861  | 1866  | 1871  |
| ---- | ---- | ---- | ---- | ----- | ----- | ----- | ----- | ----- |
| 501  | 500  | 487  | 906  | 1 130 | 1 049 | 1 139 | 1 153 | 1 093 |

| 1875  | 1880  | 1885  | 1890  | 1895  | 1900  | 1905  | 1910  | 1921  |
| ----- | ----- | ----- | ----- | ----- | ----- | ----- | ----- | ----- |
| 1 068 | 1 080 | 1 106 | 1 041 | 1 034 | 1 191 | 1 854 | 2 890 | 2 384 |

| 1926  | 1931  | 1936  | 1946  | 1954  | 1962  | 1968  | 1975  | 1982  |
| ----- | ----- | ----- | ----- | ----- | ----- | ----- | ----- | ----- |
| 2 798 | 3 647 | 3 222 | 3 314 | 4 146 | 4 502 | 5 037 | 5 621 | 5 786 |

| 1990  | 1999  | 2006  | 2007  | 2012  | 2017  | 2022  | - | - |
| ----- | ----- | ----- | ----- | ----- | ----- | ----- | - | - |
| 5 734 | 6 356 | 7 331 | 7 422 | 7 566 | 7 653 | 7 768 | - | - |

#### Pyramide des âges
La population de la commune est relativement jeune.
En 2018, le taux de personnes d'un âge inférieur à 30 ans s'élève à 34,4 %, soit au-dessus de la moyenne départementale (33,6 %). À l'inverse, le taux de personnes d'âge supérieur à 60 ans est de 20,8 % la même année, alors qu'il est de 26,2 % au niveau départemental.
En 2018, la commune comptait 3 822 hommes pour 3 867 femmes, soit un taux de 50,29 % de femmes, légèrement inférieur au taux départemental (51,08 %).
Les pyramides des âges de la commune et du département s'établissent comme suit.
| Hommes | Classe d’âge | Femmes |
| ------ | ------------ | ------ |
| 0,5    | 90 ou +      | 0,9    |
| 6,3    | 75-89 ans    | 8,6    |
| 11,5   | 60-74 ans    | 13,8   |
| 21,8   | 45-59 ans    | 20,9   |
| 23,7   | 30-44 ans    | 23,3   |
| 17,9   | 15-29 ans    | 15,7   |
| 18,4   | 0-14 ans     | 16,8   |

| Hommes | Classe d’âge | Femmes |
| ------ | ------------ | ------ |
| 0,6    | 90 ou +      | 1,5    |
| 6,8    | 75-89 ans    | 9,5    |
| 17,2   | 60-74 ans    | 18,4   |
| 20,9   | 45-59 ans    | 20,5   |
| 19,5   | 30-44 ans    | 18,6   |
| 17,7   | 15-29 ans    | 15,7   |
| 17,4   | 0-14 ans     | 15,8   |

#### Ménages
| Personnes par ménage (2006) | 1      | 2      | 3      | 4      | 5     | 6 ou plus |
| --------------------------- | ------ | ------ | ------ | ------ | ----- | --------- |
| Hettange-Grande             | 27,4 % | 33,3 % | 17,3 % | 16,8 % | 4,4 % | 0,8 %     |
| Marseille                   | 38 %   | 29,2 % | 15,1 % | 10,9 % | 4,1 % | 2,6 %     |
| Paris                       | 52,4 % | 25,9 % | 10,5 % | 7,1 %  | 2,7 % | 1,4 %     |
| Moyenne nationale           | 31,0 % | 31,1 % | 16,2 % | 13,8 % | 5,5 % | 2,4 %     |
| Sources des données : Insee |        |        |        |        |       |           |

### Enseignement
Les élèves de Hettange-Grande sont rattachés à l’académie de Nancy-Metz, qui fait partie de la zone A. La commune comprend de nombreux établissements, de la maternelle jusqu’au collège.
En 2007, la commune comptait 324 enfants de 3 à 5 ans (soit 15,3 % de la population communale de moins de 18 ans), qui se répartissaient dans les trois écoles maternelles de la commune, et 492 enfants de 6 à 10 ans (soit 23,4 % de la population communale de moins de 18 ans), qui se répartissaient dans les trois écoles élémentaires de la commune : l’école maternelle Sainte-Barbe, construite lors du baby boom des années 1950, l’école maternelle et élémentaire de Soetrich, installée dans une ancienne demeure du XVIIIe siècle réaménagée, l’école maternelle et élémentaire Louis Pasteur, construite en 1966 et, enfin, l’école élémentaire Jules Michelet, construite par les Allemands durant les années 1910 et agrandie par la construction d’un second bâtiment dans les années 1930.
Quant au Collège, construit en 1970, il regroupe à la fois des adolescents de la commune mais aussi un grand nombre venant de communes avoisinantes plus petites (Roussy-le-Village, Boust, Entrange, Basse-Rentgen, etc.) pour un total de près de 450 élèves. Sa cantine de type libre-service a été rénovée en 2005-2006.

### Manifestations culturelles et festivités

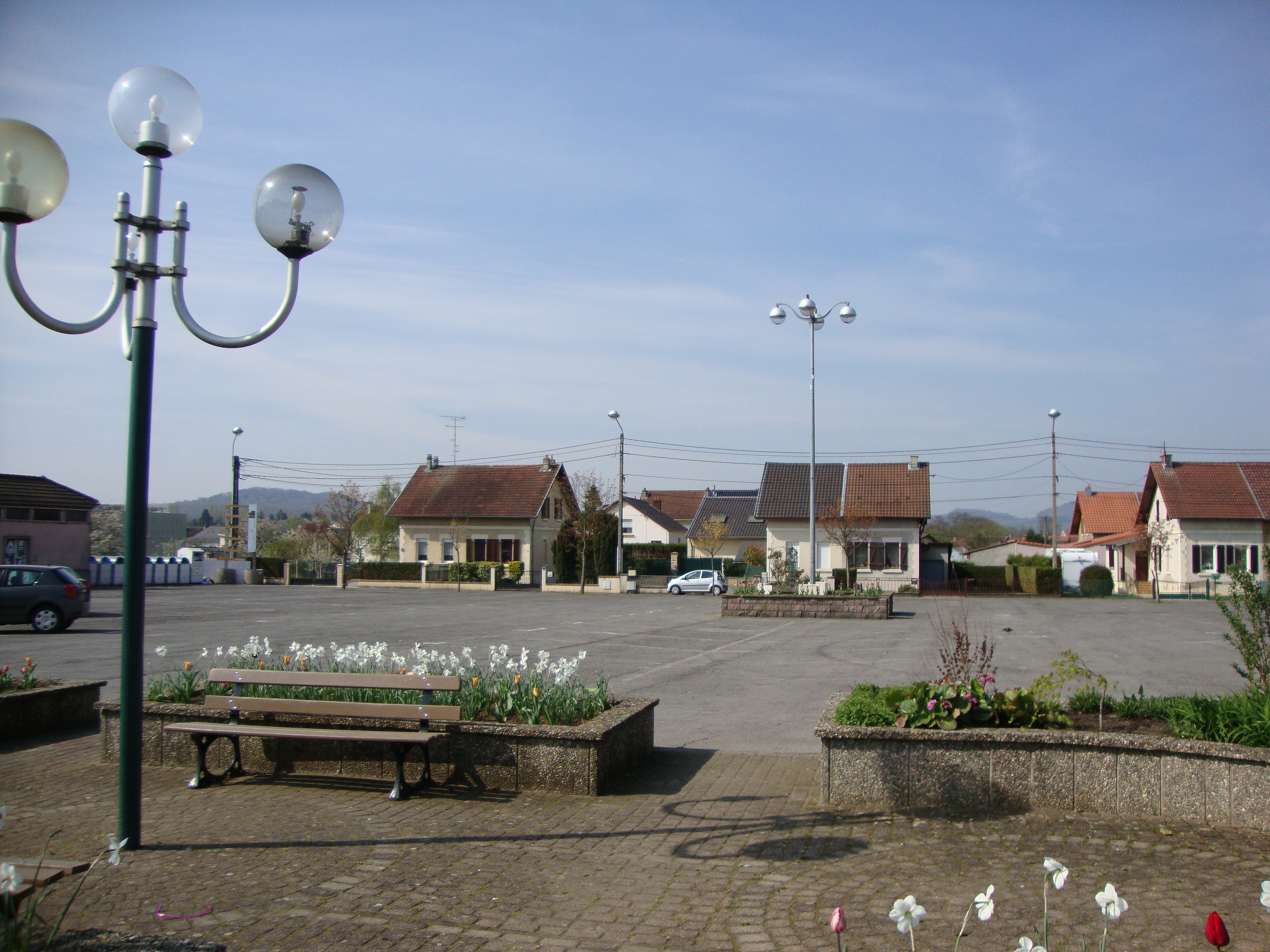
La place Robert Schuman, théâtre de nombreuses manifestations.

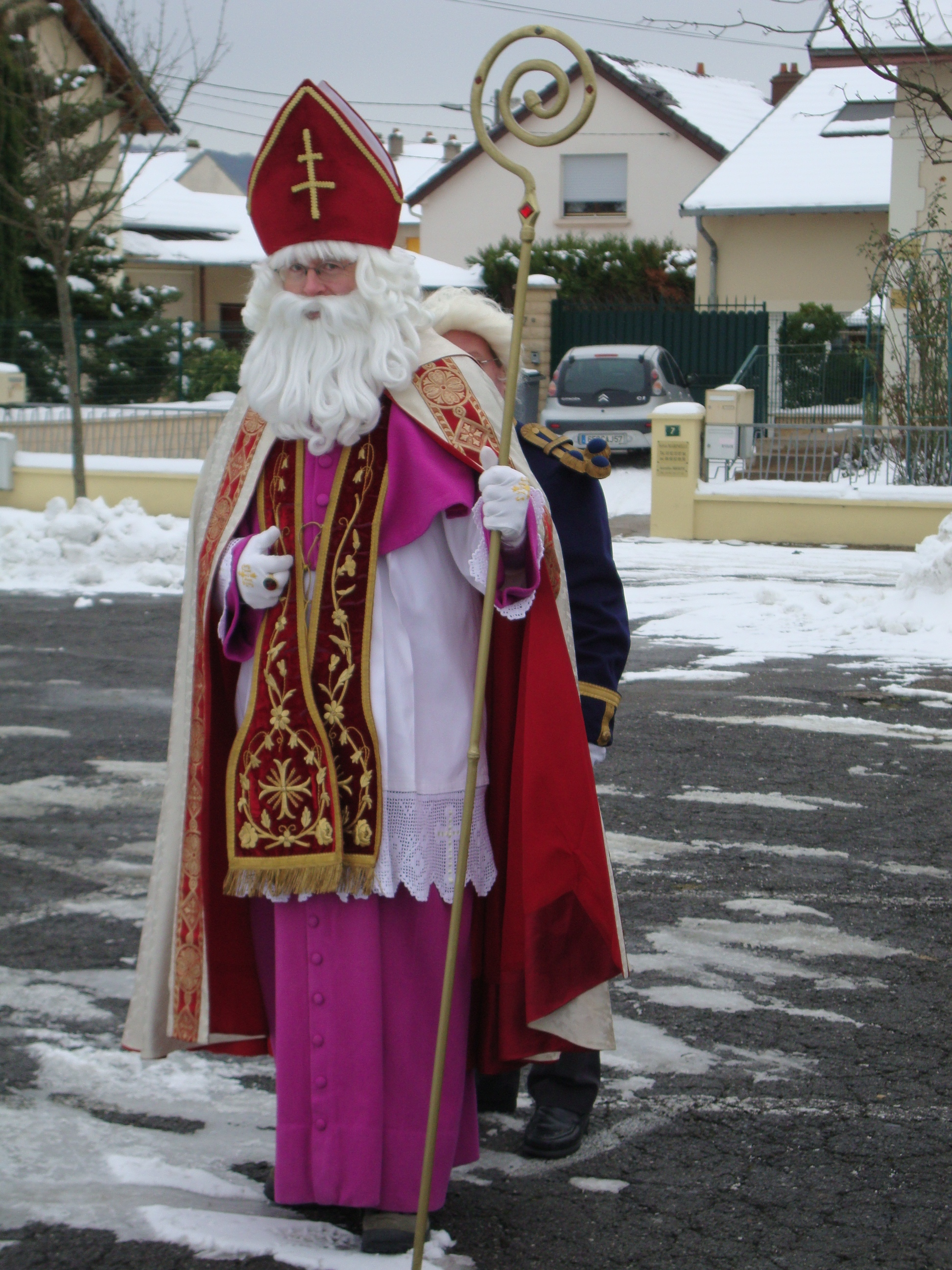
Fête de la Saint-Nicolas

La ville compte une cinquantaine d'associations très diverses. Ce sont elles qui mettent en place de nombreuses manifestations, proposées à différentes époques de l’année : le concert de Nouvel An, la Fête du Bulbe et de l’Oignon au printemps, sur la place Robert Schuman, l’Open International de Skate et de Tennis au mois de juin, la Fête de la musique, la Marche du Mouton au mois d’août, la Marche du Patrimoine et Fest’Assos (une fête au profit d’associations caritatives) au mois de septembre, le concert de rock Métalloween à l’occasion de la fête d’Halloween ainsi que le traditionnel défilé de la Saint-Nicolas dans les rues de la ville chaque premier dimanche de décembre.
Au-delà des associations sportives, Hettange-Grande compte également de nombreuses associations culturelles et touristiques susceptibles d’organiser certains événements, parmi lesquels des concerts de la chorale des Colombes de l’Amitié et de l’école de musique, avec son harmonie municipale La Lyre, créée en 1919, ou encore la Rencontre Internationale de la Sculpture, qui se tient chaque année en mai, organisée par l’association Sculptur’L.

### Santé

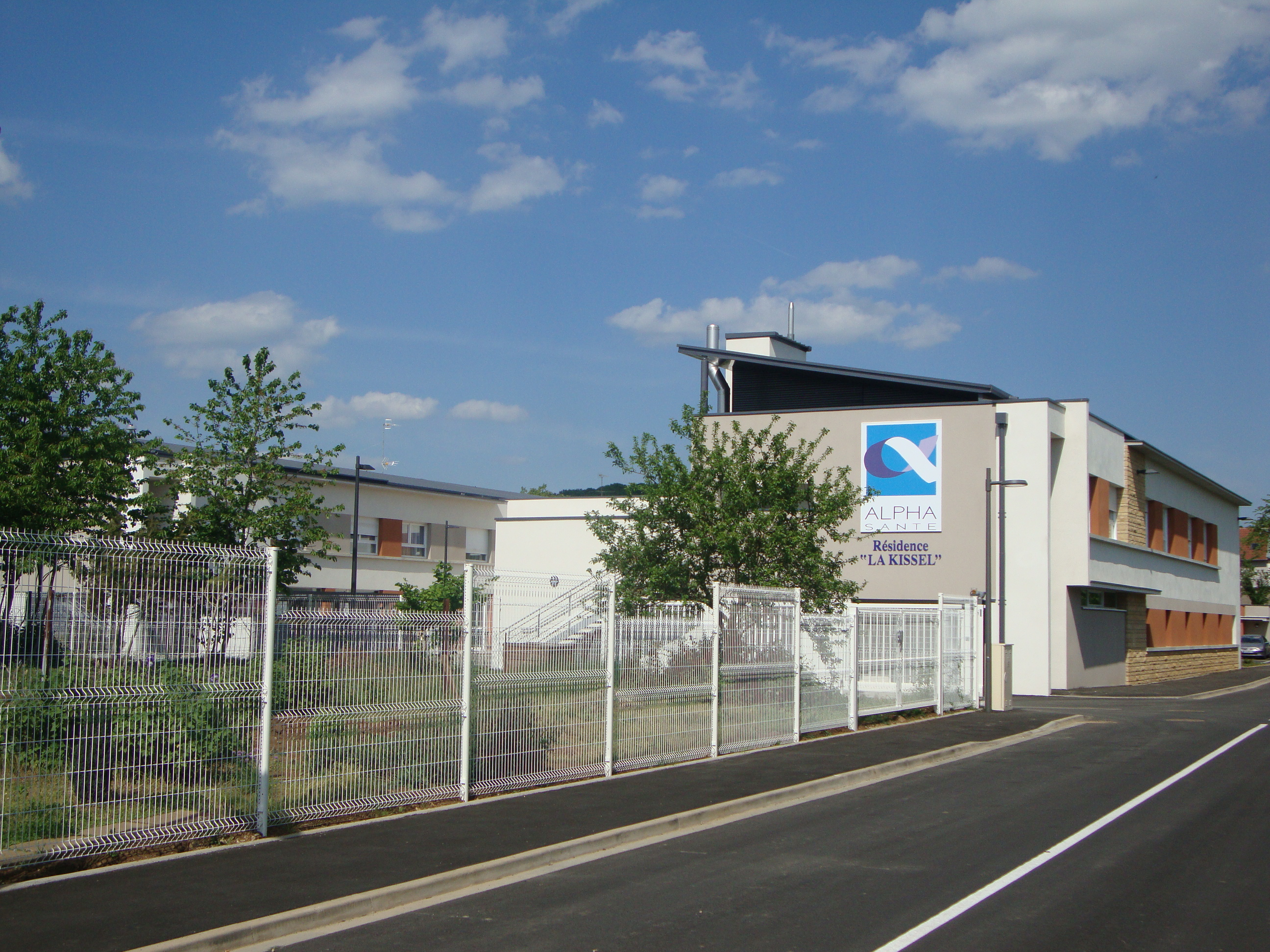
Maison de retraite " La Kissel "

La ville ne compte ni clinique, ni hôpital. Elle dépend du CHR de Thionville-Metz. Cependant, la maison de retraite « La Kissel », gérée par l’organisme Alpha Santé, a ouvert ses portes le 7 mars 2011, devenant ainsi le premier établissement de santé de la ville. Elle peut accueillir 60 résidents, dont 12 atteints de la maladie d'Alzheimer, pris en charge dans une unité spéciale, ainsi que 4 personnes âgées indépendantes, dans des logements de type F2 faisant face au bâtiment principal.

### Sports
Hettange-Grande compte une vingtaine d’associations sportives parmi lesquelles le F.C. Hettange, le Tennis Club, les clubs de judo et d’aïkido, le handball club, le skate club ou encore La Boule hettangeoise, association destinée aux passionnés de pétanque et autres jeux de boules.
Les sportifs hettangeois disposent par ailleurs de nombreuses infrastructures pour s’entraîner et évoluer : un hall omnisports, quatre gymnases, des courts de tennis extérieurs et couverts, un boulodrome, un city-stade ainsi que des terrains de football.

### Médias
La chaîne de télévision locale luxembourgeoise RTL9 diffuse des émissions dans toute la Lorraine. L'émission « Bienvenue chez vous » traite des manifestations et traditions locales. Depuis 2010, les Hettangeois, de même que les Mosellans, peuvent recevoir les programmes de Mirabelle TV, une nouvelle chaîne locale diffusant sur la TNT.
En plus des stations de radio nationales, Hettange-Grande est couverte par de nombreuses antennes locales dont France Bleu Lorraine Nord et Lor'FM, ainsi que la radio catholique Radio Jérico.
La presse régionale est présente avec le quotidien Le Républicain lorrain et l'hebdomadaire La Semaine. La mairie édite par ailleurs un bulletin d'informations municipales, distribué gratuitement à la population.

### Cultes
Les Hettangeois et les Sœtrichois disposent de deux lieux de cultes catholiques : l’église Saint-Étienne, qui fait partie de la communauté de paroisses Notre-Dame de l’Espérance et la chapelle Notre-Dame de la Nativité de Sœtrich. Toutes deux sont rattachées au diocèse de Metz. Il existait auparavant une église néo-apostolique à Hettange-Grande, près du lotissement Mercure.

## Économie
Après la fin de la période de prospérité économique dite des Trente Glorieuses, la ville a opéré, grâce à l'essor des migrations pendulaires, un virage radical, se consacrant désormais aux services, en attirant dès les années 1980 les travailleurs français frontaliers se rendant quotidiennement au Luxembourg, transformant ainsi son paysage économique et posant la question de la préservation et de la mise en valeur de son environnement face à ce nouvel afflux de population. Ainsi, son adhésion, en 2006 à la communauté de communes de Cattenom et environs marque la volonté de Hettange-Grande de se rapprocher de ses voisins pour chercher désormais un développement commun.

### Revenus de la population et fiscalité
En 2007, le revenu fiscal médian par ménage était de 19 891 €, ce qui plaçait Hettange-Grande au 4 629e rang parmi les 30 714 communes de plus de 50 ménages en métropole.

### Emploi
En 1999, sur 2 940 actifs dans la commune, 223 étaient au chômage, soit 7,5 % de la population active communale, et 13 % de ces actifs n’avaient qu’un emploi précaire. En 2007, cette proportion avait baissé puisque, sur 3 844 actifs, 250 étaient au chômage, soit 6,5 % de la population active communale. En 2006, le revenu fiscal médian par ménage était de 18 972 euros.
| Répartition des emplois par catégorie socioprofessionnelle en 2007. |              |                                           |                                                   |                            |                                        |          |
|                                                                     | Agriculteurs | Artisans, commerçants, chefs d’entreprise | Cadres et professions intellectuelles supérieures | Professions intermédiaires | Employés                               | Ouvriers |
| Hettange-Grande et sa zone d’emploi                                 | 1,2 %        | 7,7 %                                     | 10,5 %                                            | 21,0 %                     | 43,3 %                                 | 16,3 %   |
| Moyenne nationale                                                   | 2,1 %        | 6,0 %                                     | 15,7 %                                            | 24,7 %                     | 28,6 %                                 | 22,9 %   |
| Répartition des emplois par secteur d’activité en 2007.             |              |                                           |                                                   |                            |                                        |          |
|                                                                     | Agriculture  | Industrie                                 | Construction                                      | Commerce et services       | Administration publique, santé, social |          |
| Hettange-Grande et sa zone d’emploi                                 | 1,2 %        | 3,6 %                                     | 7,9 %                                             | 46,1 %                     | 41,2 %                                 |          |
| Moyenne nationale                                                   | 3,1 %        | 14,6 %                                    | 6,8 %                                             | 45,0 %                     | 30,5 %                                 |          |
| Sources : Insee.                                                    |              |                                           |                                                   |                            |                                        |          |

### Zone d’activité de Sœtrich 1
La ZAC de Sœtrich 1 est implantée depuis le milieu des années 1990 au nord de la ville, entre la Cité de Sœtrich et Sœtrich même. D’abord peu étendue et n’accueillant qu’un supermarché discount de la chaîne Lidl et divers petits commerces artisanaux (carreleurs, concessionnaire automobile, etc.), la zone s’est vue agrandie en 2009-2010 et accueille désormais un hypermarché Match d’une superficie de 4 000 mètres carrés, un magasin vert, une station de lavage auto et une galerie marchande.

### Commerces et services

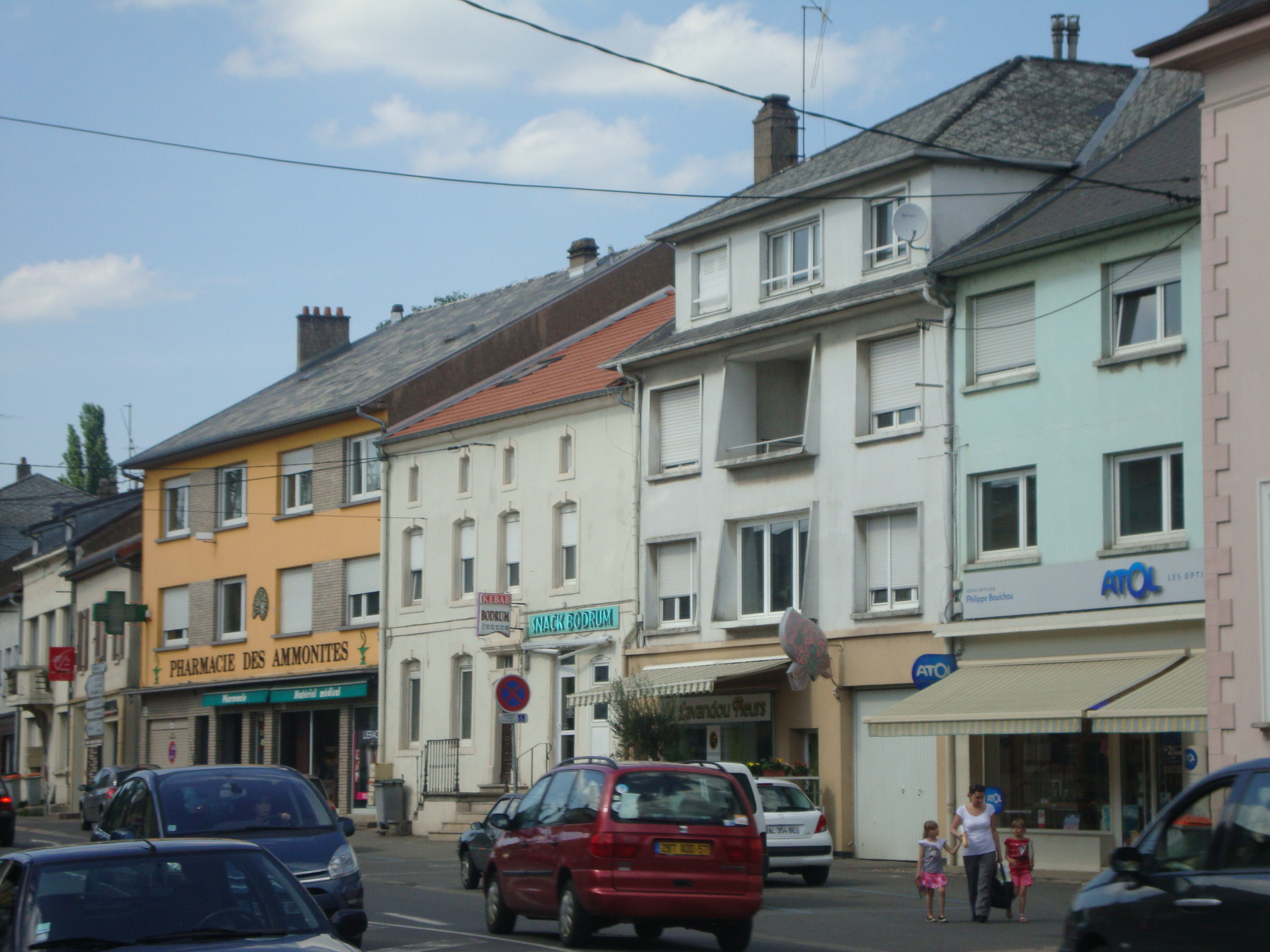
Centre commerçant de la ville, rue du Général Patton.

La majorité des commerces de la localité se trouvent dans le centre-ville. C’est le cœur économique de proximité de la commune, où se trouvent des boulangeries, une boucherie, deux supermarchés, des pharmacies, des salons de coiffure, un magasin d’électroménager, deux opticiens, un bureau de tabac, trois auto-écoles ainsi que de nombreux cafés et quatre restaurants. Ces dernières années, les commerces et activités n’ont cessé de se multiplier et de se diversifier, en partie grâce à l’augmentation de la population.
La commune propose par ailleurs de nombreux services, principalement médicaux. La ville compte sept médecins généralistes, cinq dentistes, quatre kinésithérapeutes, un podologue, deux orthophonistes, deux sages femmes, un laboratoire de biologie médicale, un cabinet vétérinaire, un expert en automobile, et un expert comptable s.

## Culture locale et patrimoine

### Patrimoine civil
Voie romaine Metz-TrèvesElle traversait la ville gallo-romaine. Des éléments archéologiques liés à celle-ci ont été mis au jour : les traces d’un autel, de grands bassins, une tête de Jupiter en bronze et une statue de Mercure. Ces pièces sont actuellement conservées au musée de la Tour aux Puces de Thionville. Une réplique de la statue de Mercure, découverte lors de fouilles sur le chantier d'un nouveau quartier en 2001, a été par la suite installée sur la place Jupiter, espace aménagé au sein du quartier en question, afin de rendre hommage au passé antique de la ville.
Château fort médiévalConstruit en 1296, il abrita les seigneurs de Hettange durant plusieurs siècles. Détruit par les Messins en 1387, il fut ruiné en 1662 et ses ruines rasées au XIXe siècle pour construire la nouvelle église paroissiale. Il n’en reste actuellement que peu de vestiges (une tour et un puits).
La mairieConstruite en 1908, durant l’administration allemande, elle est située de l’autre côté du Rocher par rapport à l’église. Elle servit d’école avant d’être rénovée en 1987 et regroupe actuellement tous les services administratifs de la ville.
Château de RastenneChâteau du XVIe siècle fortement remanié au XVIII par la famille Faure de Fayolle. Il fut la dernière demeure des seigneurs d'Hettange-Grande avant d'être lourdement endommagé lors de la période révolutionnaire. La bâtisse conserve un portail, des murs extérieurs et un colombier d’origine, sa chapelle fut elle détruite à la Révolution.
Carreau de la mine Charles-FerdinandMine exploitée de 1896 à 1979 et à l’abandon depuis. Contrairement à son tunnel souterrain, le carreau de la mine n’a pas été détruit et il est aujourd’hui un patrimoine et un témoignage du passé des deux communes d’Hettange-Grande et d’Entrange.

Patrimoine civil hettangeois
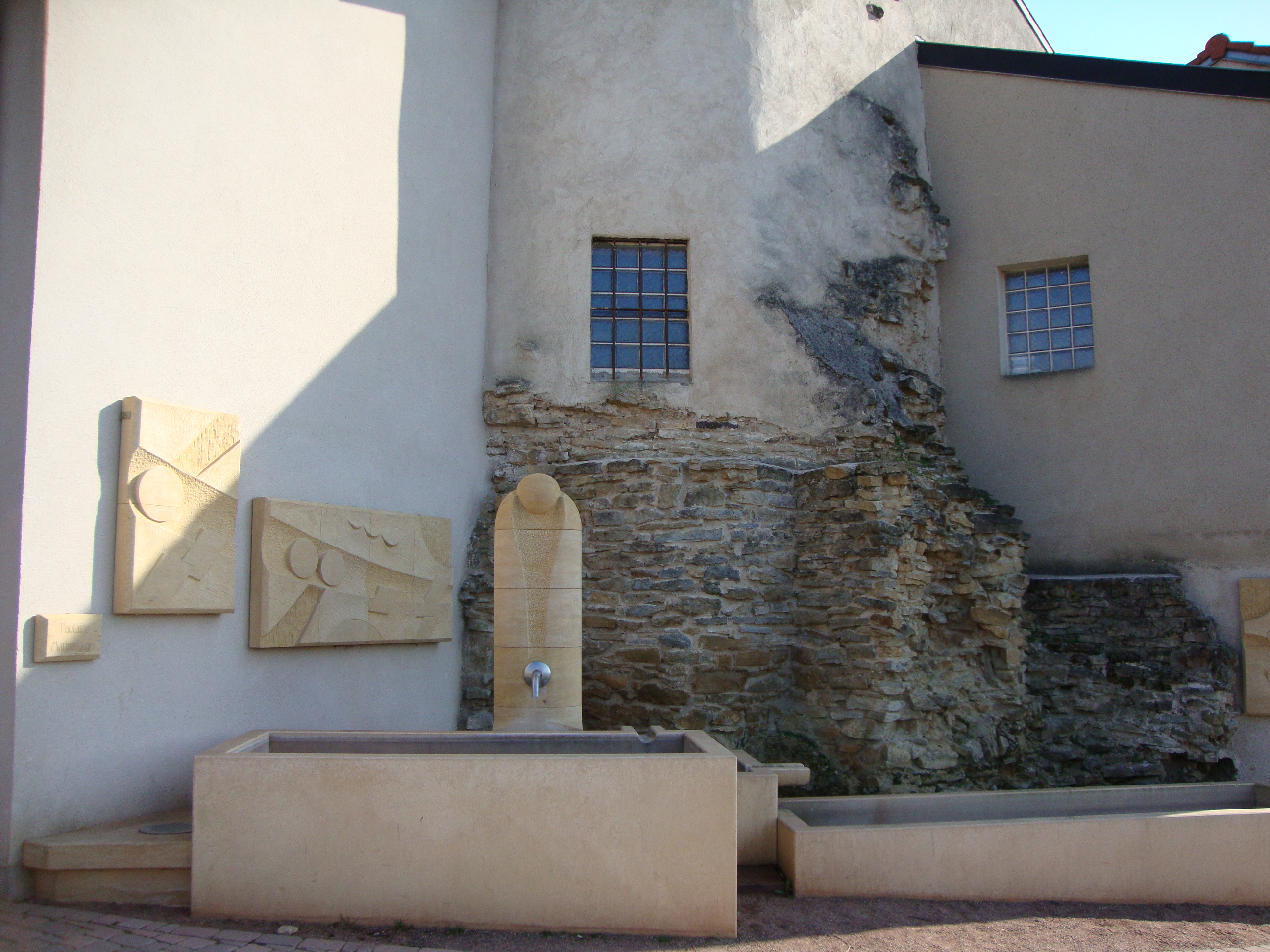
Vestiges de l'ancienne tour du château, place Mathias Loes.
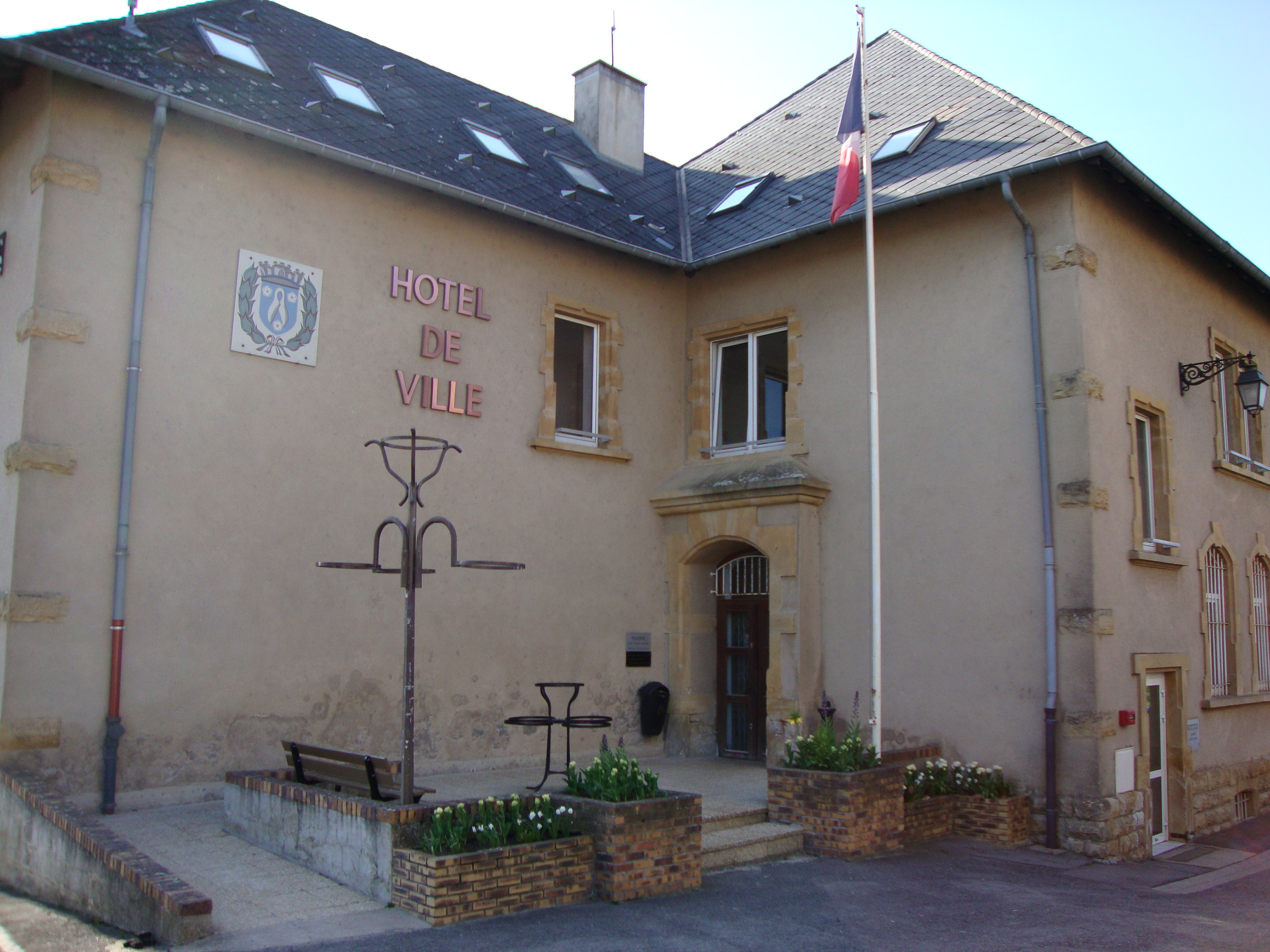
Mairie d'Hettange-Grande.
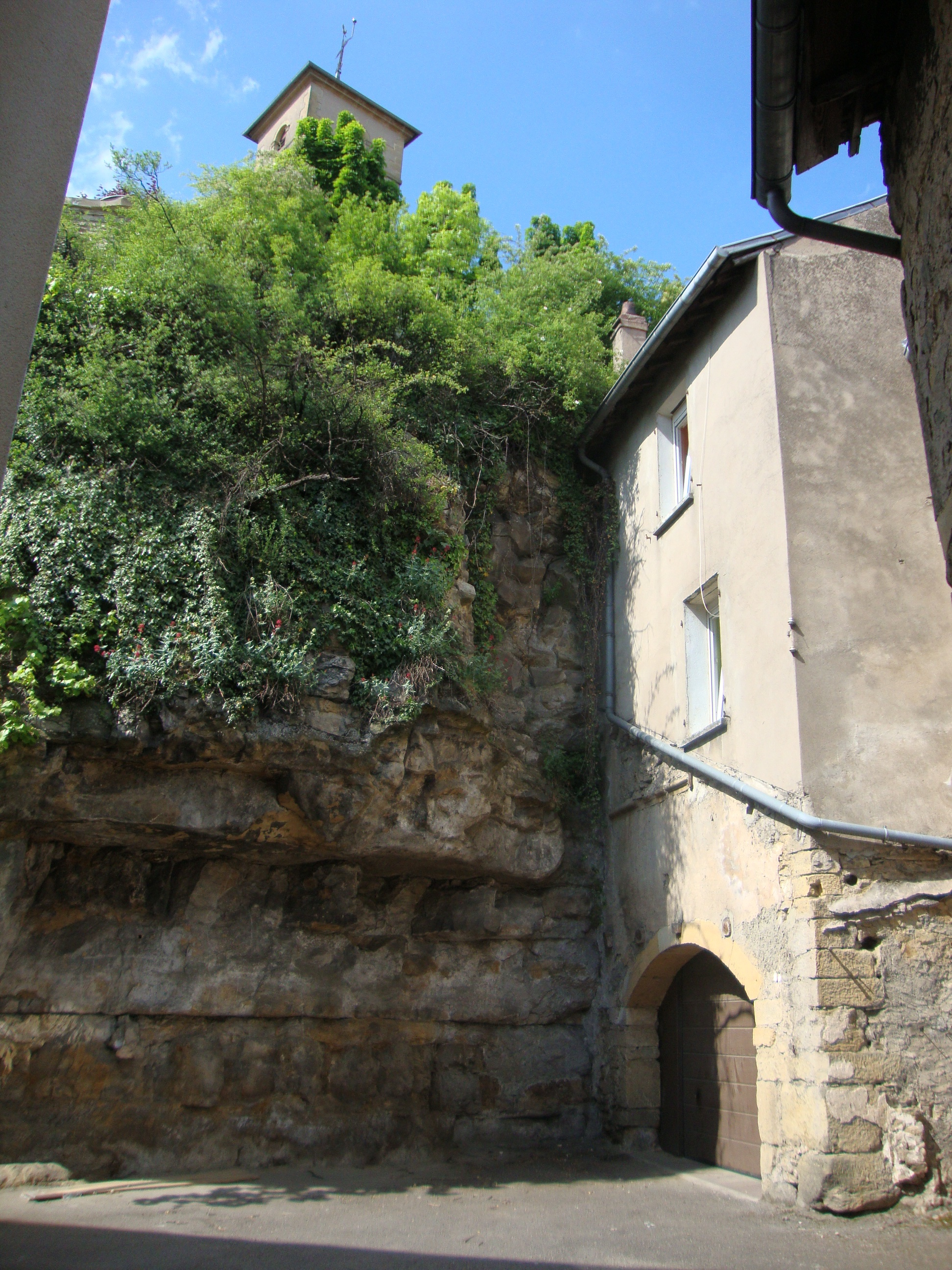
Cour intérieure, au pied du Rocher.
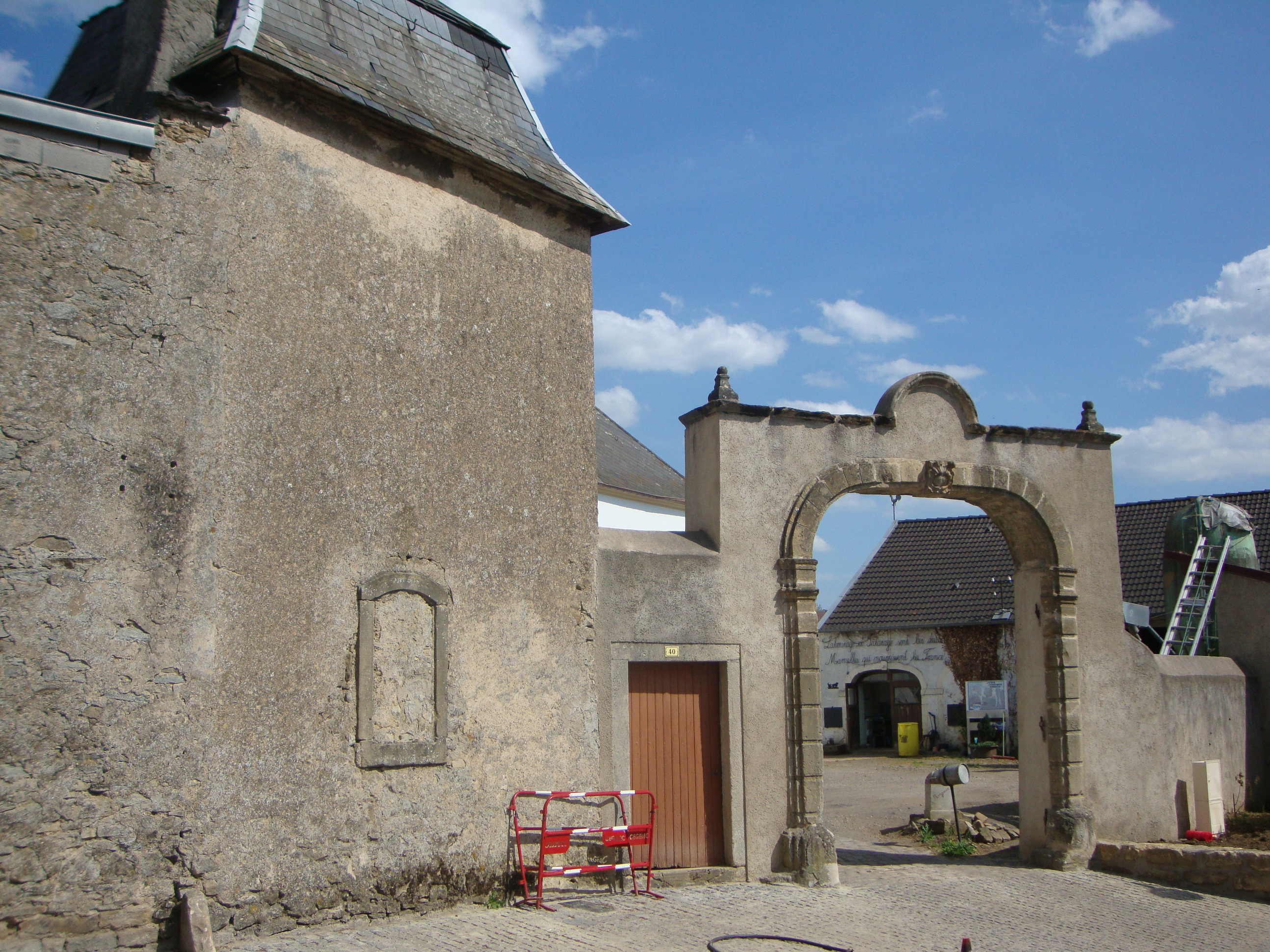
La Maison Jolivalt, dernière demeure des seigneurs de Rastenne, et son colombier.
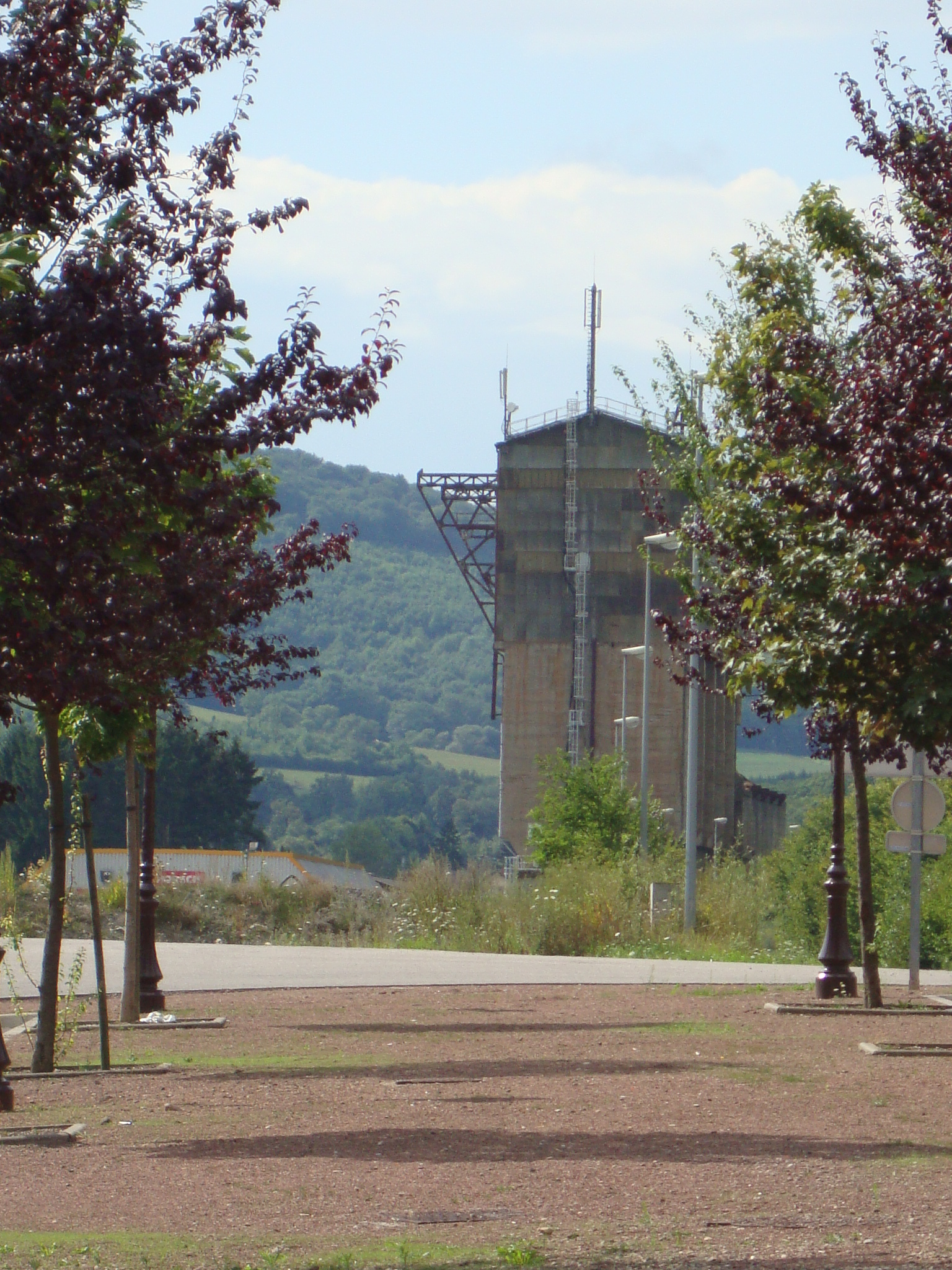
Le carreau de la mine Charles-Ferdinand vu depuis la Cité de Soetrich.

### Édifices religieux
Église Saint-ÉtienneElle fut construite au XVIIIe siècle à l’emplacement du château détruit au siècle précédent. La nef et le chœur ont été reconstruits entre 1834 et 1838, et le clocher a été surélevé en 1839 (date portée sur la façade antérieure). L’église se dresse sur « le Rocher », une butte surplombée autrefois par le château, située en plein cœur du centre-ville. L’autel, l’orgue et une grande partie de l’église ont été rénovés après avoir été gravement endommagés par un incendie en 1990.
Chapelle Notre-Dame-de-la-NativitéChapelle située à Soetrich, rue de la Chapelle, qui fut construite au XVe siècle. La nef et le campanile ont été reconstruits au XVIIe siècle, sans doute en 1660, date inscrite dans l’enduit sur le chevet. La sacristie fut construite entre 1900 et 1906 et la flèche polygonale couverte d’ardoises transformée en flèche carrée en 1976. L’armoire eucharistique et l’oculus datent du XVe siècle, l’autel de 1703 et la Vierge à l'Enfant assise du XIVe siècle.
Terrasses du presbytèreAutour de l’église et du presbytère, toujours sur « le Rocher », a été mise en place une promenade, parmi les plus belles de la ville. Elle permet aux visiteurs de découvrir les tombes de l’ancien cimetière de la ville et une série de sculptures, réalisées par des artistes français et internationaux, ainsi que l’ancien puits du château, un des seuls vestiges de l’époque médiévale. On peut également admirer une tour conservée de l’édifice. Elle est située sur la place Mathias-Loes, ancien maire de la ville.
Vestiges de l’ancien monument aux mortsMonument aux morts placé devant l’église entre 1923 et 1940, et qui fut détruit. On peut en voir les derniers vestiges, les statues de l’ange et du lion, au cimetière communal.

Patrimoine religieux hettangeois
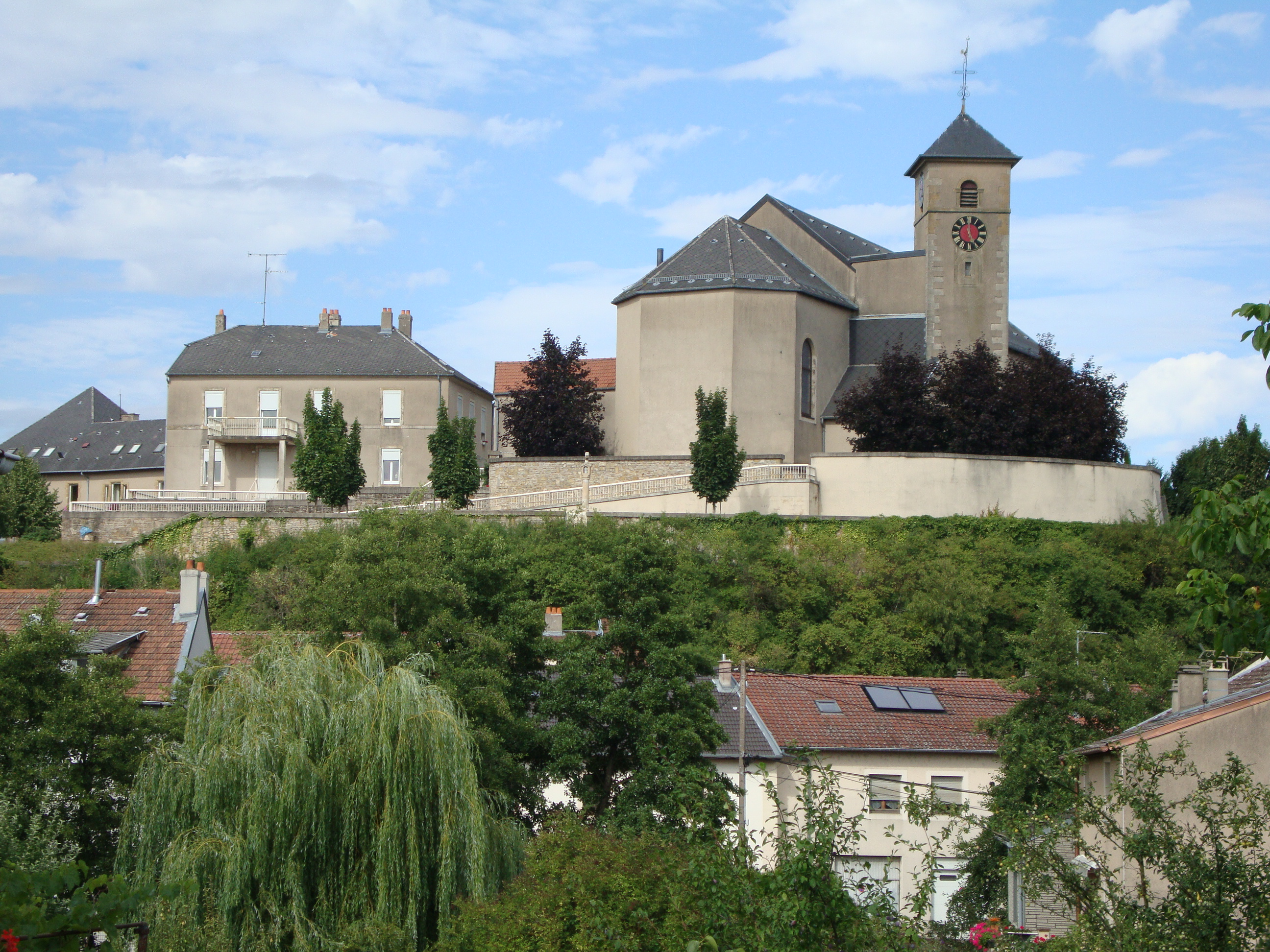
L'église Saint-Étienne sur le Rocher. À gauche, le presbytère.
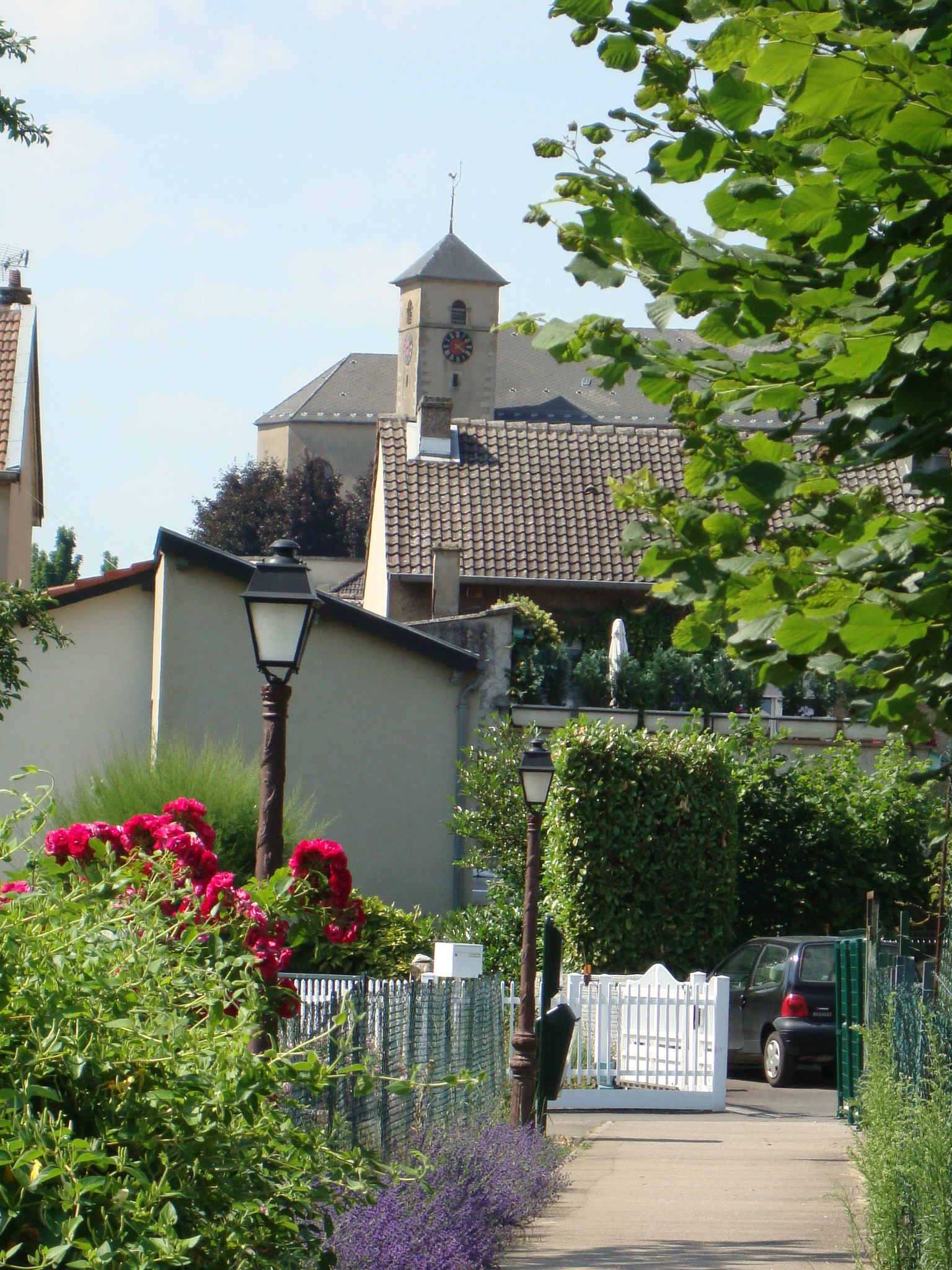
L'église, surplombant les maisons du vieux village.
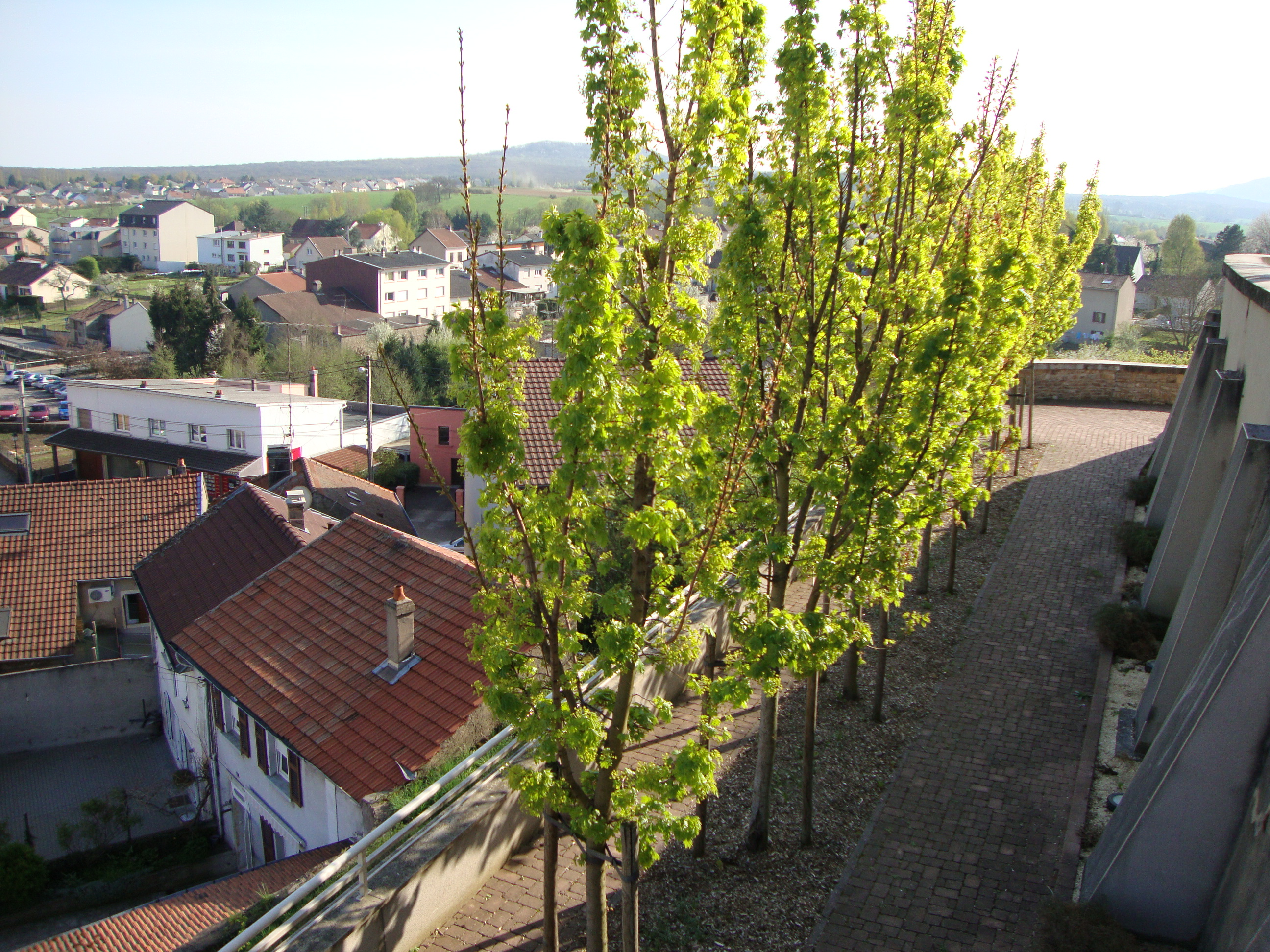
Vue d'une partie de la promenade et des contreforts du Rocher.
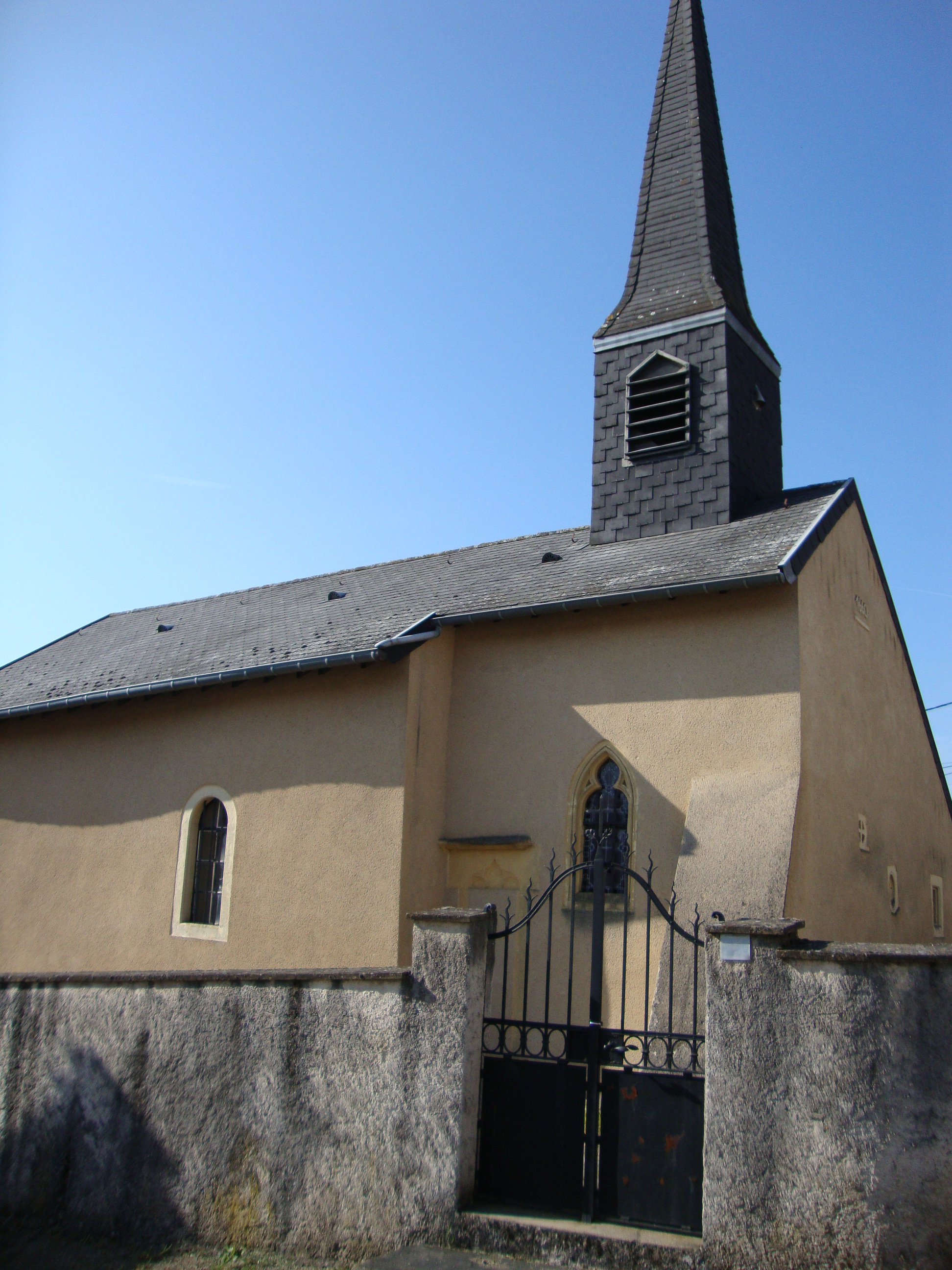
Chapelle Notre-Dame-de-la-Nativité de Soetrich.
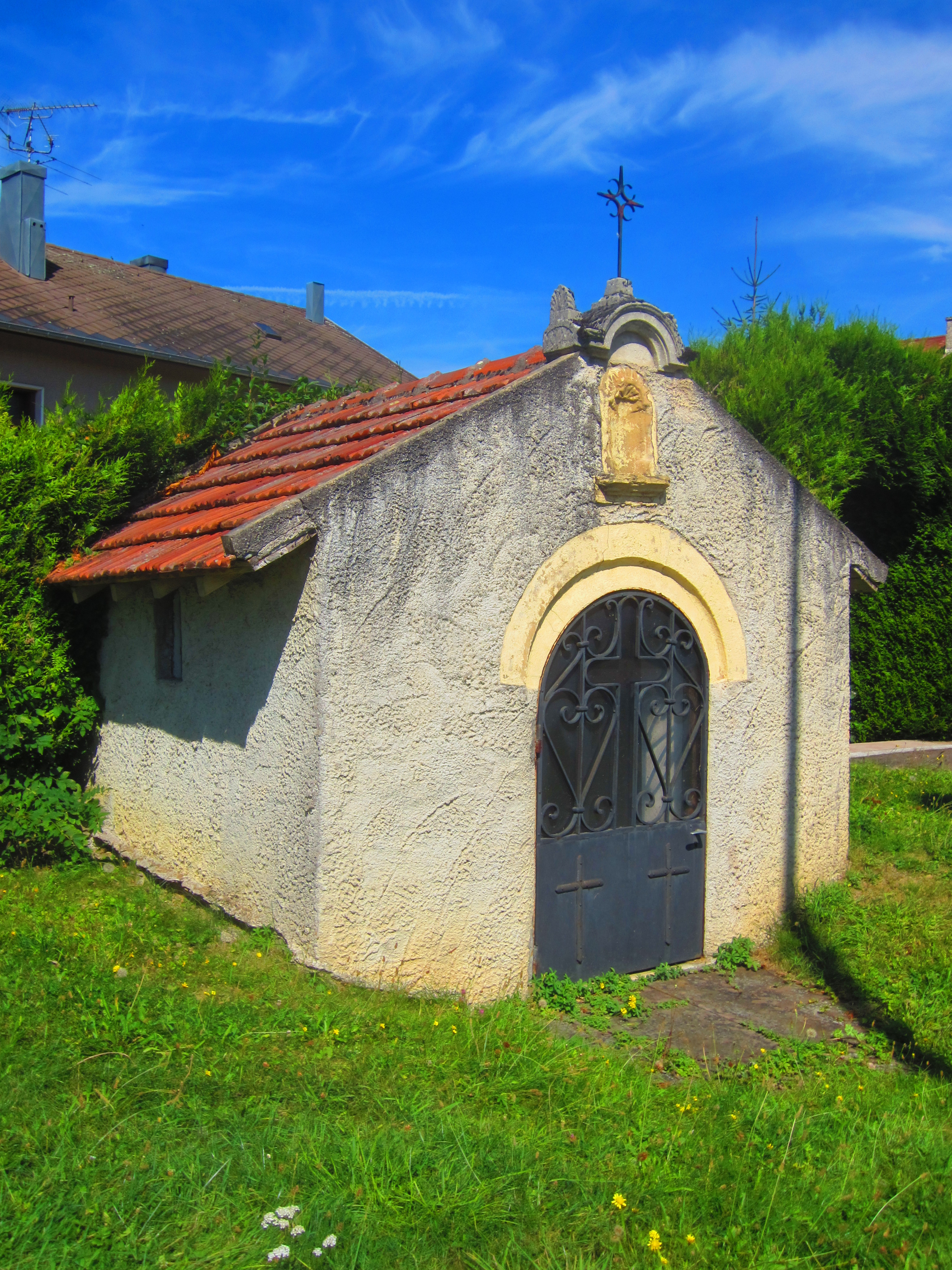
Petite Chapelle de Soetrich
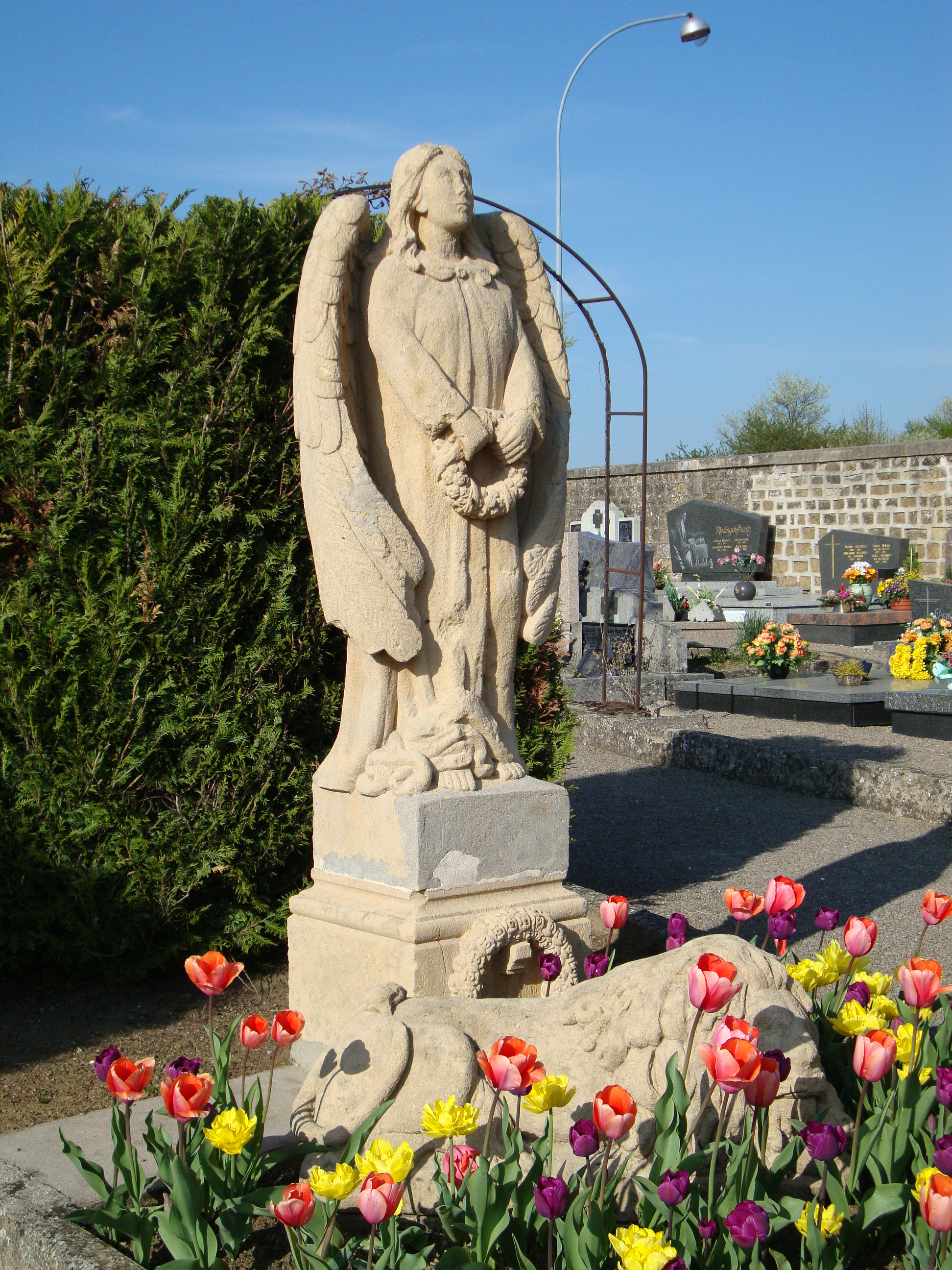
Statues de l'ancien monument aux morts.

### Réserve naturelle

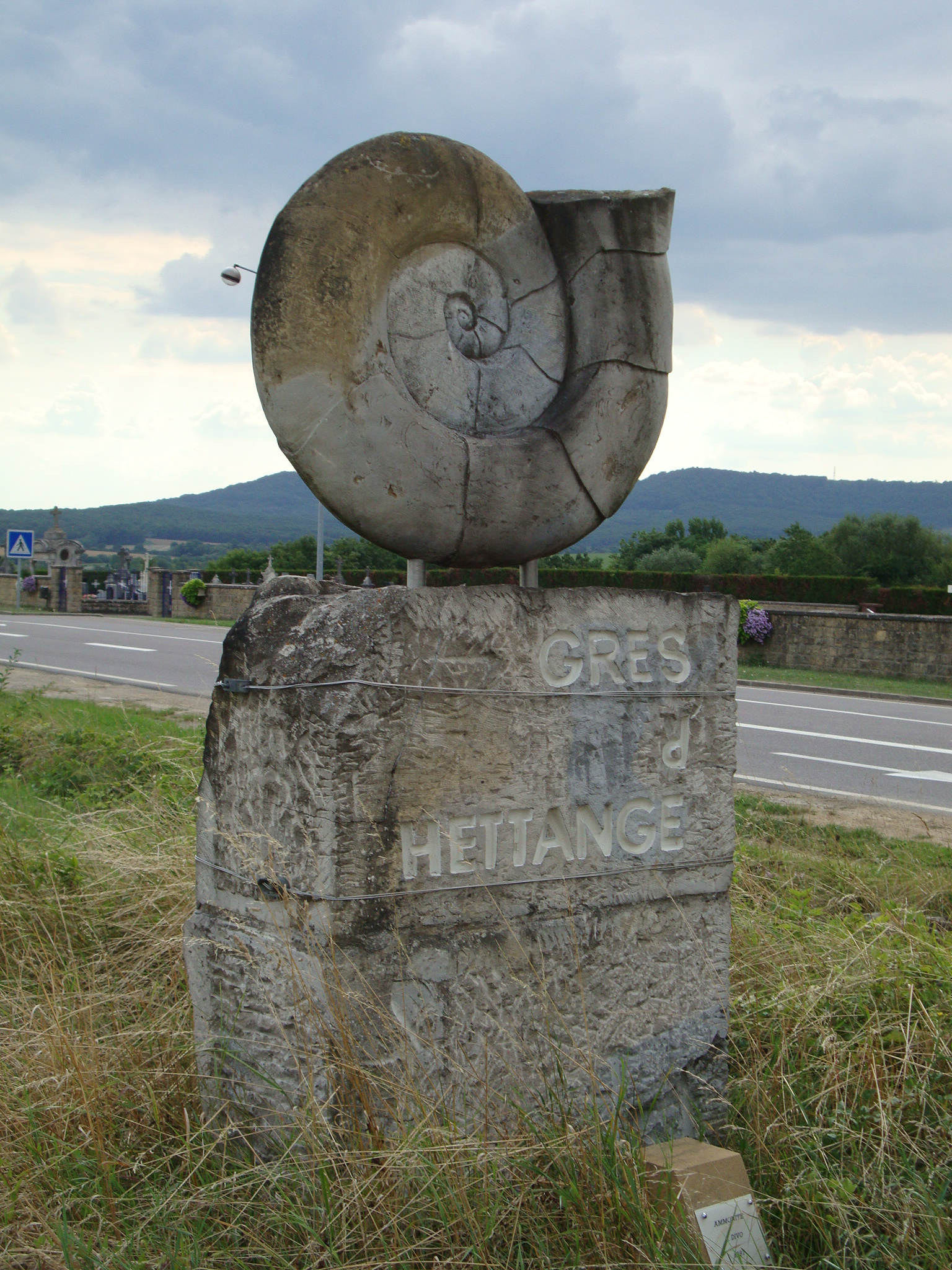
Sculpture de S. Divo marquant l’entrée de la réserve et représentant une ammonite.

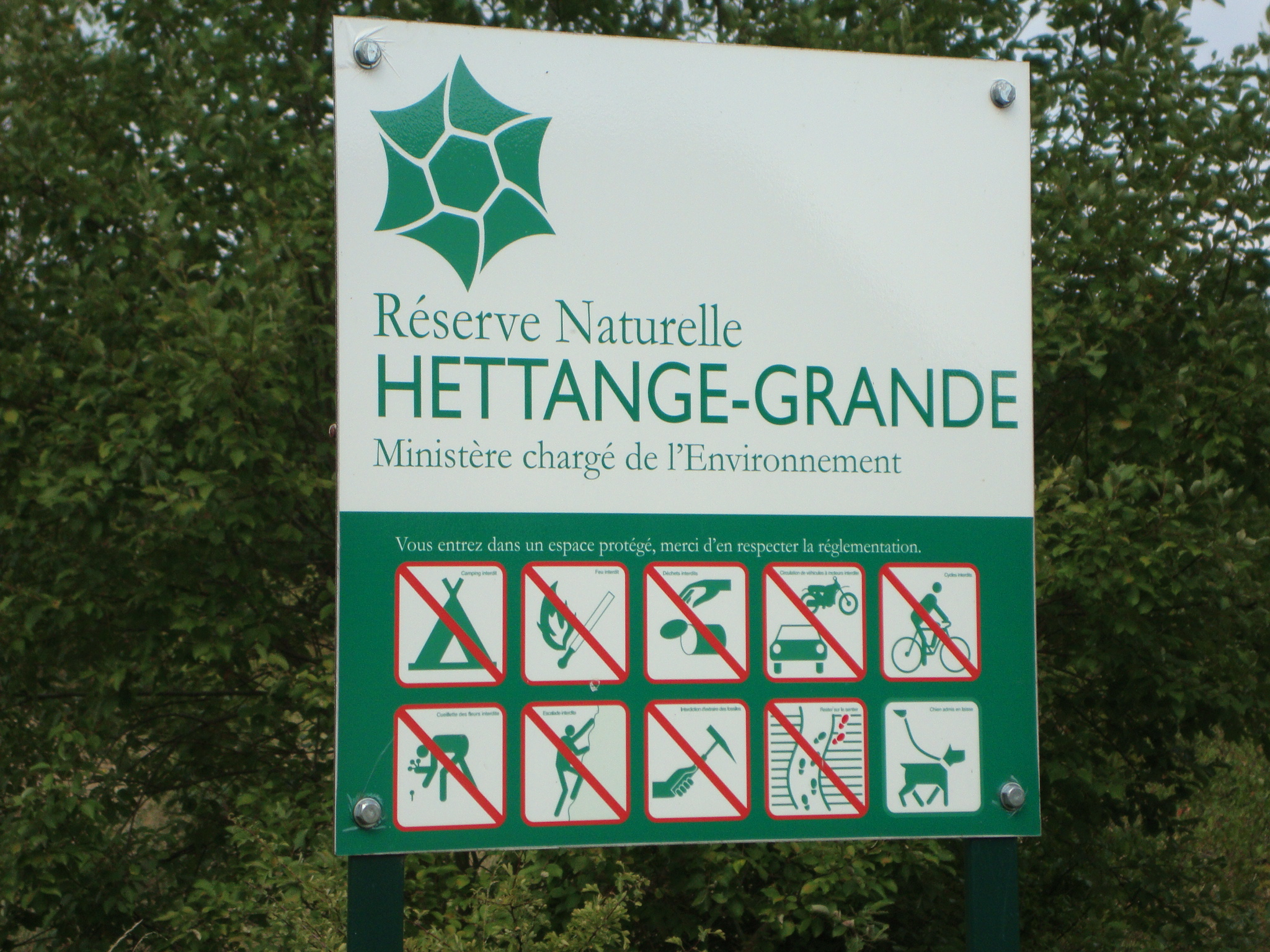
Entrée de la réserve.

La réserve naturelle géologique de Hettange-Grande est l’une des onze réserves géologiques de France et la seule en Lorraine. C’est à Hettange-Grande qu’a été observée pour la première fois une couche géologique particulière, nommée depuis le Hettangien.
La maison de l’Hettangien, petit musée situé sur le site même, complète la visite.

« On y trouve une explication du cycle des roches (formation des roches sédimentaires). Le stratotype y est défini clairement et, plus spécifique au site de Hettange-Grande, une fresque représente les ambiances hettangiennes. On peut retrouver les végétaux terrestres et les animaux marins et terrestres du début du Jurassique. Enfin, les carottes de forage évoquent le travail permanent des sédimentologistes et paléontologues universitaires sur ce site qui n’est pas que figé aux yeux des visiteurs. »

La commune est située au sein d’un massif forestier de plus de 1 000 ha, traversé par l’antique voie romaine et de nombreux sentiers de randonnée pédestre. Ceux-ci offrent des promenades à la découverte des ouvrages de la ligne Maginot, de l’ancienne mine de fer ou encore d’un remarquable Bildstock en grès rose, témoin des usages religieux d’autrefois et d’une piété populaire dont le souvenir s’est estompé.

### Sculpture
La notoriété de Hettange-Grande ne se limite pas à la géologie. La commune est également connue dans le monde de la sculpture. Chaque année, en avril ou mai, se tient la « Rencontre internationale de la Sculpture ». Ce festival permet aux sculpteurs du monde entier d’exposer leurs nouvelles œuvres et il arrive souvent que l’un d’entre eux en offre une à la commune. En effet, depuis quelques années déjà, l’opération « Sculpture dans la ville » a considérablement embelli les rues et places en y organisant l’installation de sculptures diverses, réalisées par de nombreux artistes, ce qui a fait dire à certains que la ville est devenue un « musée à ciel ouvert ».
Parmi ces sculptures, on peut retenir Envol de l’artiste Olivier-Cyr Noël, placée à l’entrée sud de la ville ; Les Joueurs de boules, placée à l’entrée de la rue menant au boulodrome Christian Marin (l’acteur était d’ailleurs venu en personne à Hettange-Grande l’inaugurer) ; ou encore Évolution, du sculpteur messin Dany Mellinger, placée sur le rond-point de l’Entrée-Nord de la ville, une sculpture évoquant le passage au troisième millénaire et offerte à la ville en l’an 2000.

Sculptures hettangeoises
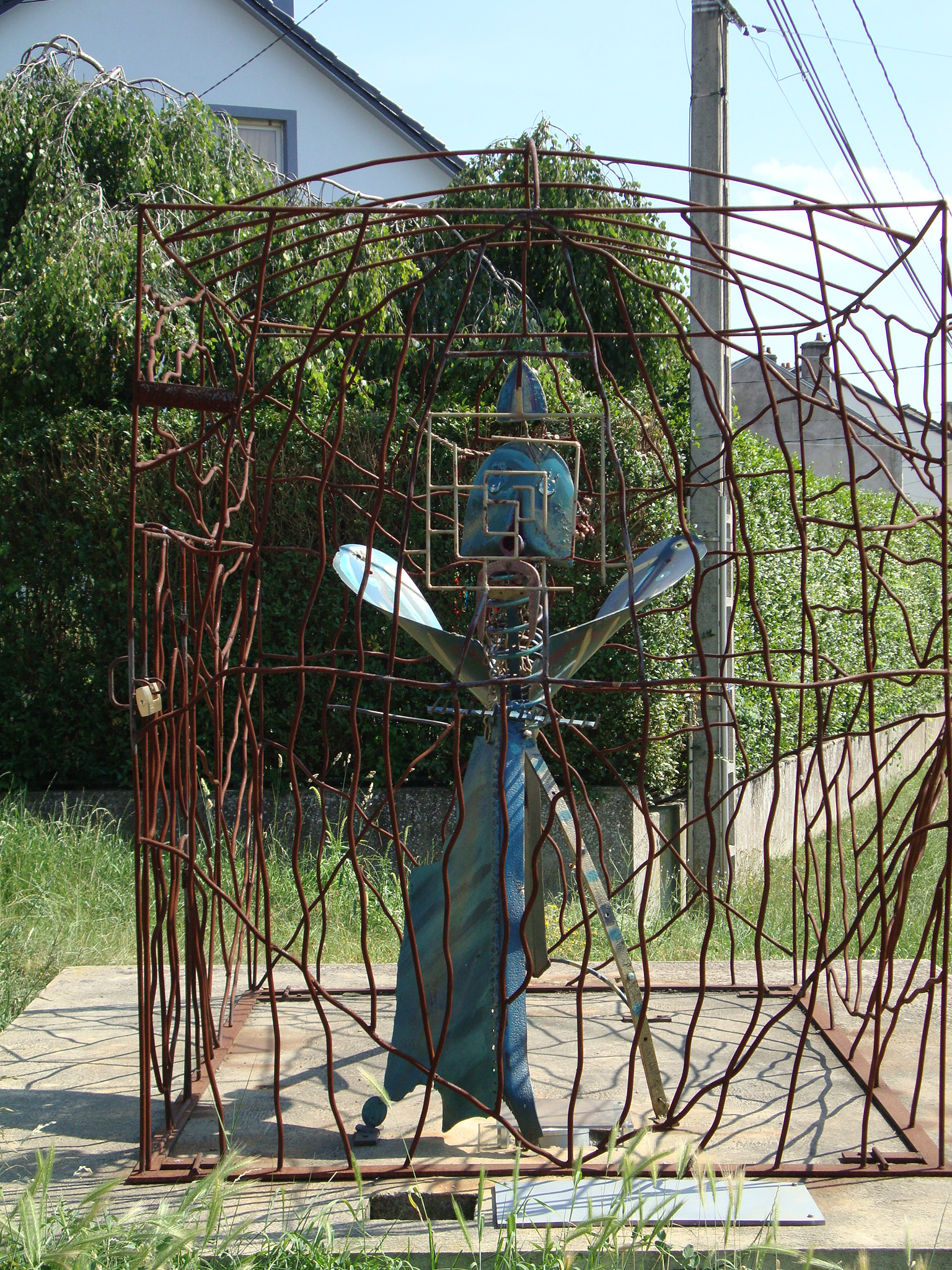
Milature, rue du Maréchal Ney.
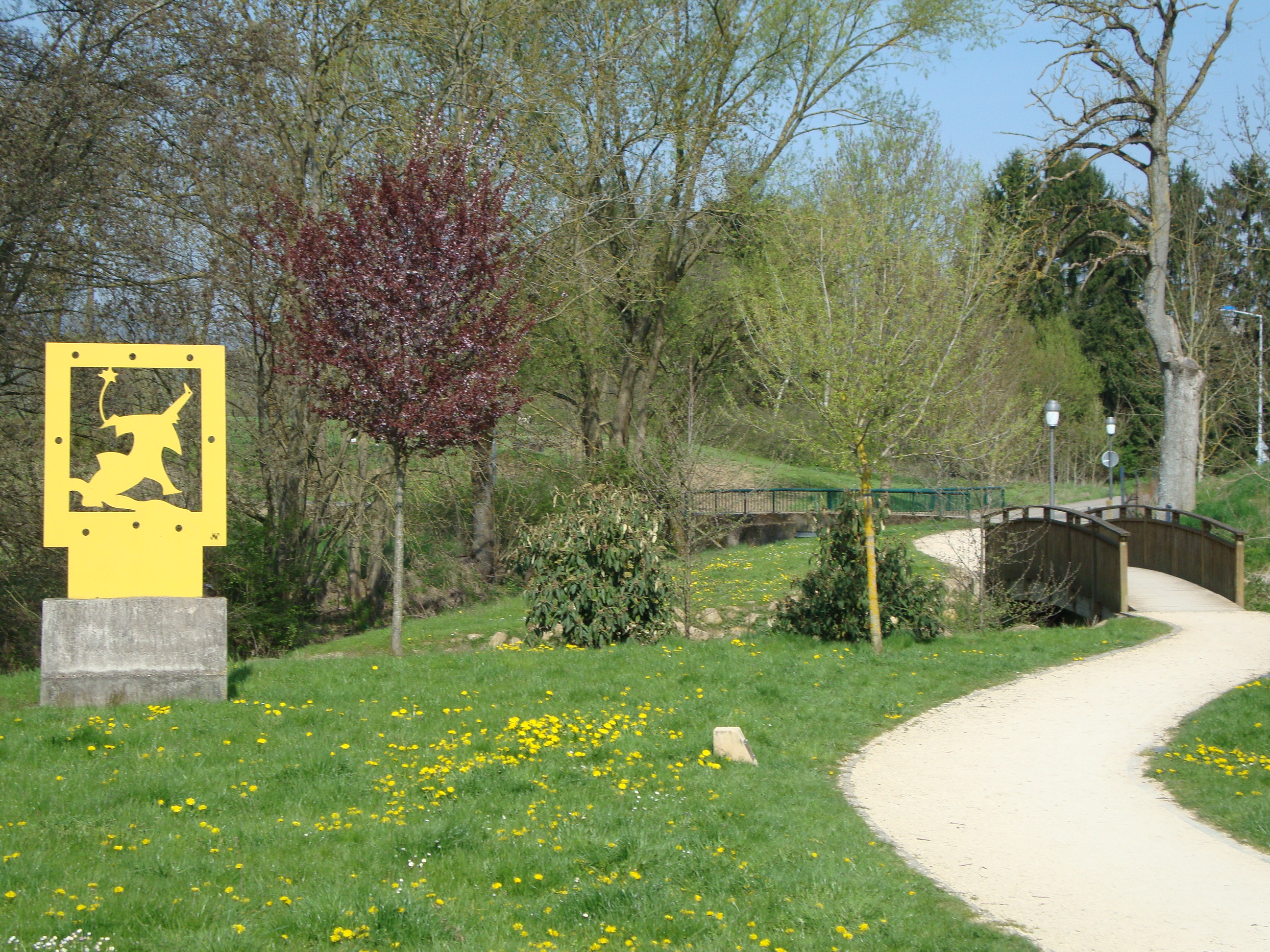
Le Génie de la Kiesel, rue du Moulin.
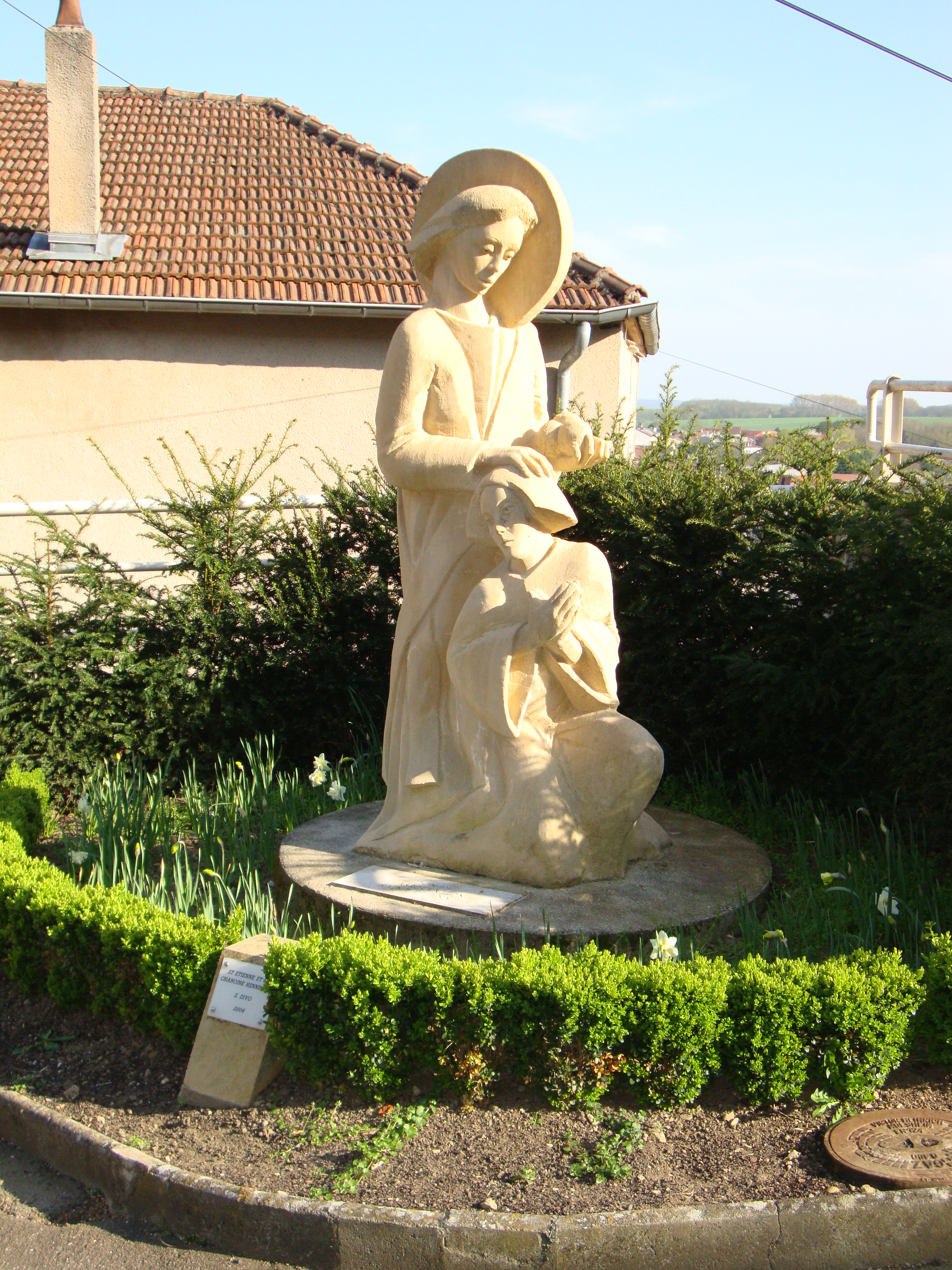
Chanoine Hennequin et Saint-Étienne, place de l'Église.
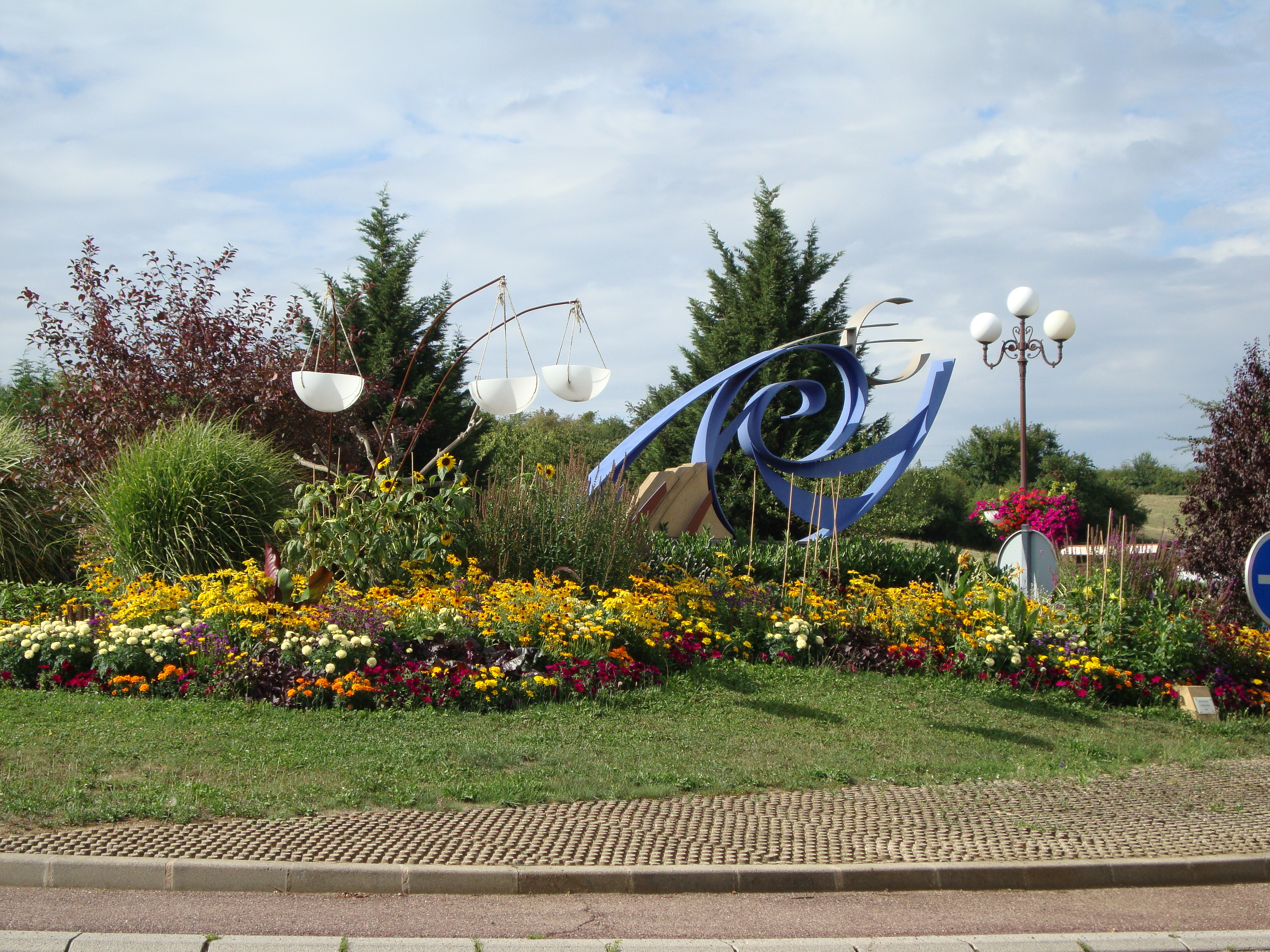
Évolution, du sculpteur Dany Mellinger, rond-point de l'Entrée-Nord.
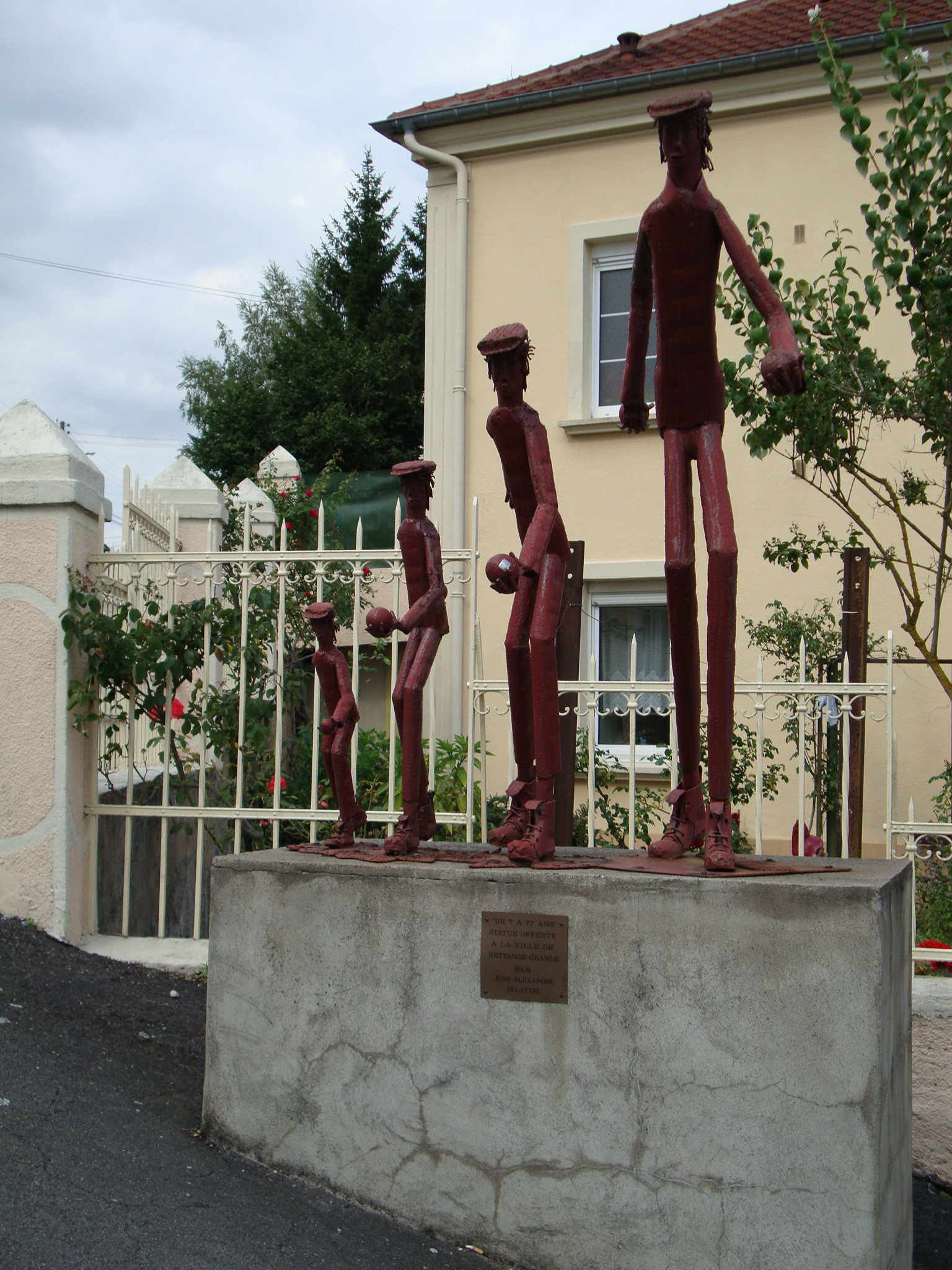
Les Joueurs de Boules, rue Jean Burger.
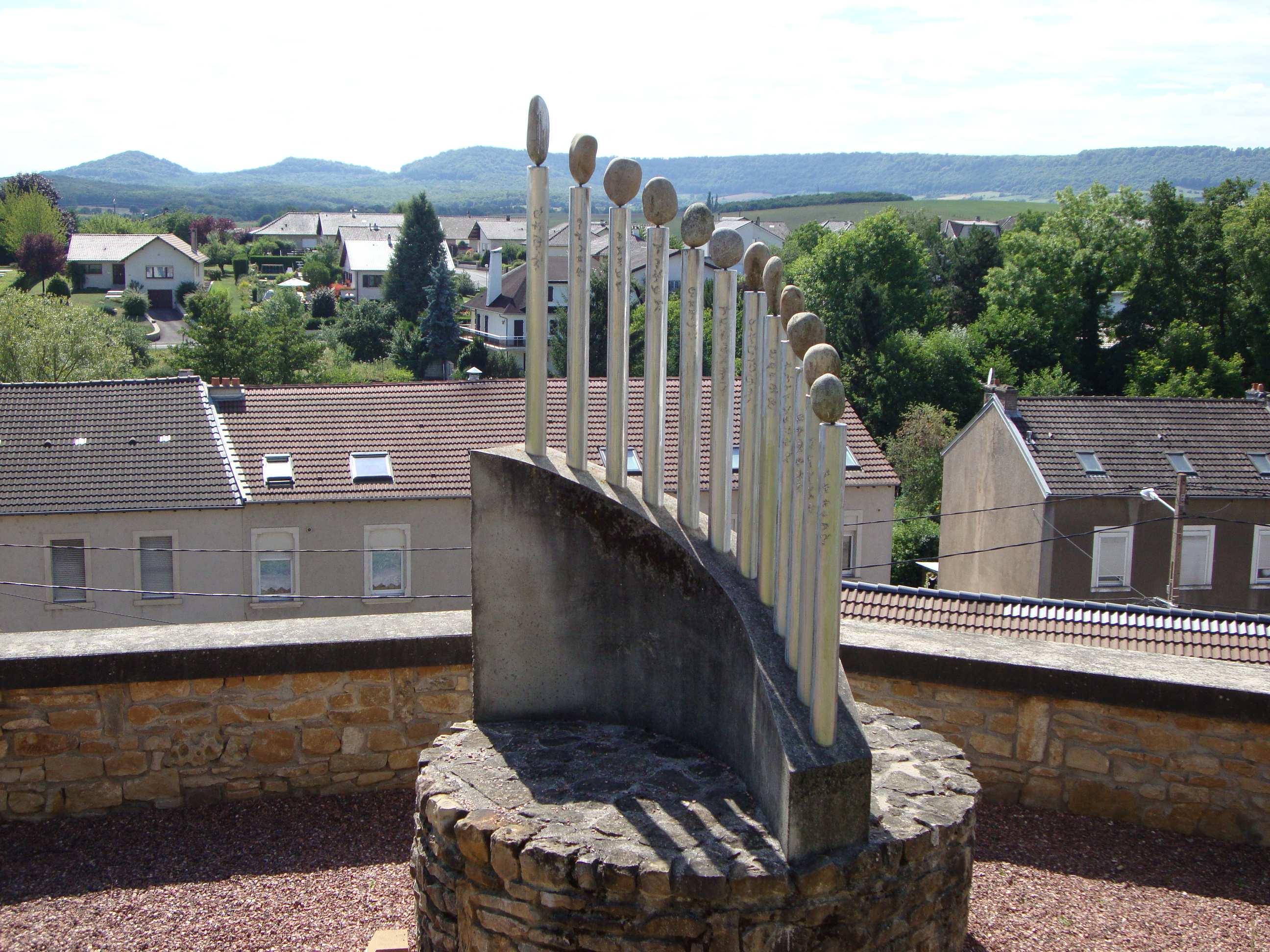
Les Douze Pèlerins, du sculpteur Alain Mila, promenade du Rocher.
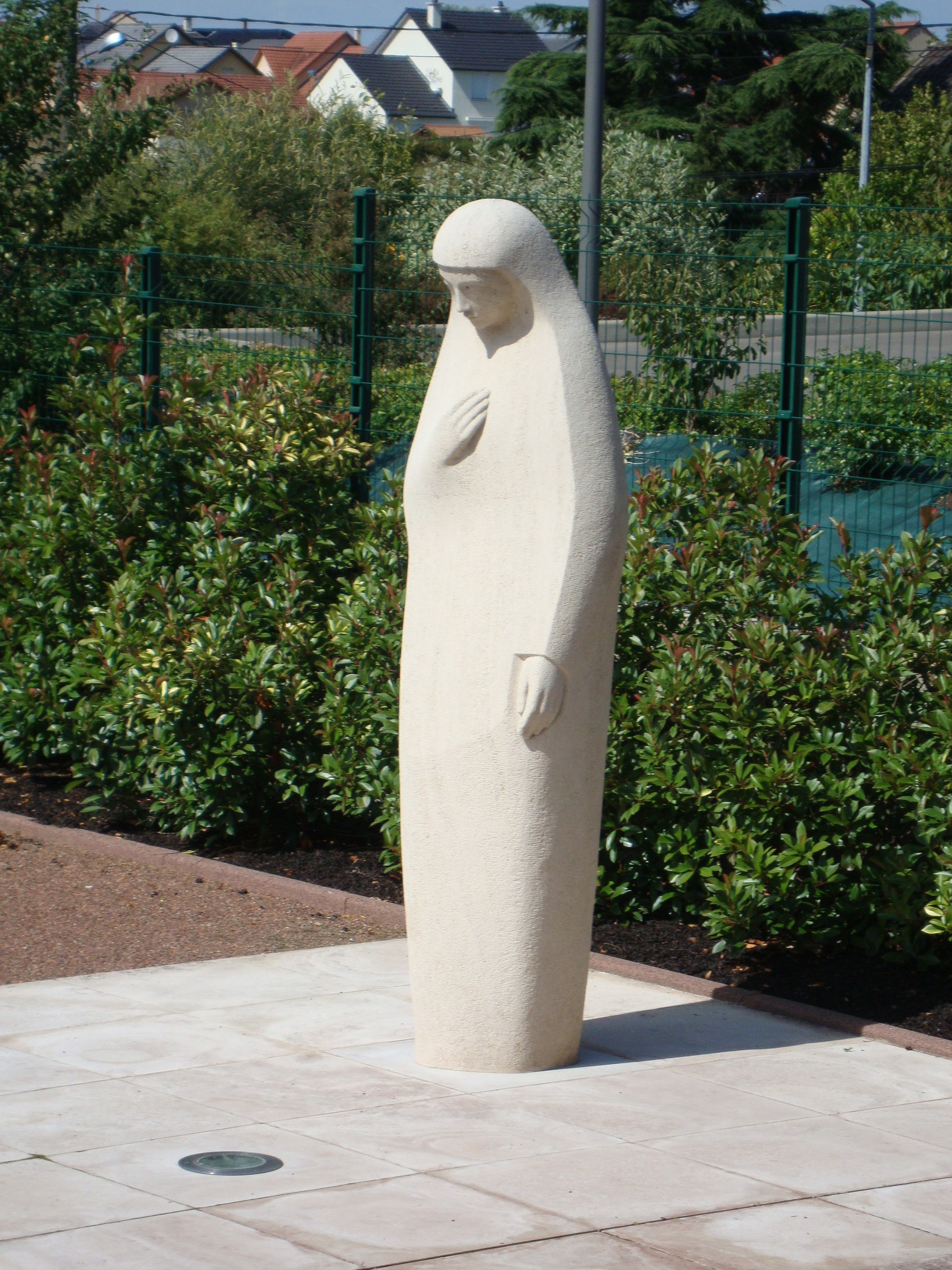
Allégorie de la Vierge éplorée, du sculpteur Antoniucci Volti, monument aux morts.
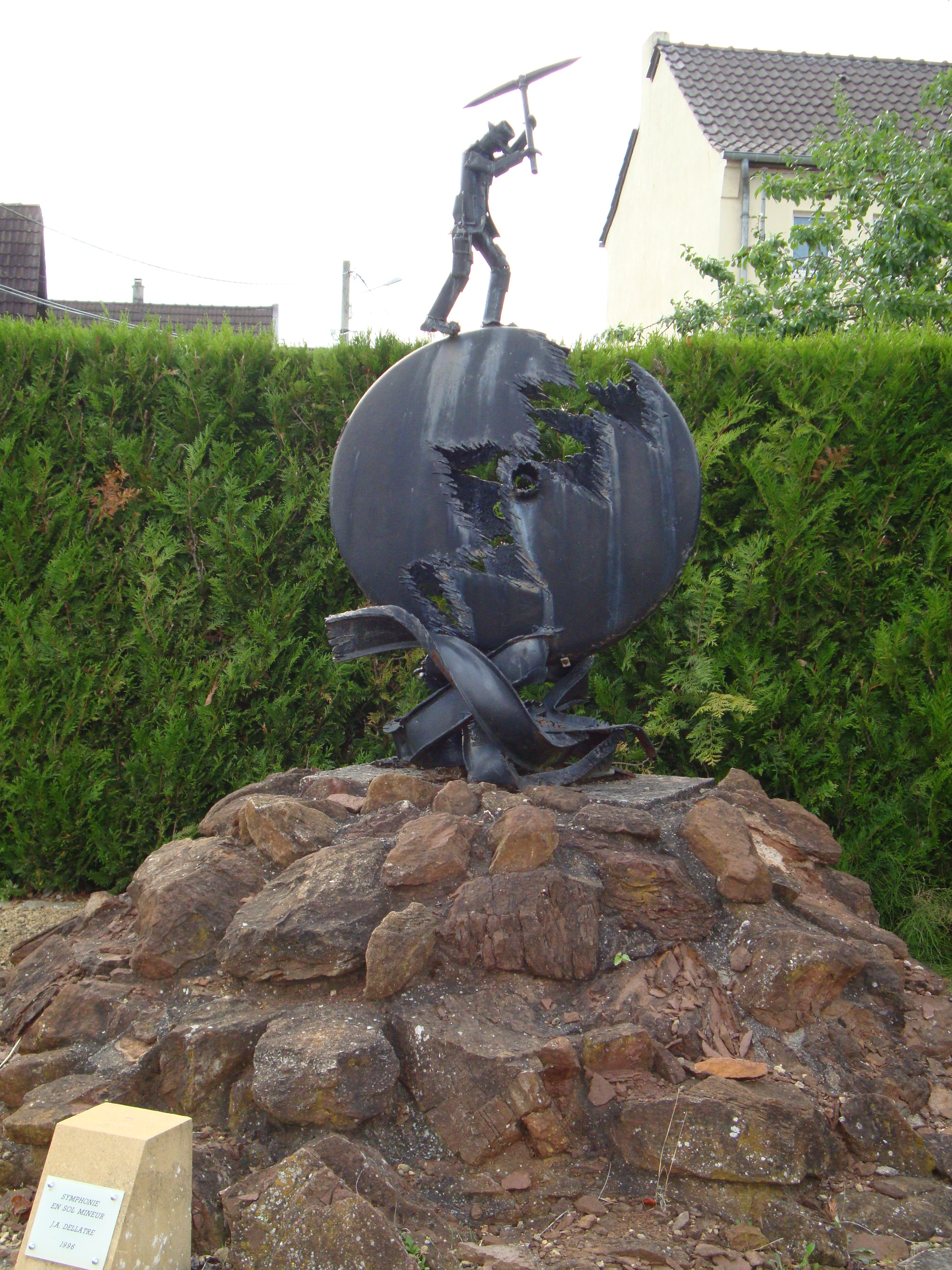
Symphonie en Sol Mineur, du sculpteur Jean-Alexandre Delattre, quartier Sainte-Barbe.

### Ligne Maginot
Hettange-Grande était le centre du sous-secteur du même nom du secteur fortifié de Thionville de la ligne Maginot. Le territoire de la commune est très riche en vestiges de la ligne, tous construits entre 1930 et 1935. Le petit ouvrage A10 dit de l’Immerhof, du nom de la ferme près de laquelle il avait été construit, est remarquable par sa puissance de feu et sa construction à faible profondeur. C’est l’un des deux seuls ouvrages de la ligne Maginot à avoir été construit à ciel ouvert et entièrement bétonné. Encore visible, et visitable, cet ouvrage est aujourd’hui conservé grâce à l’action de l’association Le Tiburce qui, entre autres manifestations, organise des reconstitutions costumées de ce qui était le quotidien des soldats de cette portion de la ligne Maginot.
Le gros ouvrage de Soetrich, un des plus puissants de la ligne Maginot, installé au milieu de la plaine s’étendant entre la Moselle et le plateau d’Aumetz, contrôlait la route de Thionville à Luxembourg. Ce fort est aujourd’hui abandonné et ses entrées ont été remblayées par l’armée.

### Manifestations culturelles
À partir de 2022, le festival littéraire Étrange Grande, dédié aux littératures de genre (littératures de l'imaginaire, polar, horreur et romance) est organisé annuellement, en septembre, à Hettange-Grande. Il accueille des nombreux auteurs, y compris internationaux (dont R. J. Ellory en 2024,), et remet plusieurs prix littéraires,. Lors de sa troisième édition, il rassemble plus de 5000 visiteurs,.

### Personnalités liées à la commune
- Charles Bertin Gaston Chapuis de Tourville (1740-1809), né à Hettange-Grande, général de division des armées de la République.
- Carole Gaessler (1968), originaire d’Hettange-Grande, journaliste.
- Frédérique Lorient (1967), écrivaine, habitante d’Hettange-Grande en 2011.
- Christian Marin (1932-2012), acteur, ayant participé à de nombreux projets de la commune.

### Héraldique et logotype

#### Héraldique
| Blason de Hettange-Grande | Blason  | D'azur aux forces de tondeur renversées accompagnées de trois roses du même pointées du sinople. |
| Blason de Hettange-Grande | Détails | Armes enregistrées par d'Hozier, garde de l'Armorial Général, en exécution de l'Édit de 1696.    |

#### Logotype
|  | Logo actuel d'Hettange-Grande - Le "h" stylisé représente la ville d'Hettange-Grande et son dynamisme. - Le fond ocre, synonyme de Terre, fait référence à la Réserve naturelle. |

## Pour approfondir

### Iconographie

Galerie photographique d’Hettange-Grande
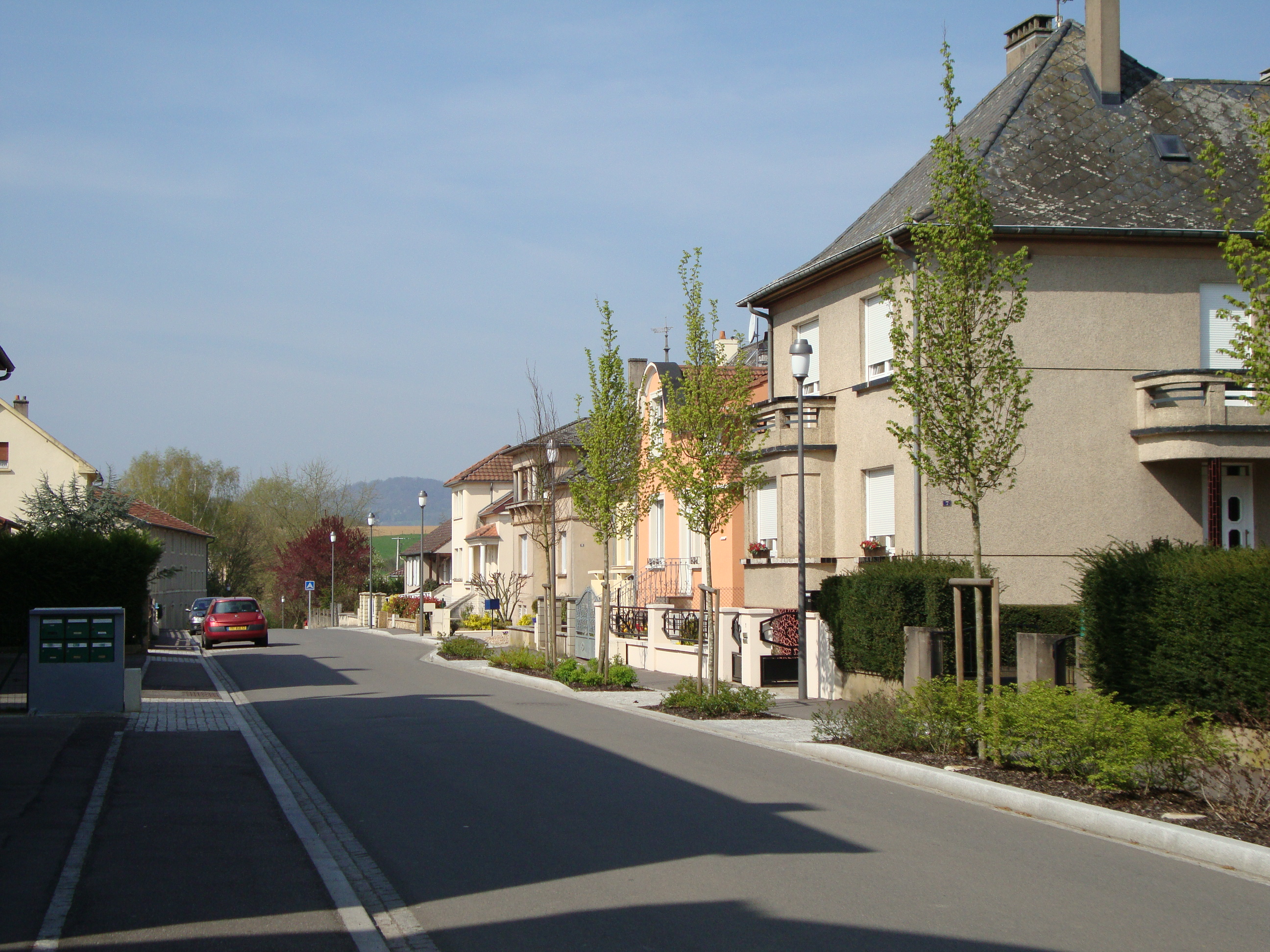
Rue du Moulin
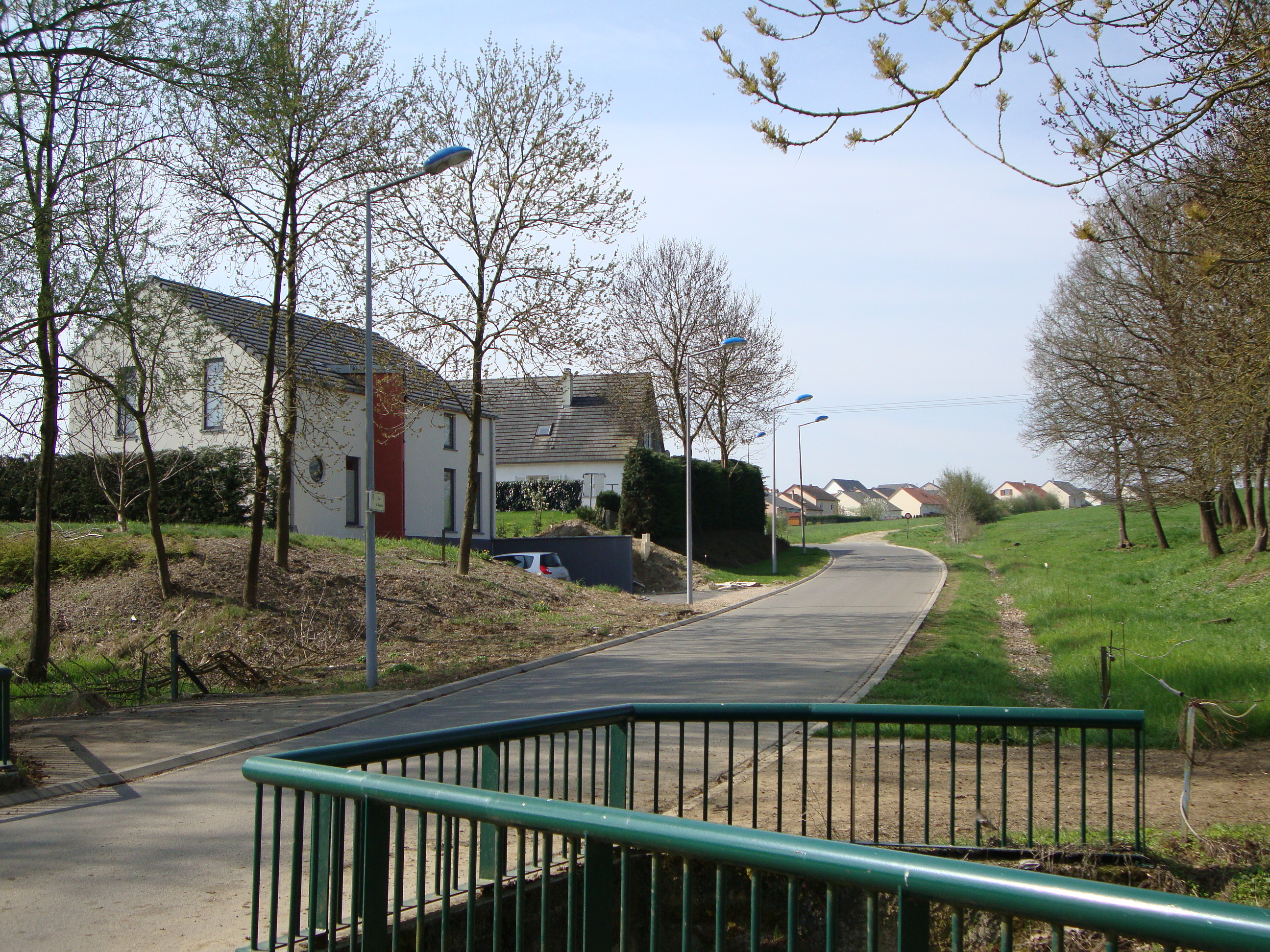
Rue du Wampich, rivière se jetant dans la Kiesel
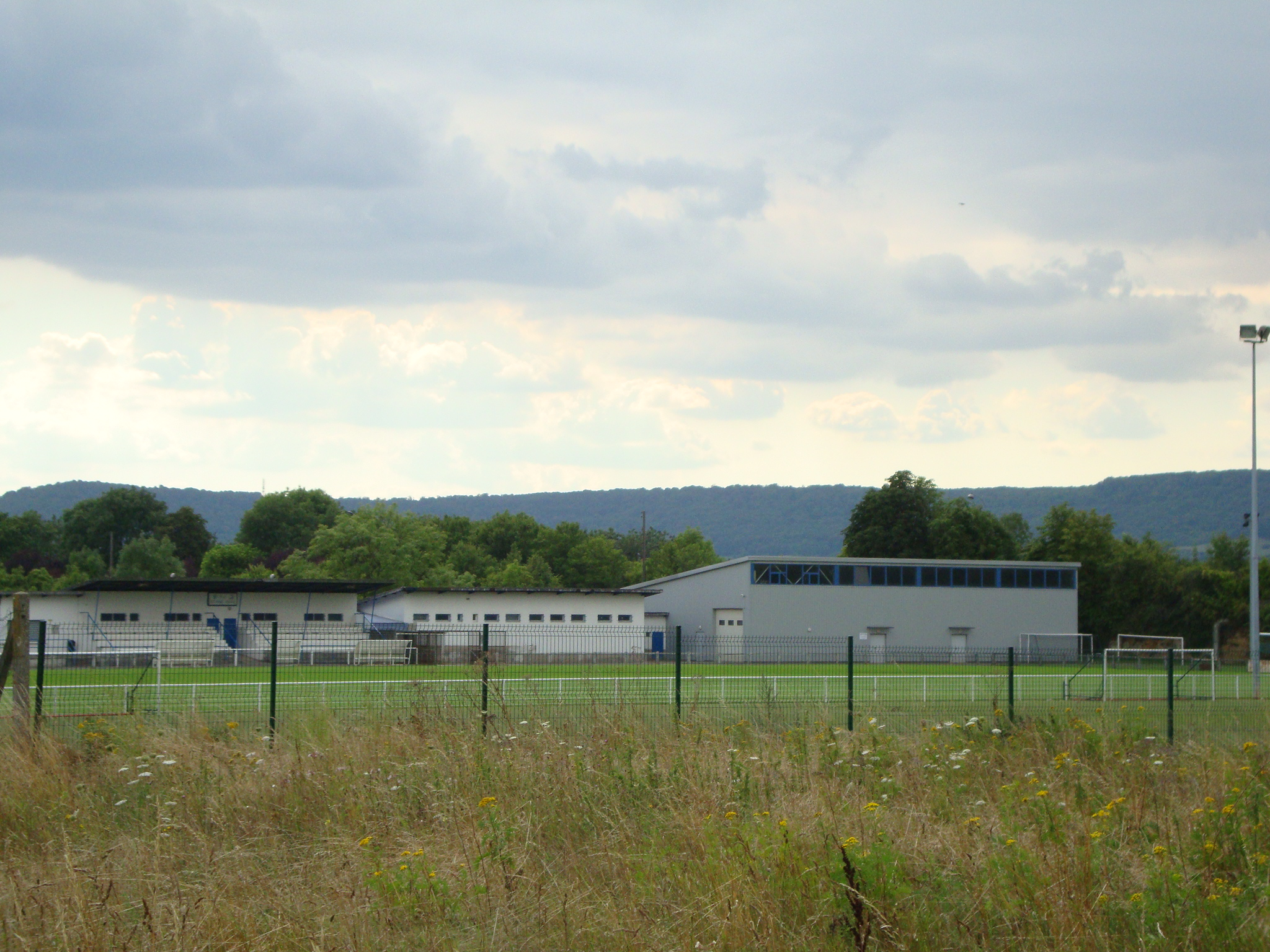
Le stade d'Hettange-Grande
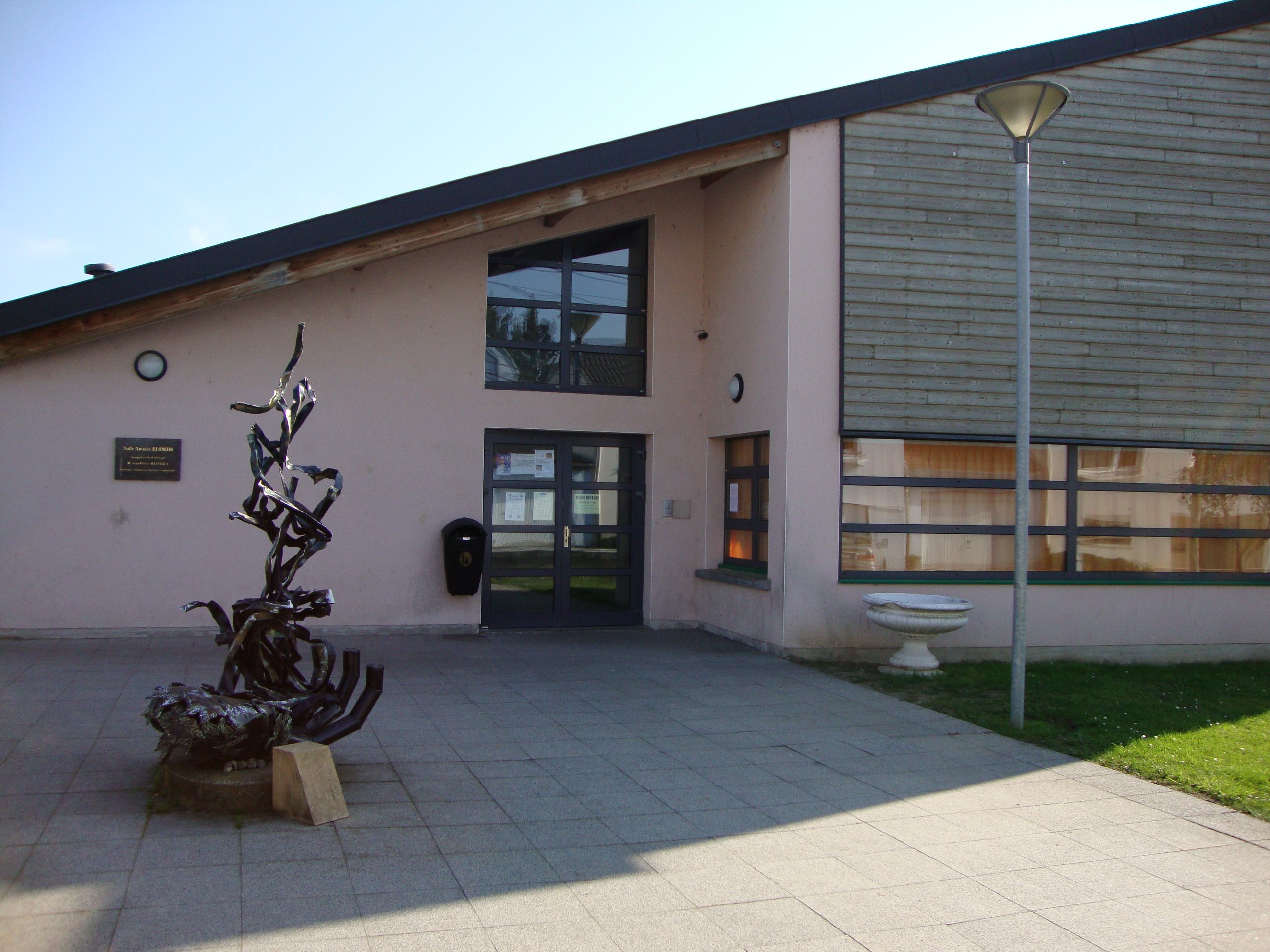
Salle Antoine Blondin de Sœtrich, inaugurée en 1998, et la statue La Main d'Elen, offerte par l'artiste Delattre
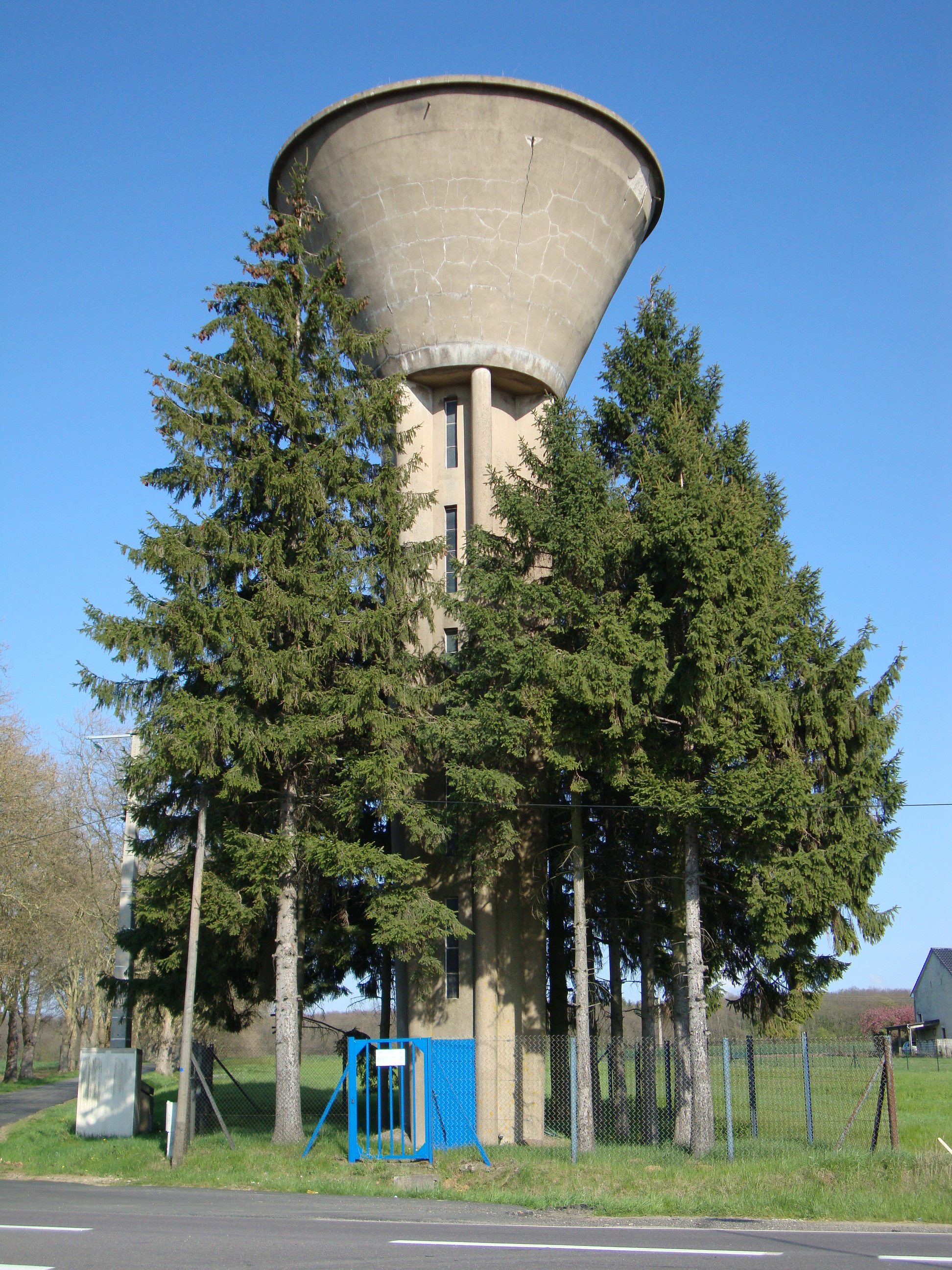
Château d'eau de Sœtrich (aujourd'hui détruit)
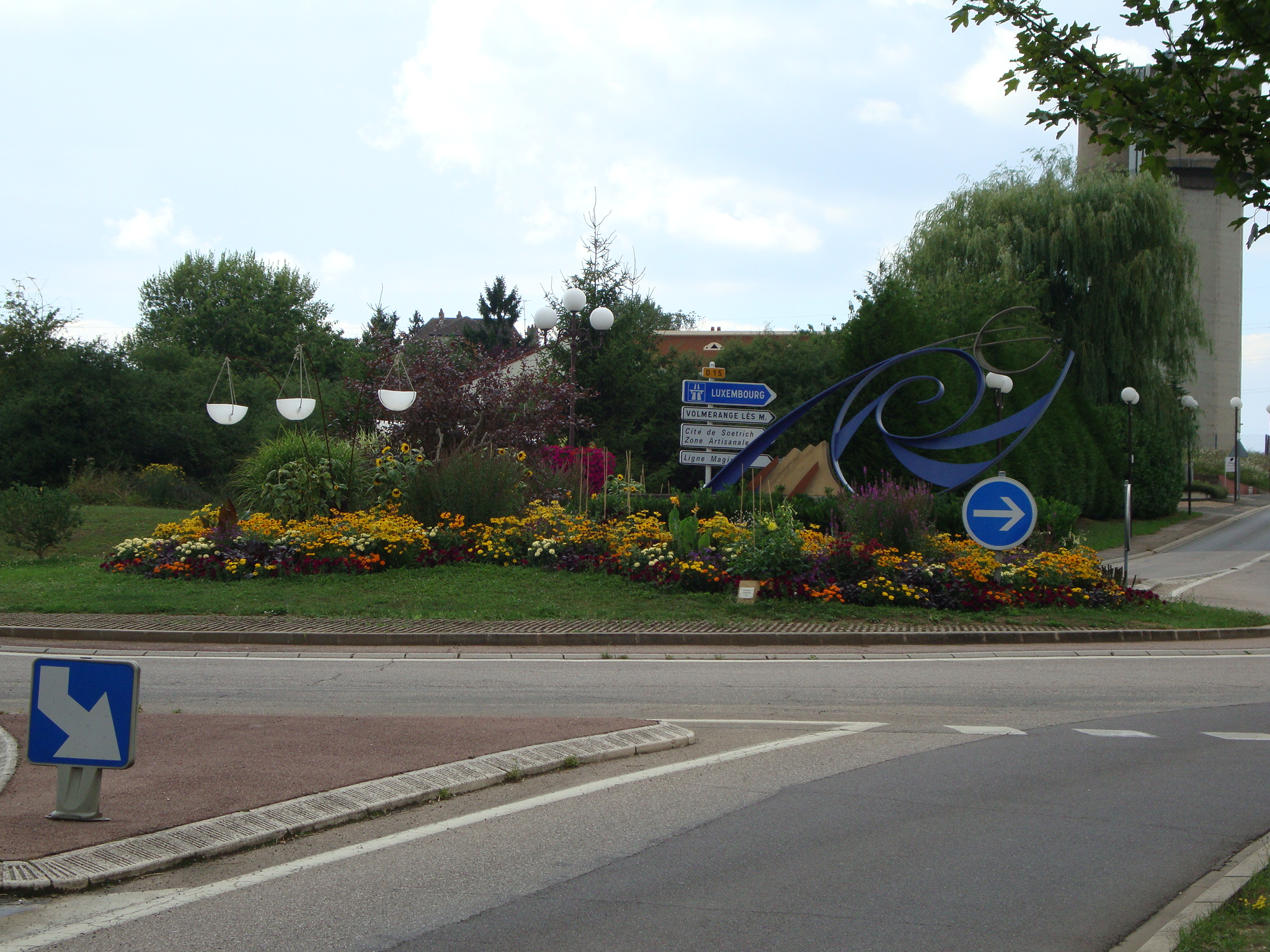
Rond-point à Hettange-Grande
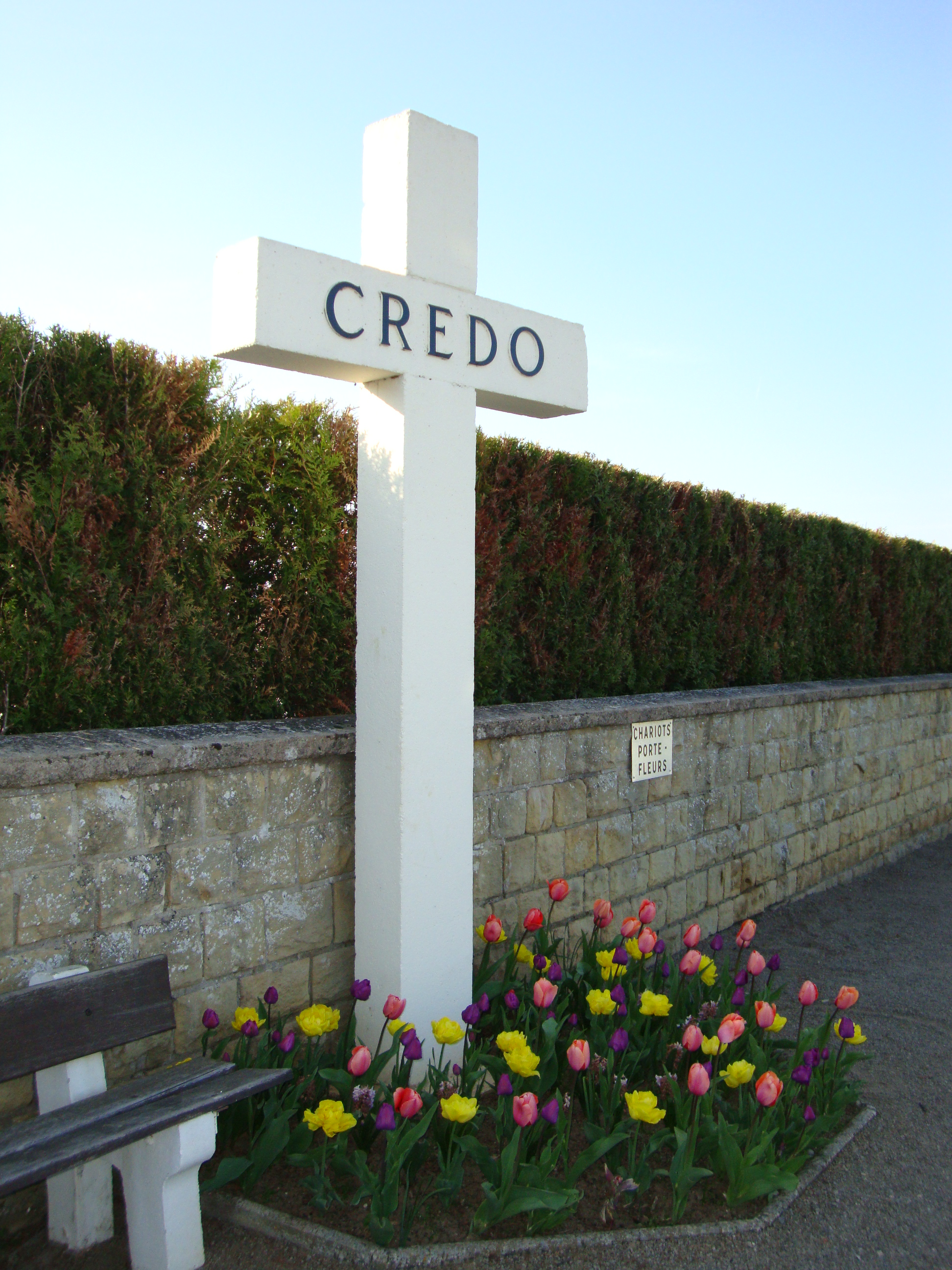
Croix du cimetière
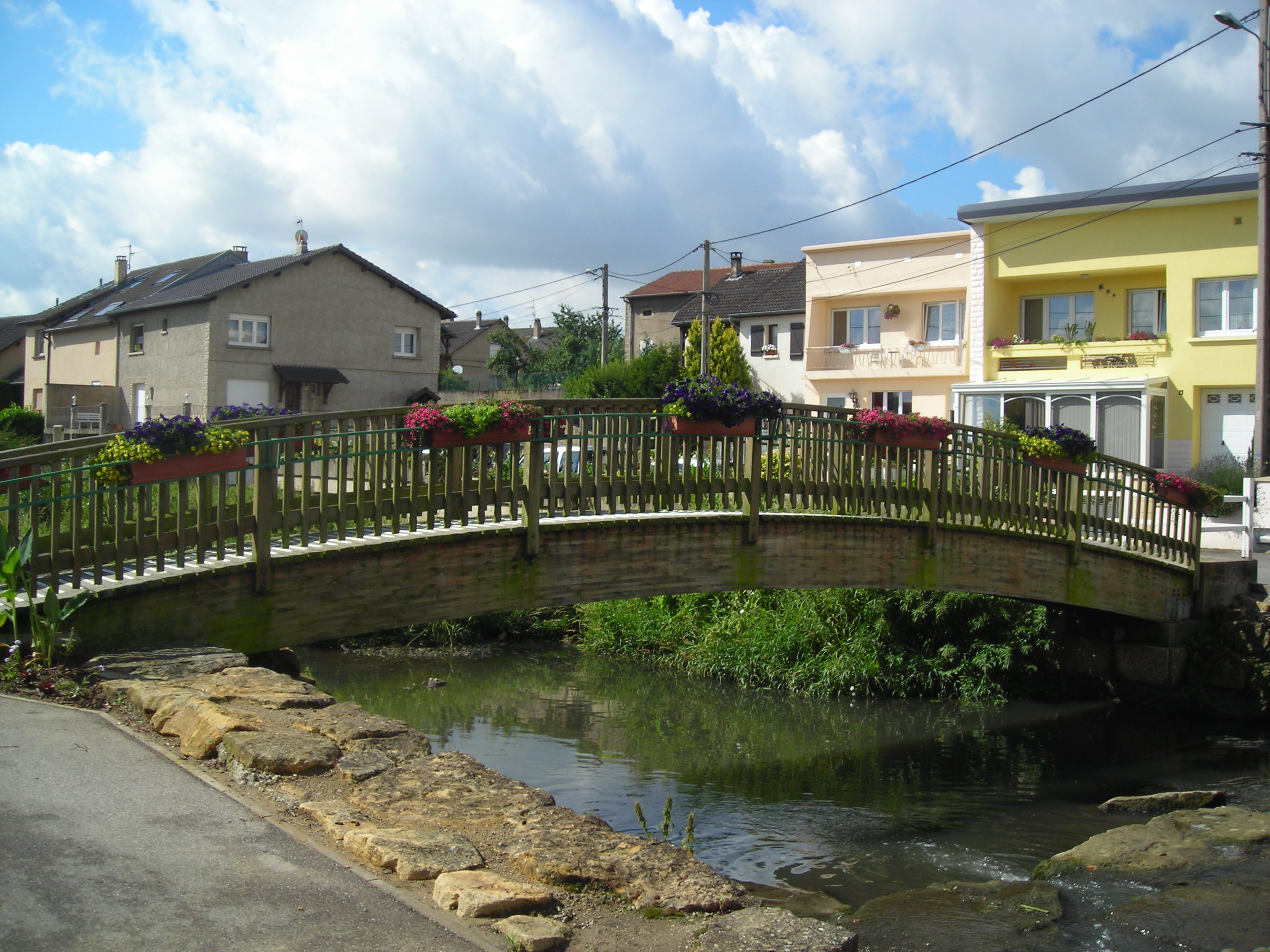
Le pont de la Kiesel